# 香港西九龍站
香港西九龍站，規劃及建設期間稱為西九龍總站，通常簡稱為西九龍站或西九站，是位於香港西九龍油尖旺區的鐵路車站，本站為廣深港高速鐵路的南端起訖站，提供往返中國內地的高鐵動車服務。车站佔地11公頃，耗資122億3千萬港元興建，樓面總面積達43萬平方公尺。站內實施一地兩檢，設有內地口岸區，由中國內地派駐執法人員執行中國內地法律。
香港西九龍站原定計劃於2015年啟用，惟工程出現滯後和超支延誤後，最終與高鐵香港段一起於2018年9月23日啟用。透過該站可以接駁至港鐵九龍站和柯士甸站，以及轉乘巴士及其他交通工具來往香港各區及香港國際機場。

## 概要

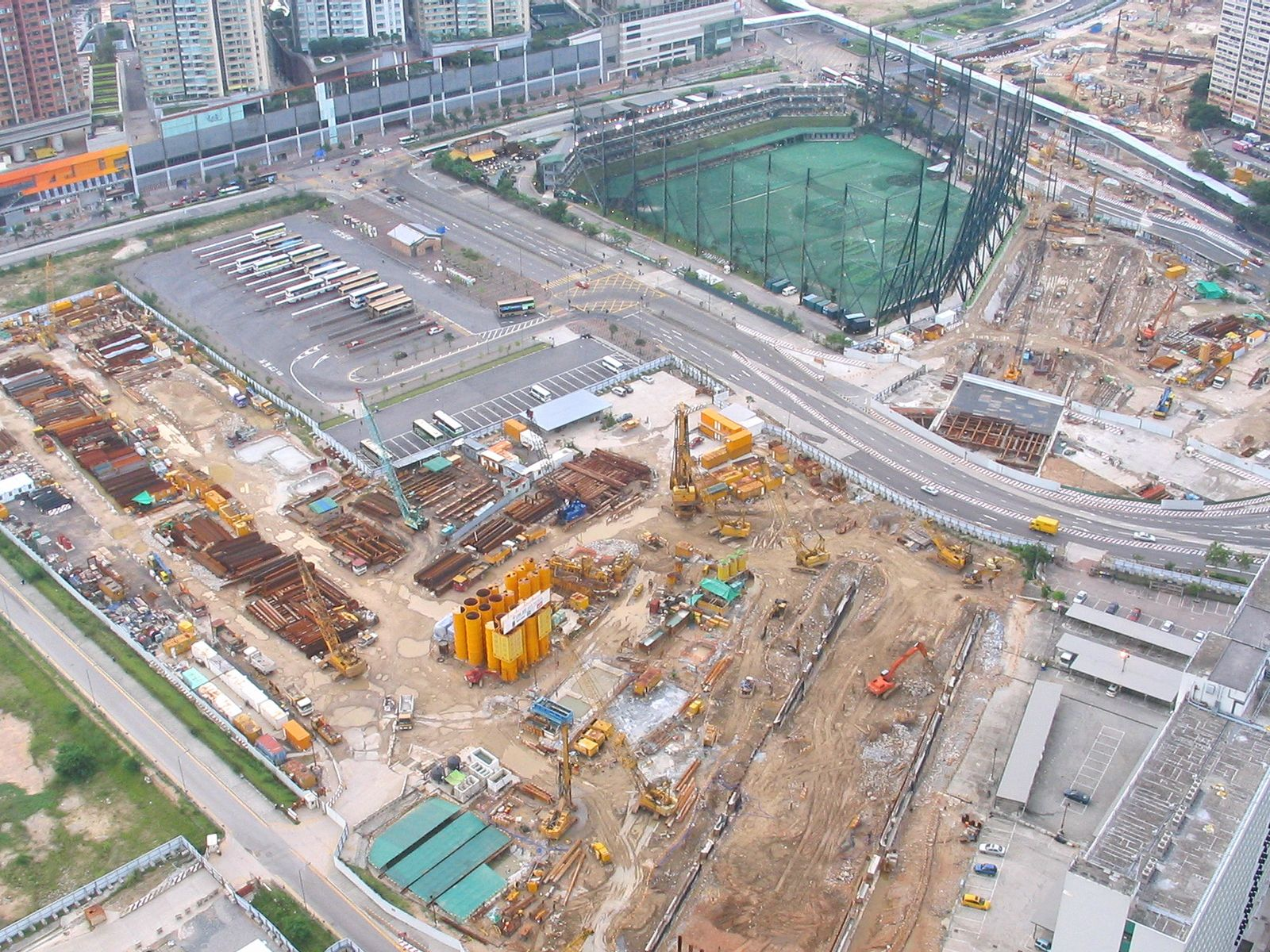
西九龍站前身為城市高爾夫球會和佐敦（匯翔道）巴士總站（2006年）

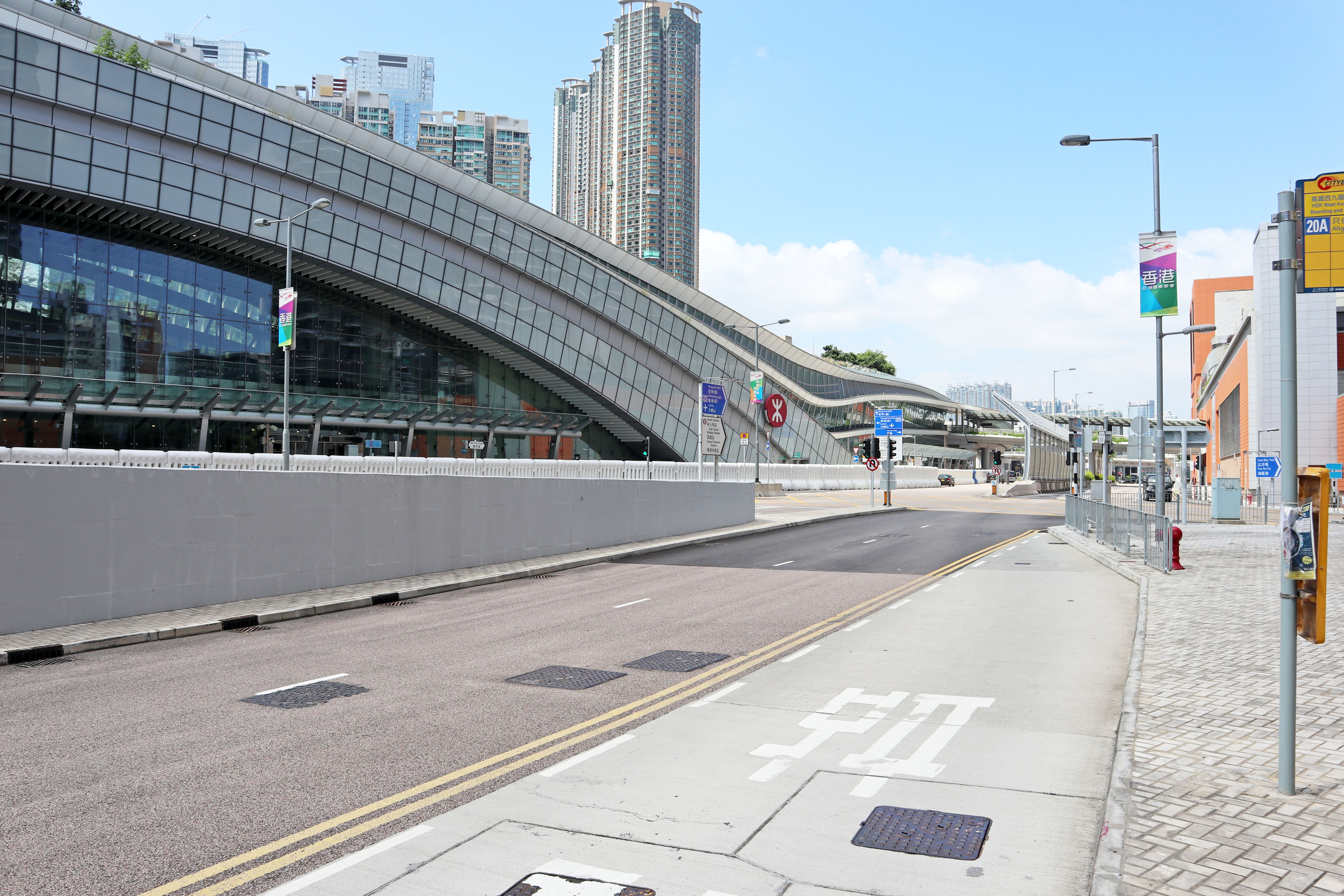
西九龍站外的匯民道

### 位置
香港西九龍站位於香港市區西九龍，港鐵九龍站以東、港鐵柯士甸站以西。選址的方案原來有兩處，在原設計中，鐵路站位於西九龍文娛藝術區（今西九文化區）以北，佔地6公頃；在替代設計中，鐵路站位置向南延伸至西九龍文娛藝術區地底，額外佔用西九龍文娛藝術區達3.3公頃的地底用地。
香港西九龍站用地前身為城市高爾夫球會、匯翔道巴士總站、西九龍中天地及油麻地避風塘。

### 服務經營權
香港特別行政區政府在工務計劃下撥款興建高鐵香港段，並最終擁有該段鐵路。而香港鐵路有限公司獲政府委託進行高鐵香港段的設計、建造、測試和試行運作，路政署則負責監察項目落實。
2017年12月政府以1000元將營運高鐵香港段所需的土地或就該等土地所享有的權益或其他權利歸屬九廣鐵路公司，並每年收取相當於應課差餉租值3%的地租，年期50年。九鐵公司將隨後按《服務經營權補充協議》，把營運高鐵香港段的服務經營權授予港鐵公司。政府作為九鐵公司的唯一股東，日後九鐵公司派發股息時，政府可因九鐵公司從港鐵公司收取服務經營費而間接得益。香港政府另外以象徵性每年1000港元租出西九龙站内地口岸区予內地相關部門。

### 獎項
2010年，香港西九龍站的設計獲得Cityscape Awards for Architecture in the Emerging Markets的Tourism, Travel & Transport Future獎項。同年11月4日，香港西九龍站的設計獲得世界建築節的「年度最佳未來工程─基建」獎項。

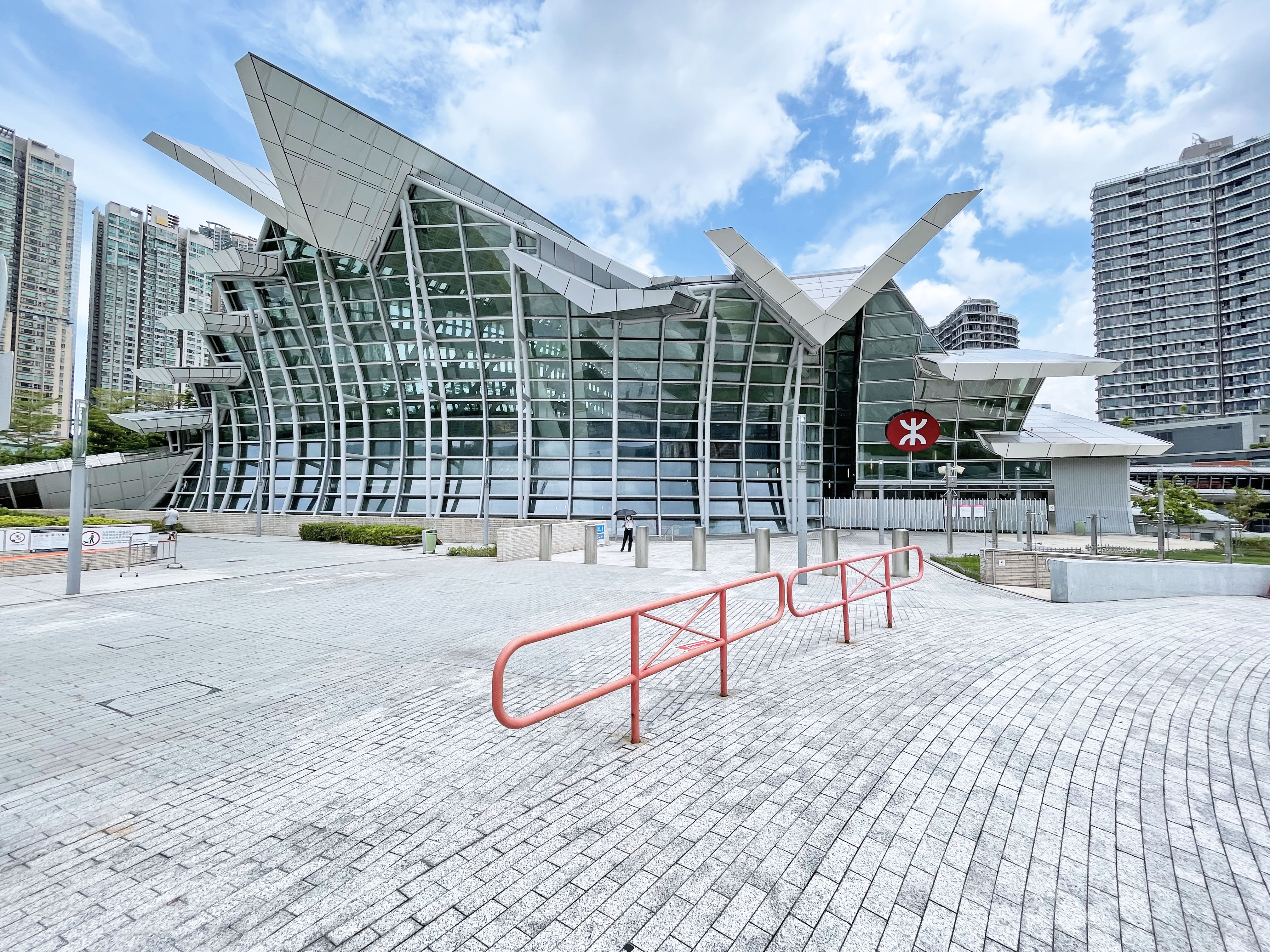
車站東翼建築外觀（2021年8月）
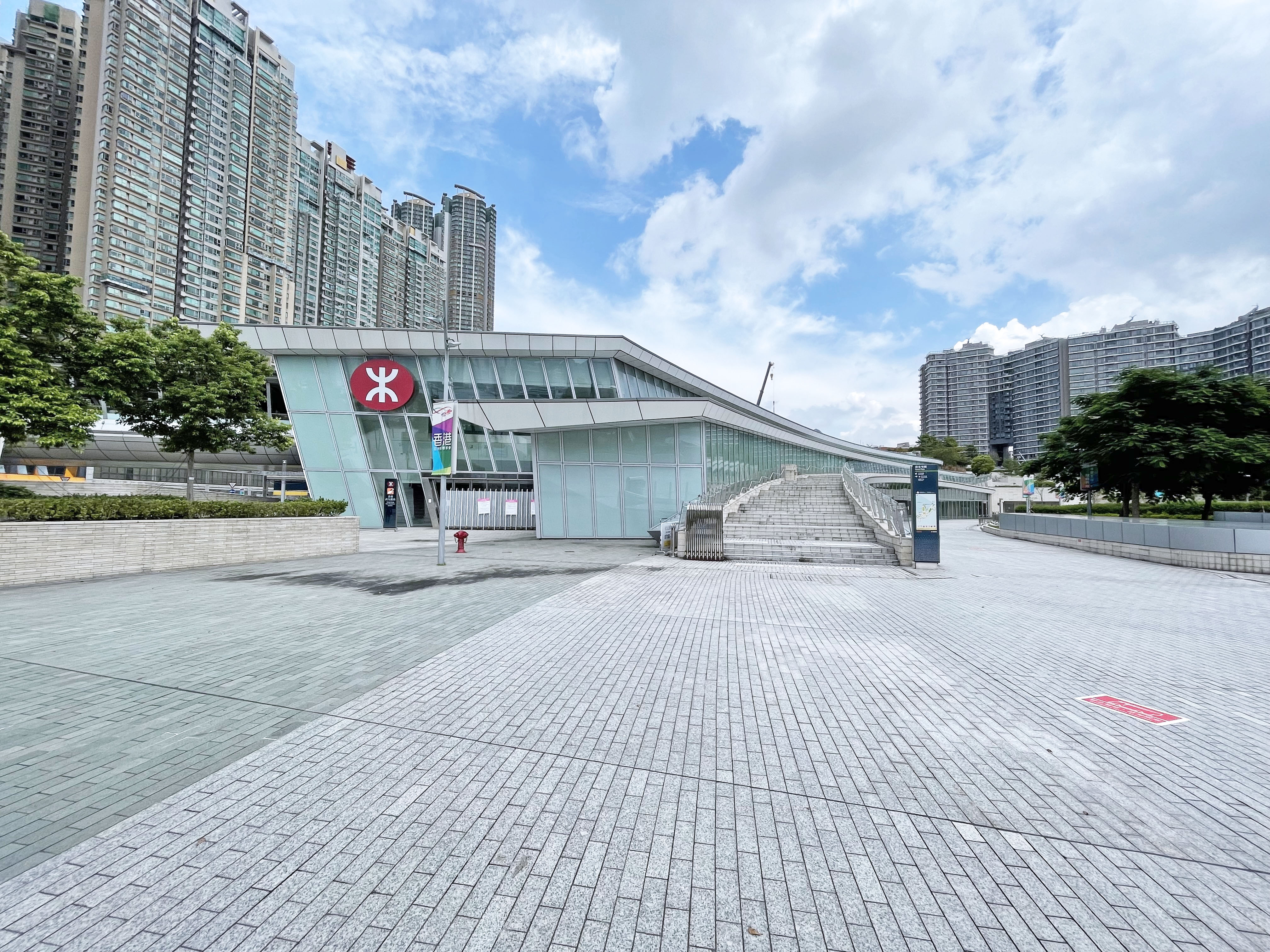
車站西翼建築外觀（2021年8月）
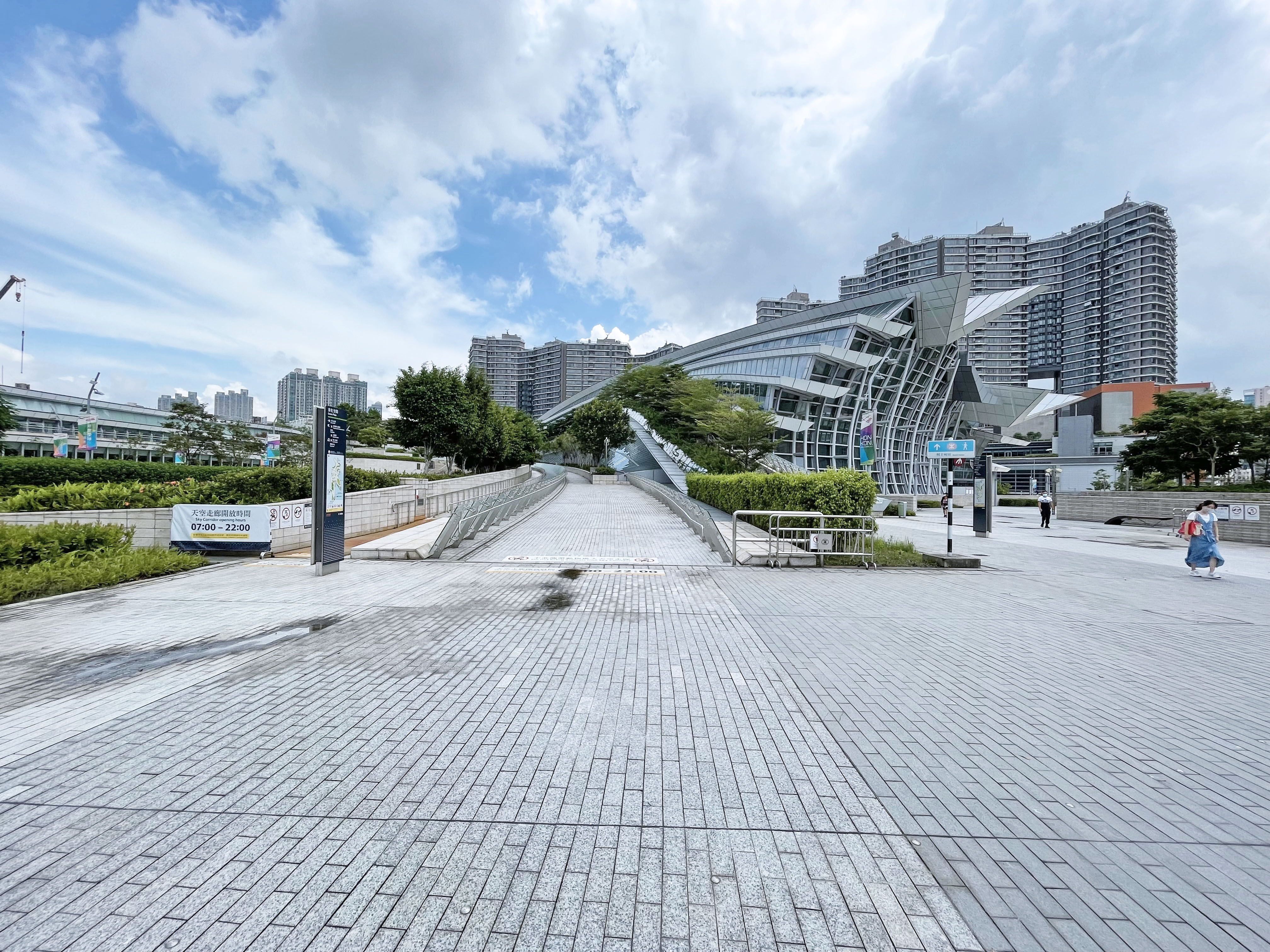
天空走廊出入口（2021年8月）
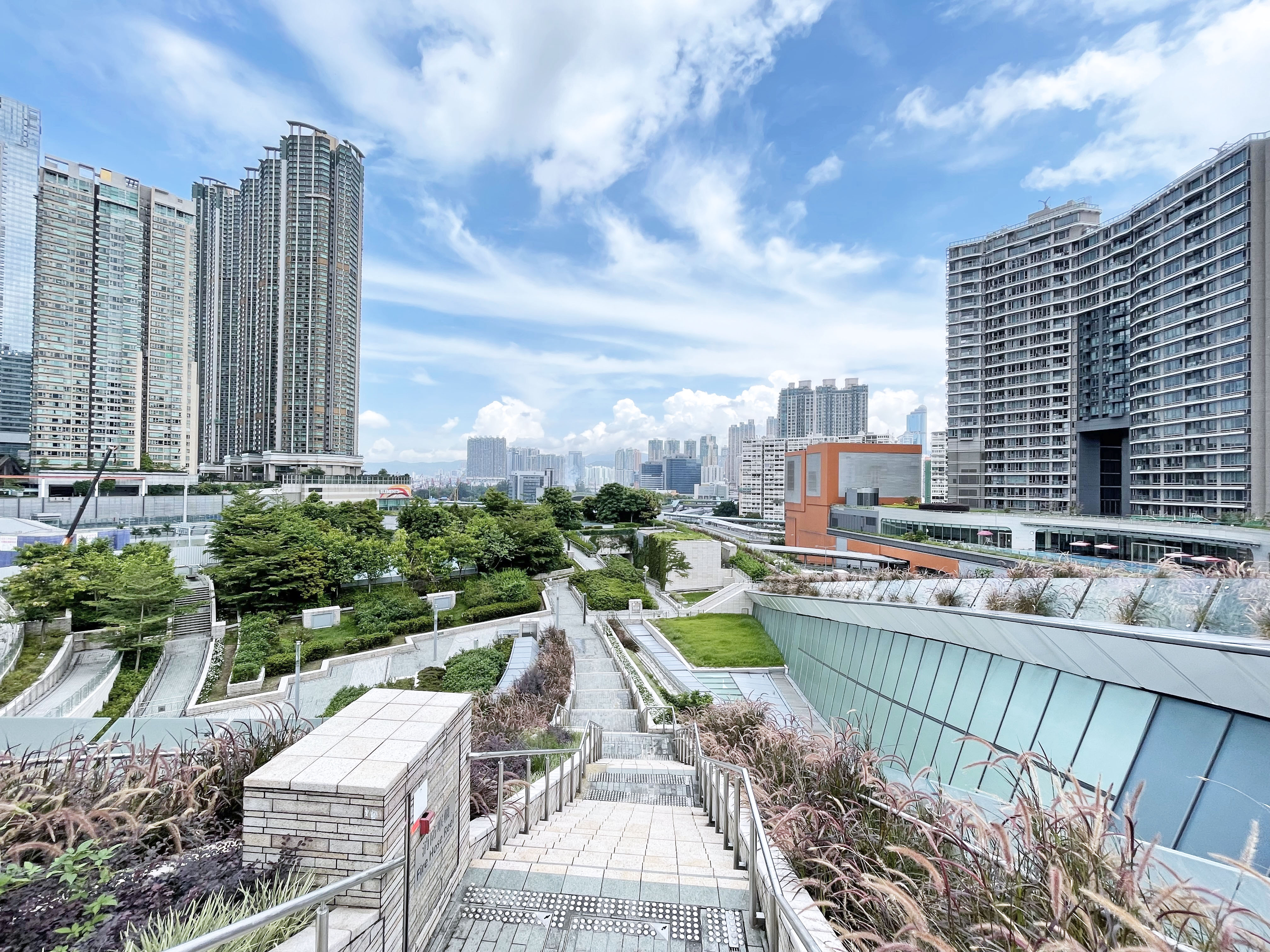
從觀景台眺望附近景觀（2021年8月）

## 車站結構

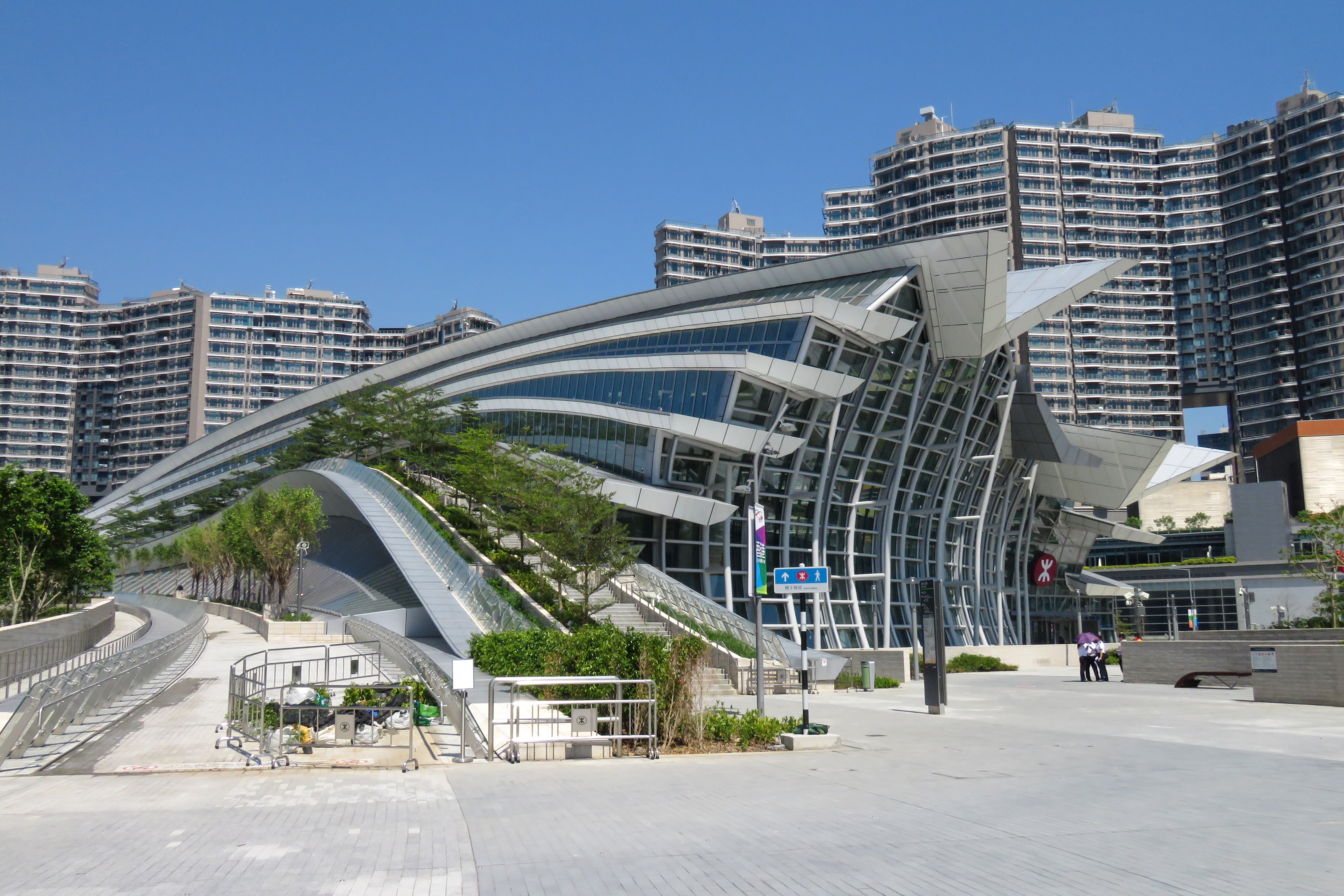
香港西九龍站外牆立面設計，其建築頂部特別設有天空走廊觀景台，是其一大特色。

香港西九龍站的興建工程分為代號XRL810A的北面部分和XRL810B的南面部分（XRL為eXpress Rail Link的縮寫），北面部分由禮頓-金門聯營負責承建，南面部分由聯歐沃-新昌-保華聯營負責承建，占地11公顷，主要设施设于地下，总建筑面积达40万平方米。
香港西九龍站建築由凱達環球的建築師安德魯·布朗伯格設計。车站外型採用仿香港會議展覽中心的弧形設計，內部分為5層，由高至低分別為地面層、售票大堂、入境層、離境層及月台層，抵港及離港人流會分開處理。入口鋼結構的建造工程比香港國際機場更複雜，需要建造9組不規則巨型支撐柱（Mega Column），最高達45米，面鋼材需使用逾1.2萬噸、大型玻璃組件約3700塊、鋁板組件約1.9萬塊；連接巨型支撐柱則需用上12組V型橫樑。
此外，作為跨境鐵路的鐵路站，香港西九龍站設立了一地兩檢模式的出入境口岸為乘客辦理出入境手續。

### 樓層
| L2  | 天空走廊／觀景台 | 天空走廊、觀景台                                                                         |
| L1  | 行人天橋         | 行人天橋接駁港鐵九龍站C1出入口和柯士甸站B4、D4出入口、圓方、環球貿易廣場、巴士總站、商店 |
| GFM | 商店             | 遠東行李寄存、自助儲物櫃                                                                 |
| G   | 車站大堂         | 出入口、車站大堂、綠化空間、商店（包括銀行）、高鐵資訊中心（不對外開放）                 |
| G   | 接駁交通         | 旅遊巴士上落客區、機場快綫穿梭巴士上落客區、巴士站及小巴站上落客區                       |
| B1M | 餐廳             | 添好運點心專門店                                                                         |
| B1M | 後勤設施         | 抽風管道、鐵路營運商辦公室、冷氣系統機房                                                 |
| B1  | 票務大堂／離港   | 票務櫃枱、售票機、報銷憑證自助機、核驗票證入閘區、安檢、商店、食肆                       |
| B1  | 接駁交通         | 落客區、輪椅乘客上落客區、行人隧道通往柯士甸站車站大堂                                   |
| B2H | 後勤設施         | 抽風管道和垃圾收集用房（不對外開放）                                                     |
| B2  | 抵港大堂         | 內地監管查驗區、內地辦公備勤區、香港查驗區、驗票出閘、美食廣場、商店                     |
| B2  | 接駁交通         | 的士上客站、車站停車場、行人隧道通往戲曲中心及柯士甸站車站大堂                           |
| B2  | 商務候車室       | （B2層獨立空間，由B3層前往）                                                             |
| B3H | 後勤設施         | 站內的後勤用地、抽風管道（不對外開放）                                                   |
| B3M | 行人隧道         | 連接連翔道                                                                               |
| B3  | 離港大堂         | 香港查驗區、內地監管查驗區、內地辦公備勤區、離境乘客候車區、檢票口                       |
| B4M | 後勤設施         | 鐵路營運商辦公室、電掣和冷氣系統機房、垃圾收集和設備維修用房（不對外開放）               |
| B4  | 月台             | 車站月台                                                                                 |
| B5  | 內部快速通道     | 供支援車站維修及作為消防緊急通道使用（不對外開放）                                       |

### 大堂
香港西九龍站的G层为设有多个出入口的大堂，B1层为票務大堂，B2层为抵港大堂，B3层为離港大堂。B1层的票務櫃枱分别设有跨境车票（往返內地與香港）和内地车票（非以香港為起点或終點的內地段）两个区域，均提供车票出售、退、改签以及索取報銷憑證等服务，亦设有优先通道的票務櫃枱和失物办事处。B1层大堂的进站乘车通道设有实名验证和安全检查。乘客入闸後将車票連同身份證明文件交给安檢人員核實身份并接受安检后方可過關；而在2023年1月15日起，香港西九龍站全面實施電子車票安排，乘客只需使用其有效證件並作人臉識別即可入閘並接受安檢。入闸处在车站运营初期将设8部入閘機和15部X光機，日后会将视乎客流情况作出进一步调整。车站大堂亦设有行李手推車供乘客使用。同时站内的L1层至B3层内多个地方设有洗手间。
B2层的抵港大堂设有多个艺术品：其中位于B2层东北侧与B1层之间中空处，设有王無邪創作的「江山無盡圖」，在联络西九文化区的通道处设有「墙上的景像-香港」艺术墙等。此外，在A出入口联络抵港大堂的通道处设有「边界上的海平线」及A出入口联络票务大堂设有「边界上的沉思」2个艺术墙。

#### 商店
西九龍站餐飲商店区主要分布于車站B1層及B2層，B1層近中庭位置對上的B1M層曾經设有佔地5000平方呎的添好運點心專門店。
B1层南侧設6間外卖式食肆，包括台灣珍珠奶茶店春水堂、星巴克、鱼尚以及輕。快翠 by Tsui Wah等，還設有多間便利店和手信商店，售票大堂附近還設有中國銀行（香港）的自動櫃員機。
在B2层还有佔地18000平方呎的「堂前食坊」美食廣場，設有350座位，提供日韩、港、川以及東南亞等各地的美食。另外抵港层亦設有交通銀行（香港）及南洋商業銀行跨境理財中心，同時還設有外幣找換店、旅行社、大灣區航空客戶服務中心、MTR e-Store及OK便利店等，香港旅遊發展局亦在本層設置了旅客服務中心。此外，香港國際機場也在B2層設置了預辦登機櫃位，位於八達通售賣機旁邊。
而G層設有滙豐和招商永隆銀行、一樂燒鵝、順豐速運、旅行用品店Nobletime Traveller和售賣收藏模型和玩具的Gift & Take by Nobletime，还設有一个約400平方米藝術展演空間即紫荆文化廊。行李寄存服務則位於GFM層，須通過升降機前往。

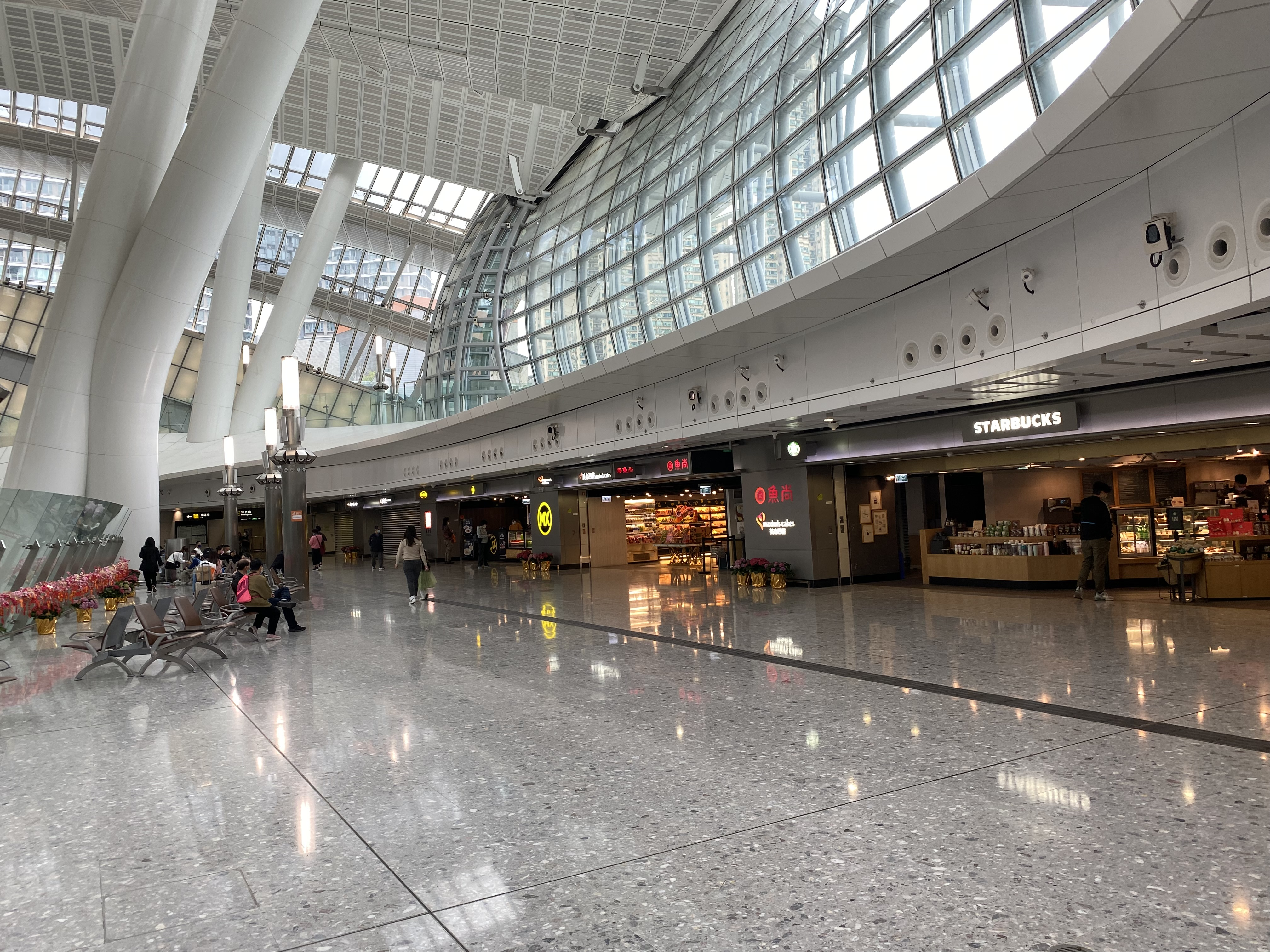
B1層的南侧設多間外卖式食肆
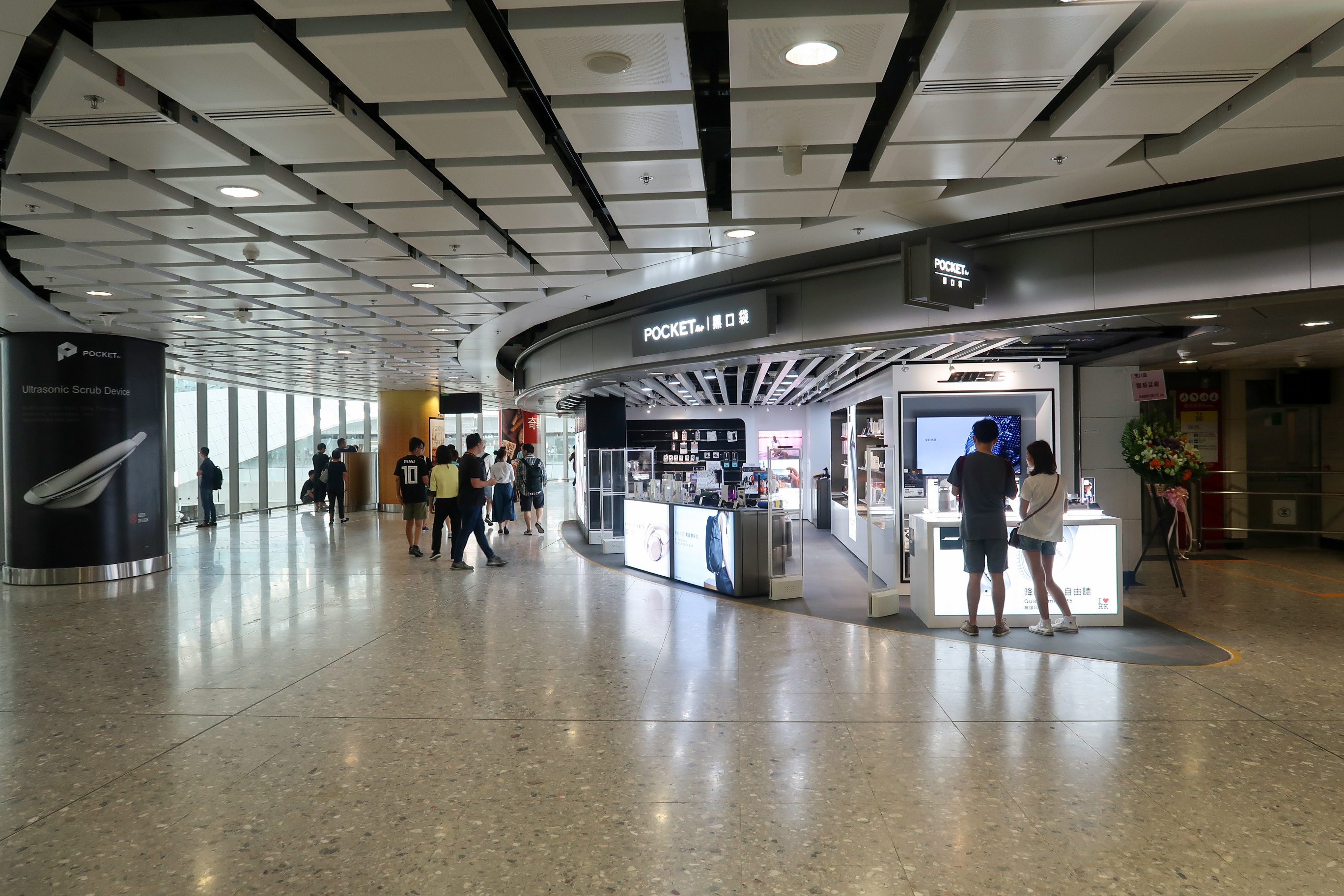
位于B1层的一家电器店
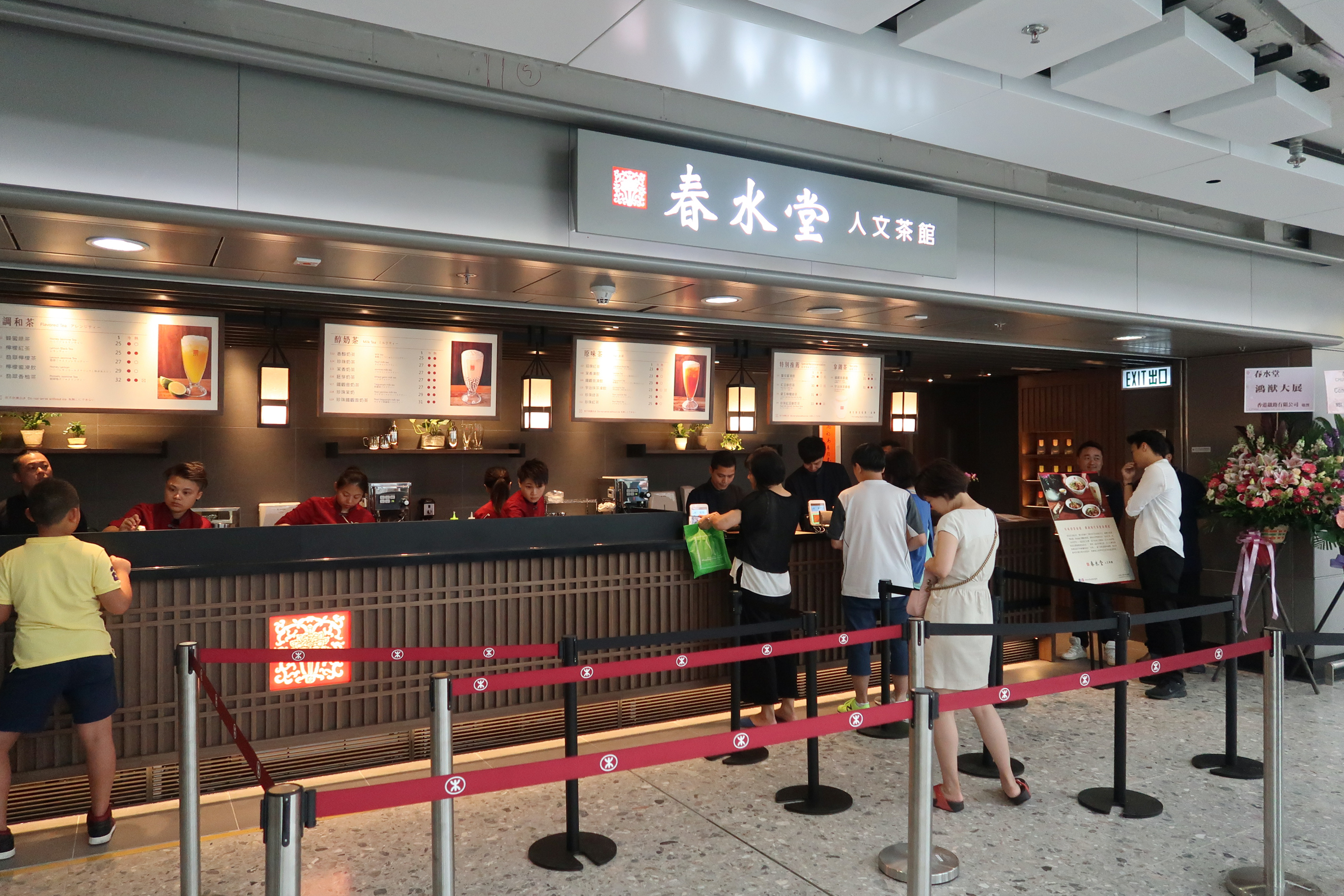
B1层春水堂人文茶館
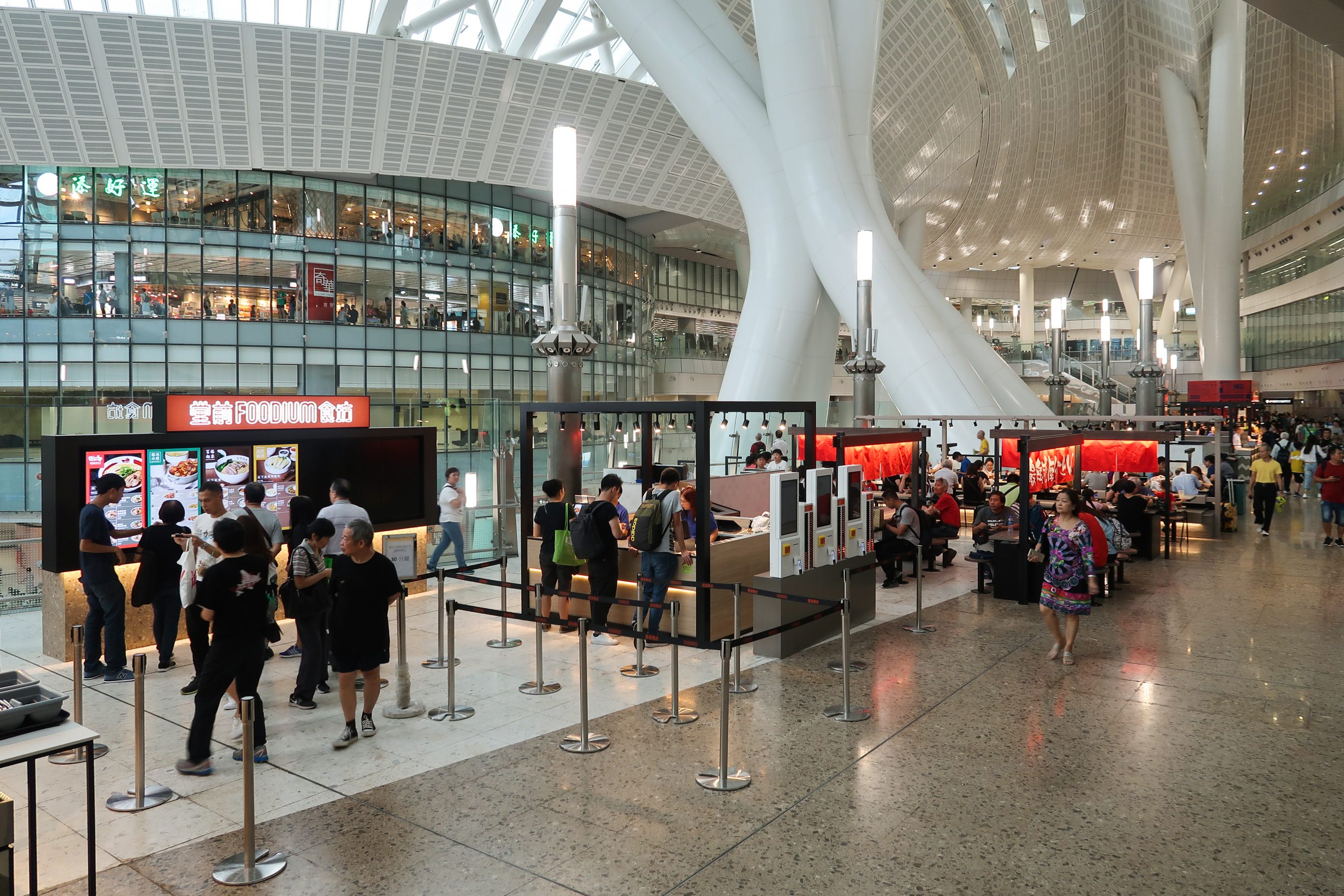
B2层「堂前食坊」美食廣場
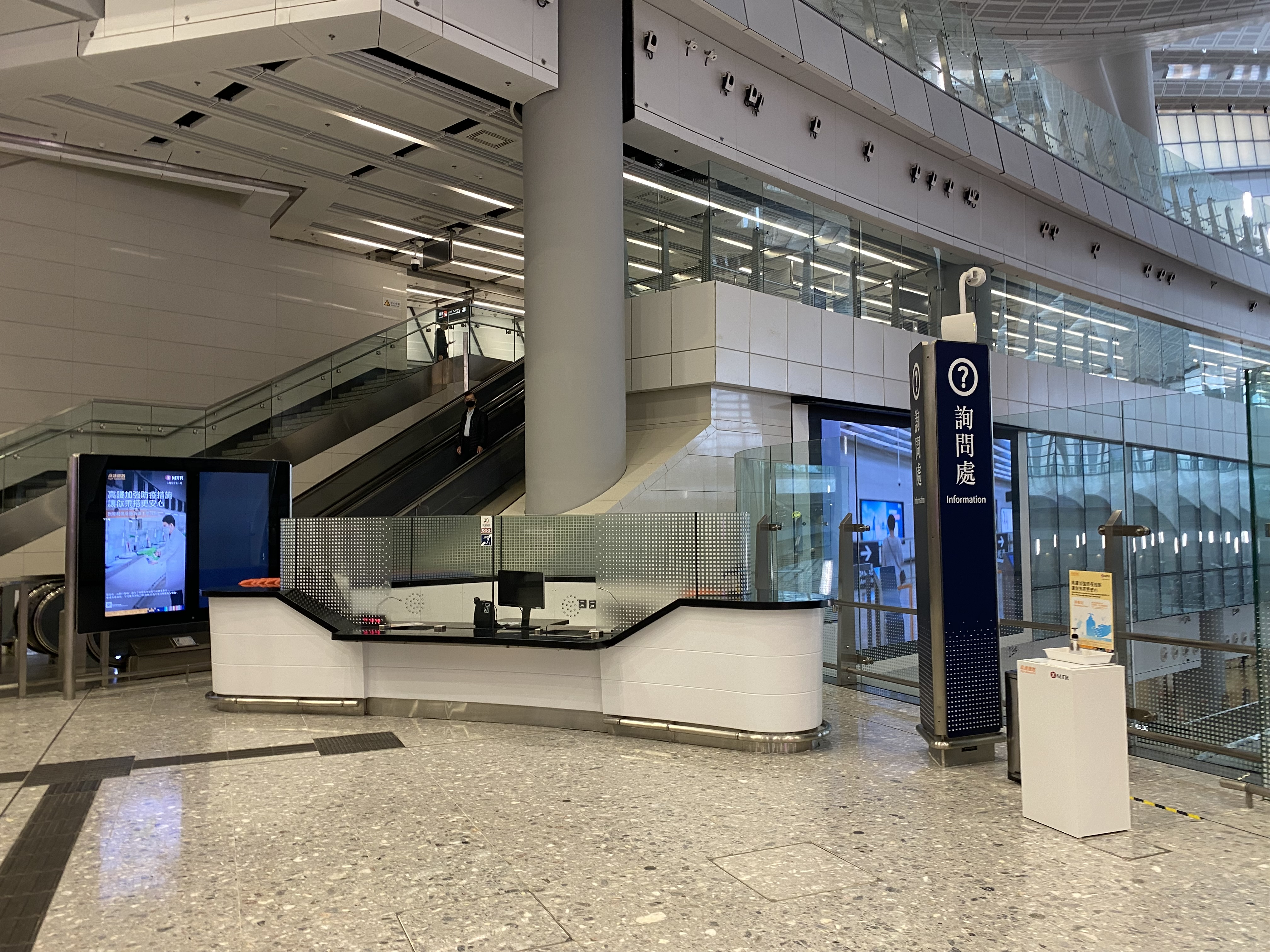
B1层的询问处

### 香港口岸管制站
B2、B3层为边境管制禁区，为旅客进行出入境及海关检查。港方口岸管制站驻有香港海关、入境事務處和卫生署等单位，入境处将派驻大约300名职员。离港层设有30条E-道和30个香港居民与访客柜台办理出境手续。
车站港方口岸区的离境层和入境层均设有免稅店，其中离境层面积1200平方米、入境层300平方米，主要销售香烟及酒类、香水及化妆品、服装配饰以及包装食品等产品，由全球最大免稅店營運商Dufry集團取得為期5年的经营权。

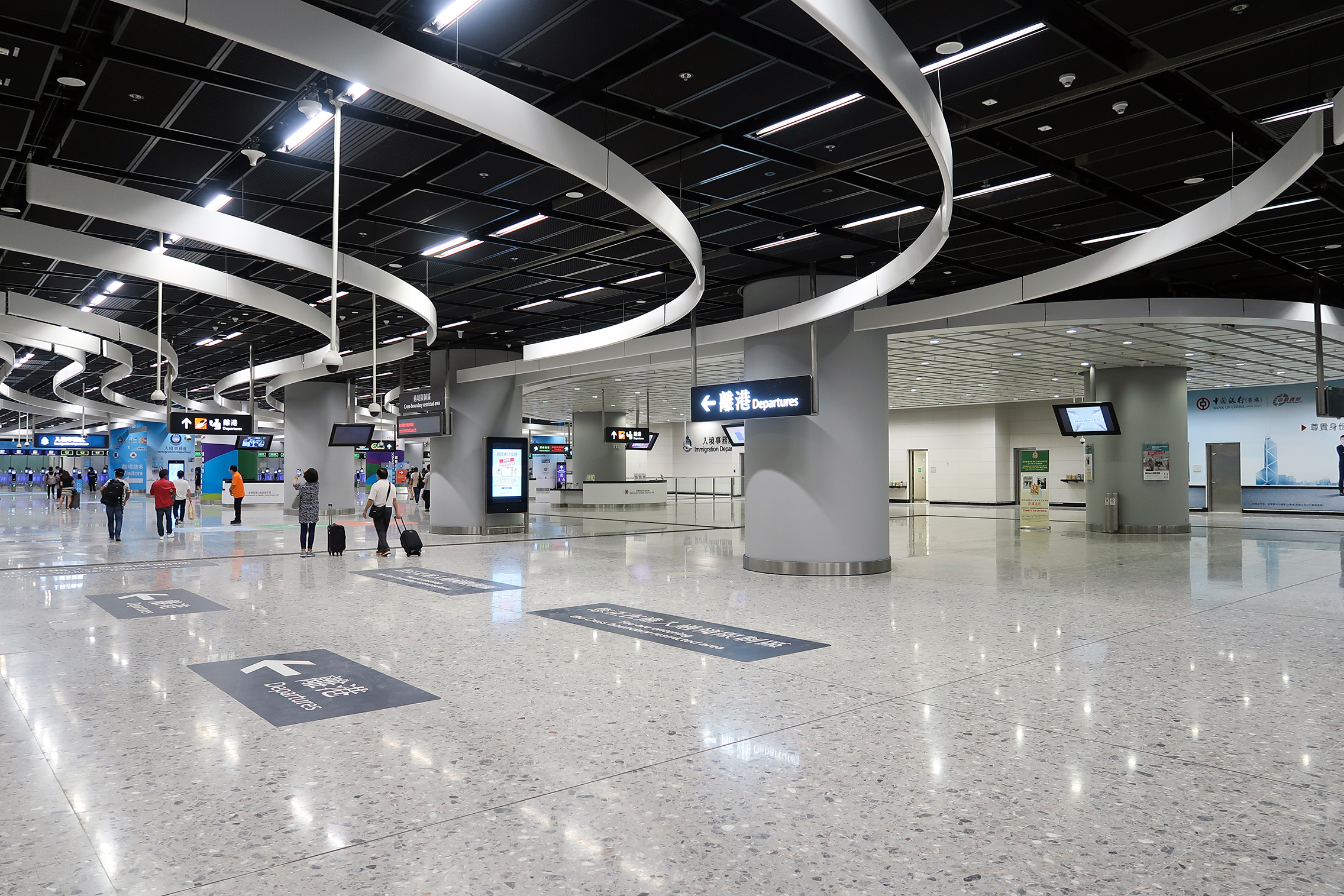
B3离港层的香港查验区
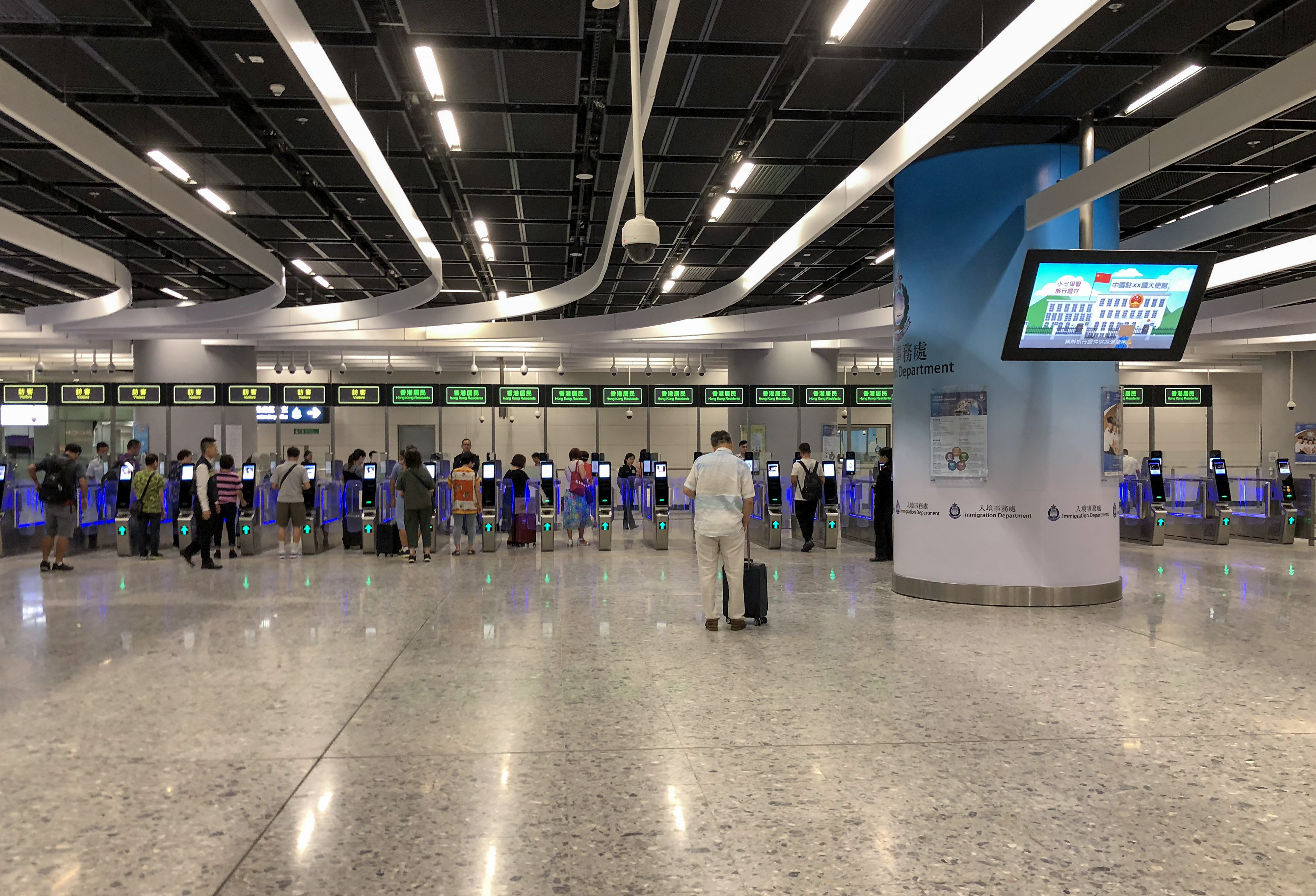
高鐵西九龍管制站e-道
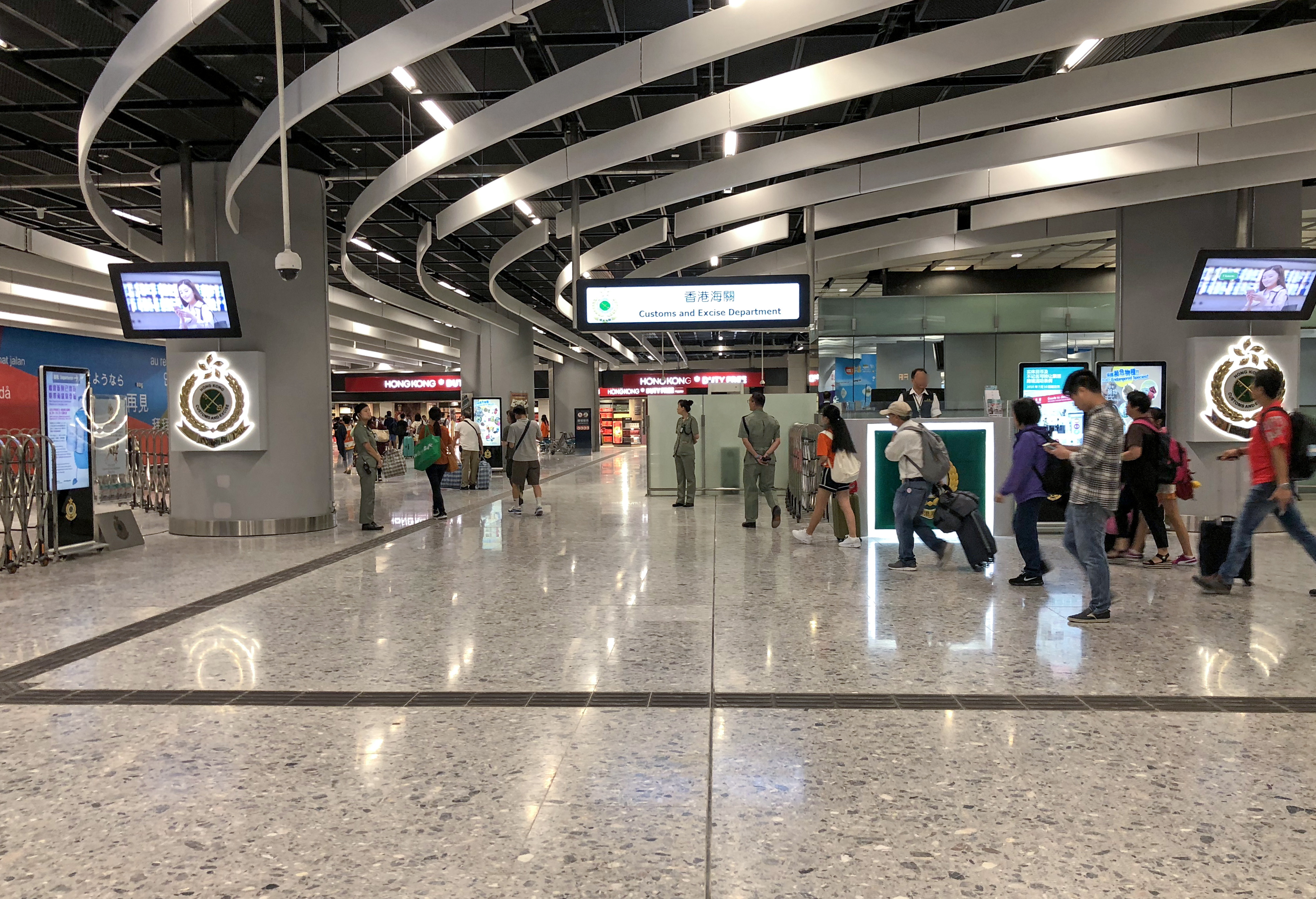
香港海關
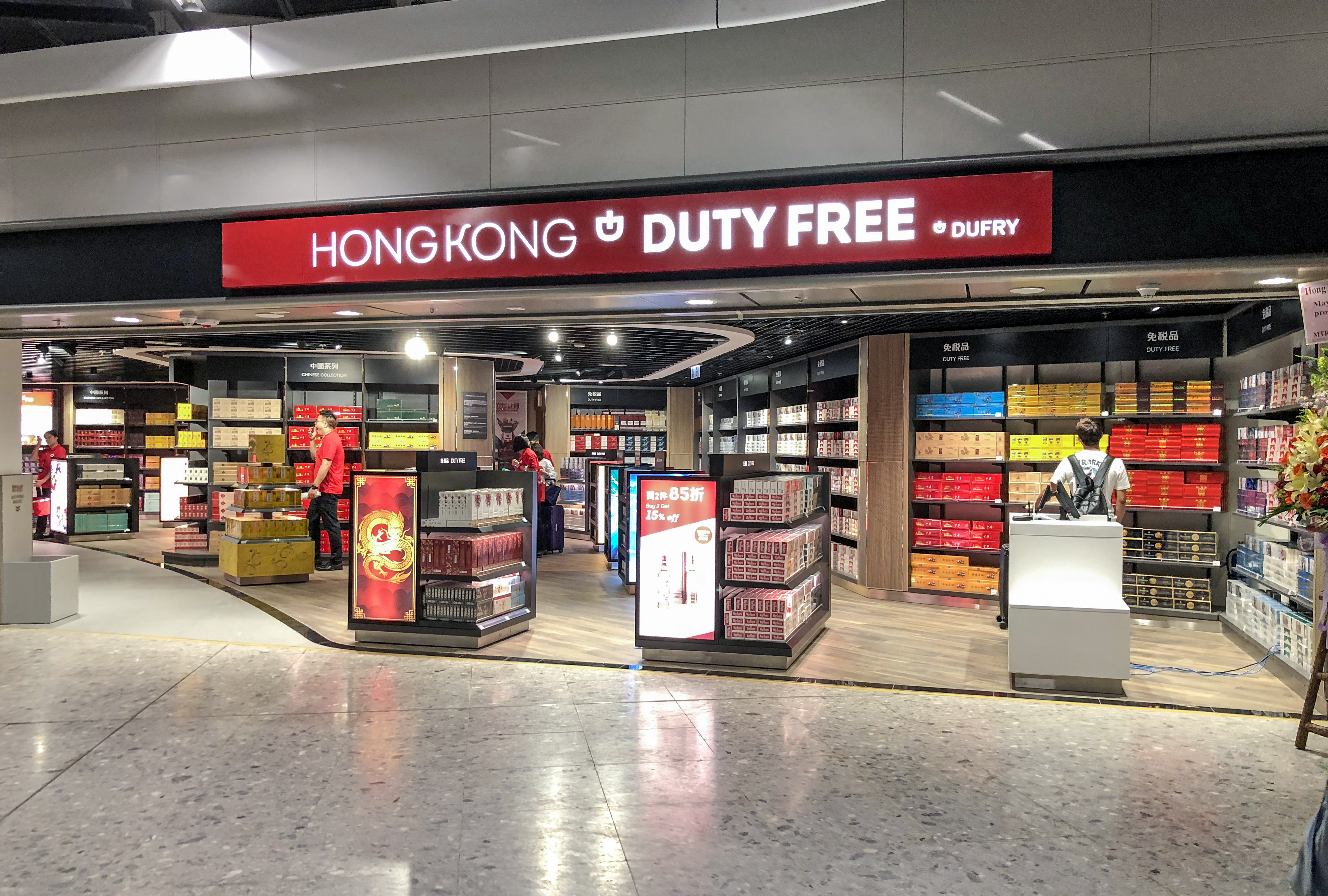
B3离港层由Dufry（英语：Dufry）营运之免税店
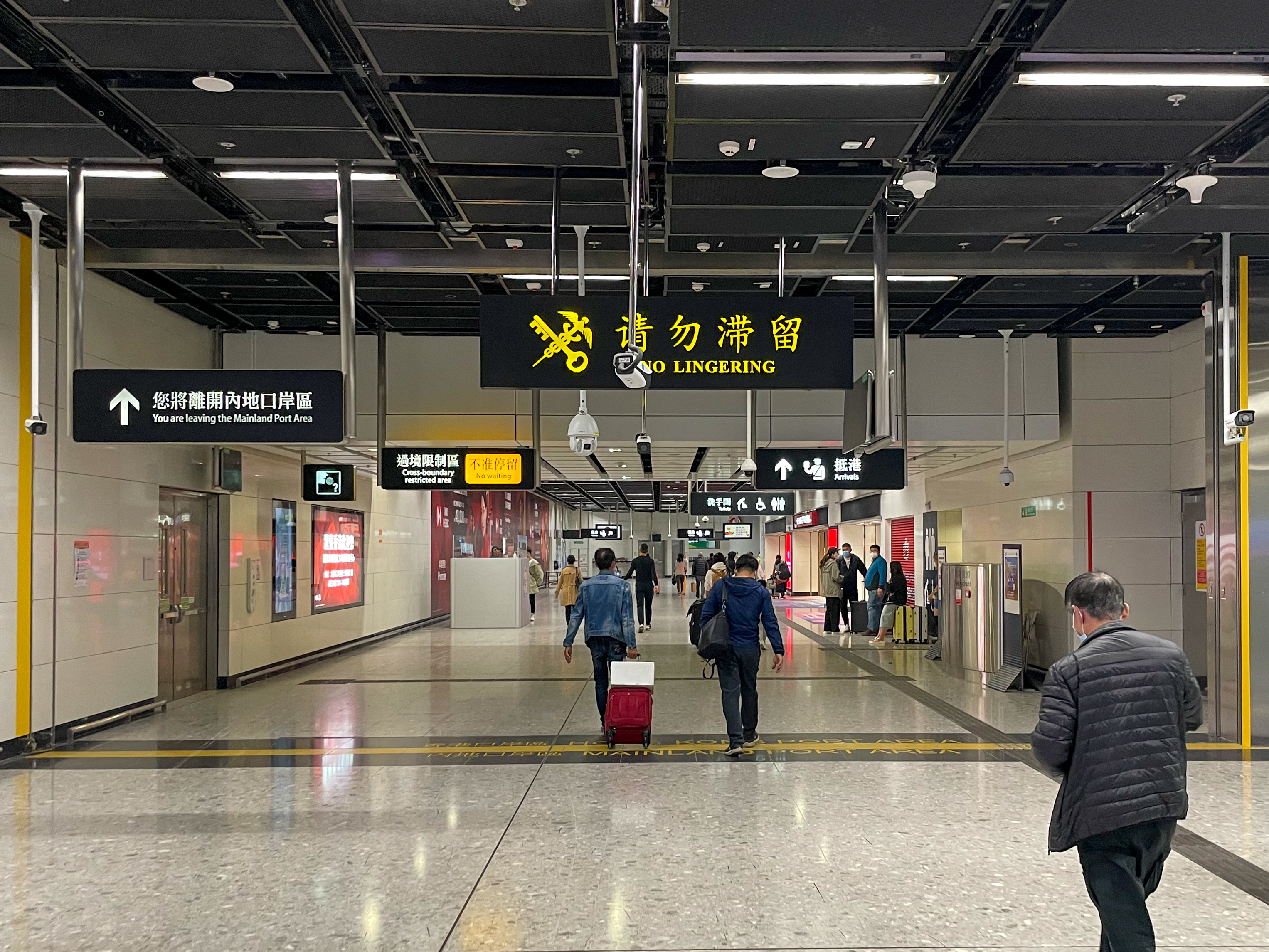
B2抵港层香港口岸區入口

### 內地口岸區
内地口岸区的總樓面面積約10萬平方米，包括西九龙站B2、B3层划定区域、B4层月台区域及有关连接通道，包括内地监管查验区、内地办公备勤区、离港乘客候车区、车站月台和连接通道及电梯。香港特区境内的广深港高铁营运中的列车车厢（包括行驶中、停留中和上下乘客期间）亦视作在内地口岸区范围之内。西九龍站B5層虽由香港司法管轄，但出入均須經過内地口岸区。
内地口岸区自启用之日起实行口岸管理制度，依照内地法律和《合作安排》管辖，内地派驻机构及其人员不在内地口岸区以外区域执法。内地與香港雙方也建立口岸联络协调与应急处理机制。如有突发、紧急事件，港方人员須经内地派驻机构请求并授权，才可在内地口岸区协助處理。
現時在内地口岸区连接车站WiFi可直接免费上网，服務由香港網絡供應商提供，無需提供实名登記電話號碼或微信账号。同時，旅客在内地口岸区使用行動通訊服務（包括使用数据访问网络），仍接收香港的網絡訊號，香港流動電訊營辦商的用戶不会被收取漫游费用，且不实行內地的网络内容审查，非香港本地电信运营商的用户则是按照在香港漫游的正常情况提供服务并收取漫游费用。
由于候车区以及月台层的大部分区域为内地口岸区范围，因此位处上述工作区域的车站职员均需要出示港铁公司发出的过境限制区许可证以外，亦需要同时办理两地的通关手续。

#### 内地口岸出入境大厅
广深港高铁西九龙站口岸是中国首个设在内地境外的口岸，面积约为2.43万平方米，其出入境大厅位于香港西九龙站内地口岸区的B2、B3层，即在《合作安排》中称作“內地監管查驗區”的区域。口岸出、入境大厅各设有30条自助和18条人工查验通道，日设计通关流量20万人次。
出入境大厅实行口岸限定区域管理，派驻約700名内地清关部门人员，包括西九龙站海关（隶属深圳海关）、西九龍出入境边防检查站（隶属深圳出入境边防检查总站）、深圳市人民政府口岸办公室陆路口岸三处（广深港高铁西九龙站口岸处）以及广深港高铁西九龙站口岸管理处（隶属深圳市口岸管理服务中心有限公司，由深圳市人民政府国有资产监督管理委员会实际控制），上述机构及其人员不在口岸限定区域以外区域执法。
中国边检在开通初期签发的出入境记录凭证中“出入境口岸”一栏曾将该口岸名称标识为「深圳西九龙」。对此，深圳出入境边防检查总站表示這並非口岸的真正名称，且不代表地理含义。實際上，「深圳西九龙」代表的含義為「中华人民共和国深圳出入境边防检查总站西九龍出入境边防检查站」，但現時該欄位已改用「西九龙」标识口岸名称。
西九龙边检站作爲出入境边防检查机构，按规定负责对口岸限定区域进行警戒，维护出境、入境的秩序，实施边防检查，而发生在口岸限定区域内的刑事案件和超出边防检查职权的治安案件則由管轄西九龍站内地口岸區的鐵路公安機關即西九龍站派出所（隶属广州铁路公安局深圳公安处）负责。

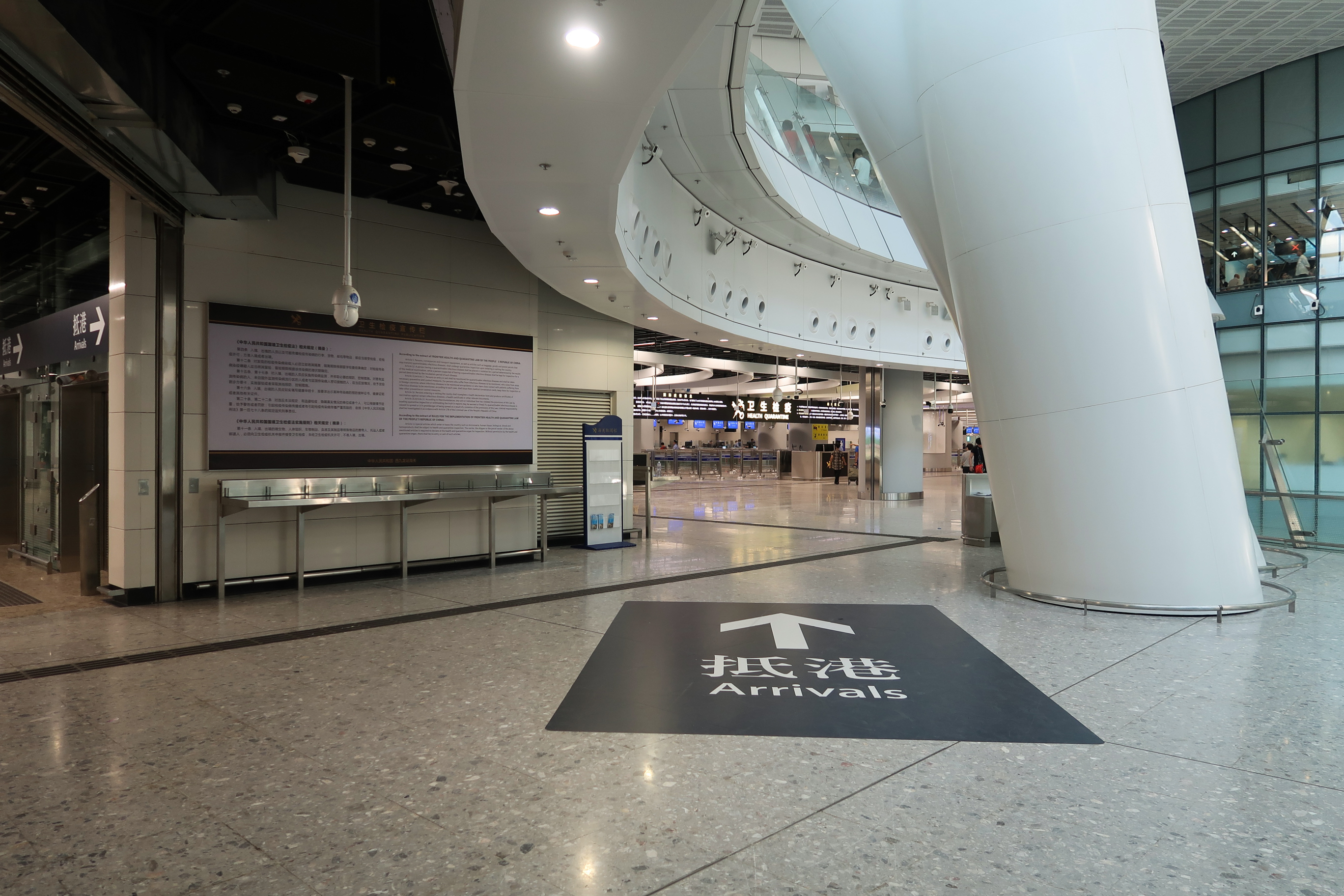
B2抵港层内地出境大厅入口
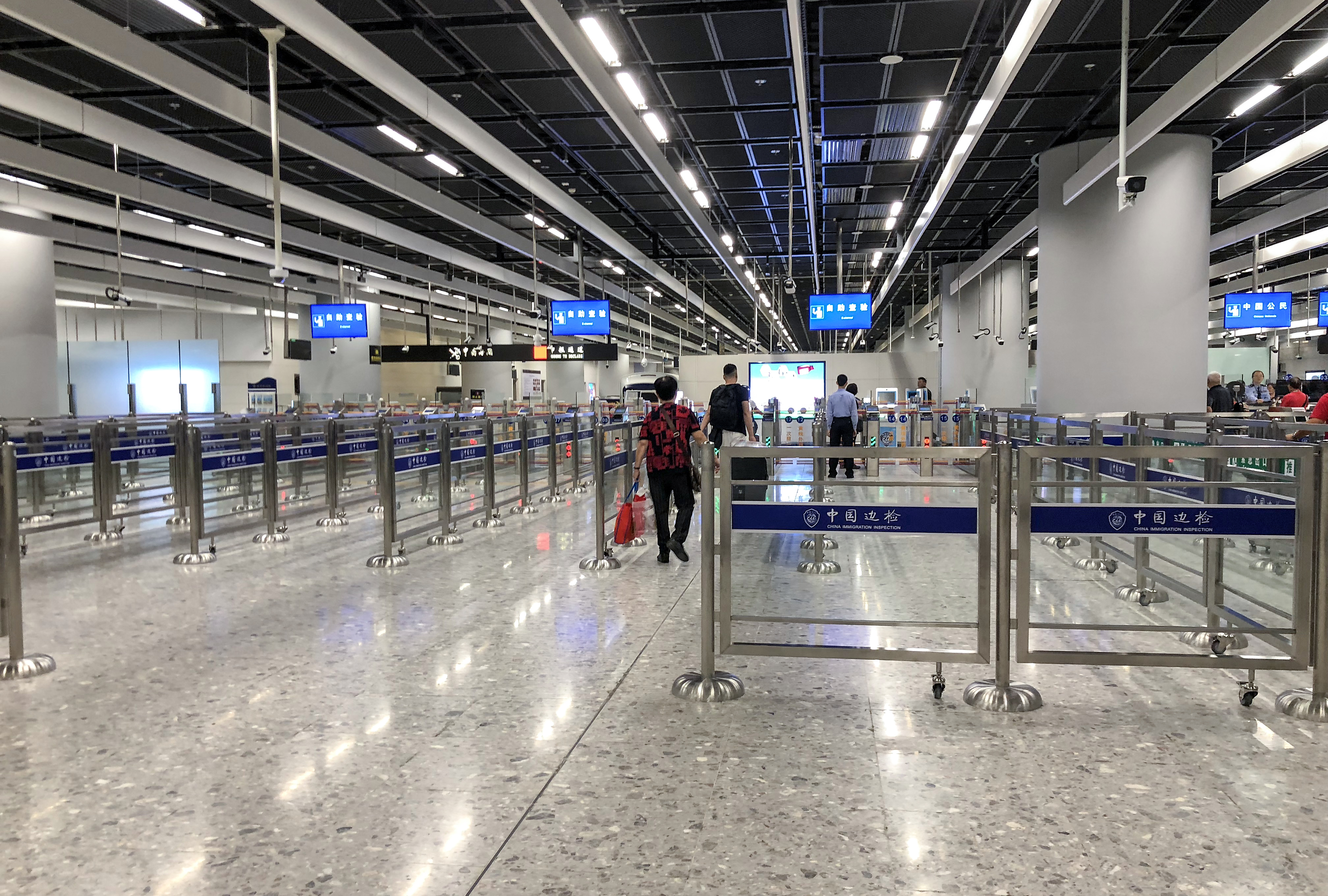
西九龙边检站自助查验通道
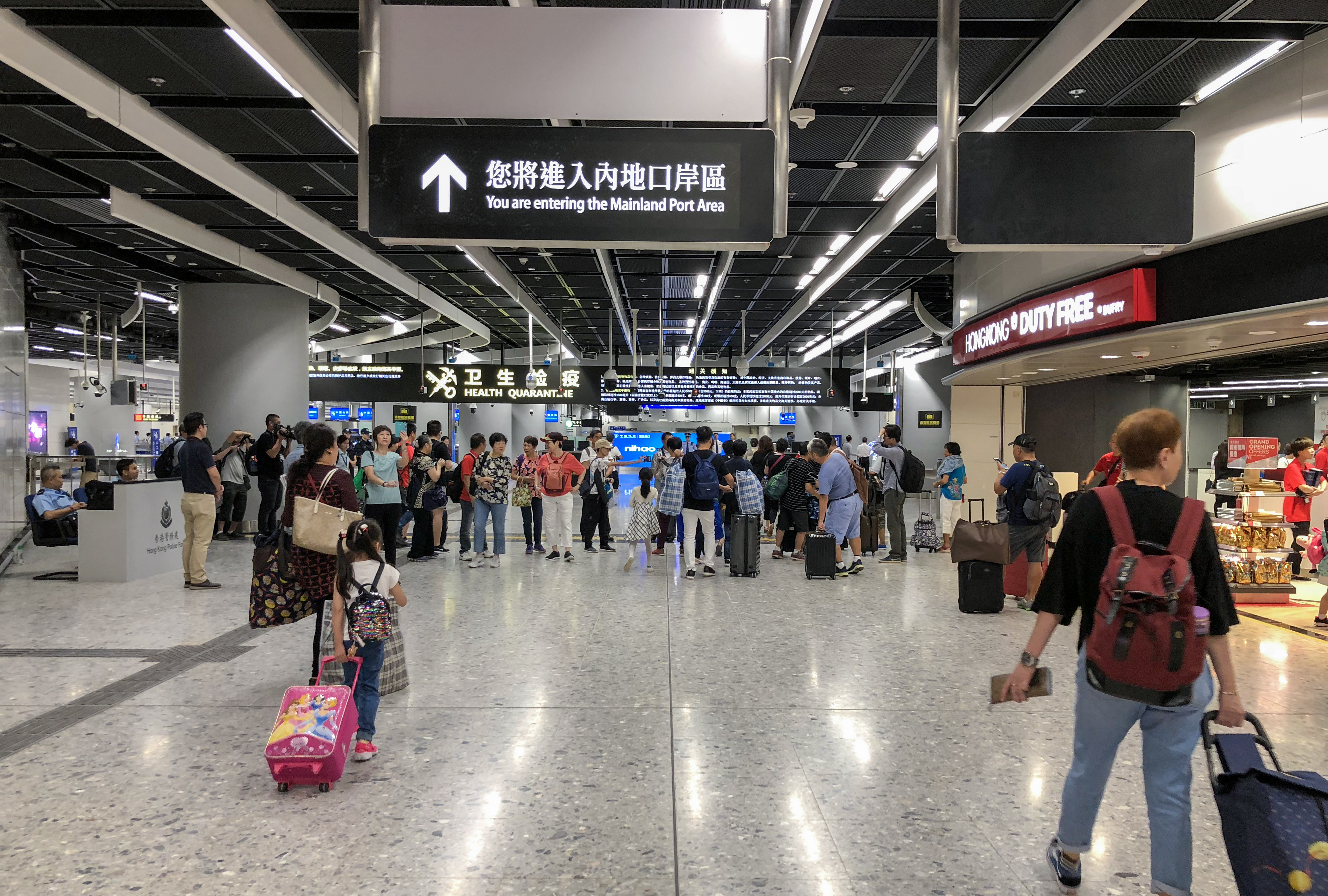
B3離港層内地口岸區入口
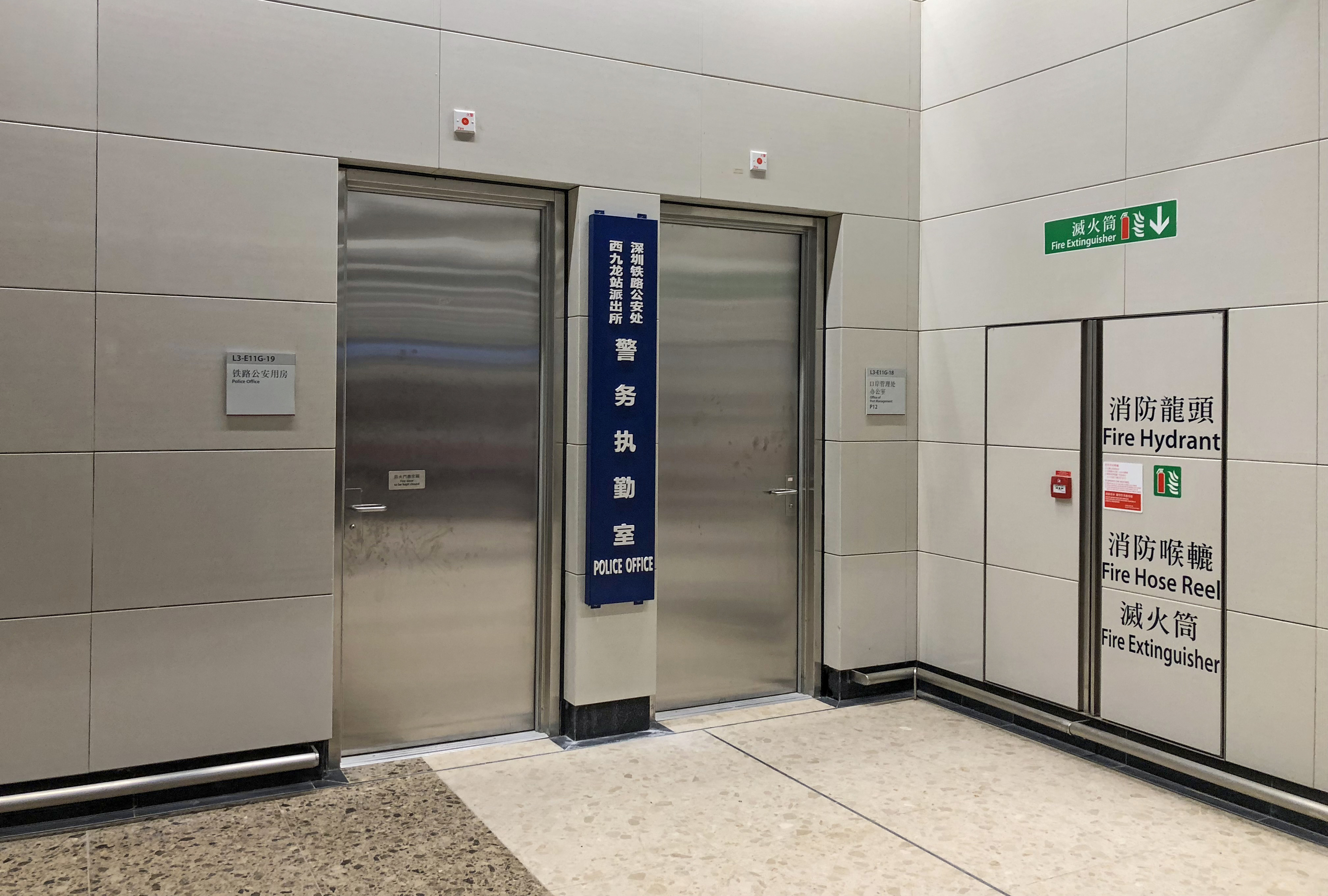
右側爲位於B3層候車區的广深港高铁西九龙站口岸管理处办公室
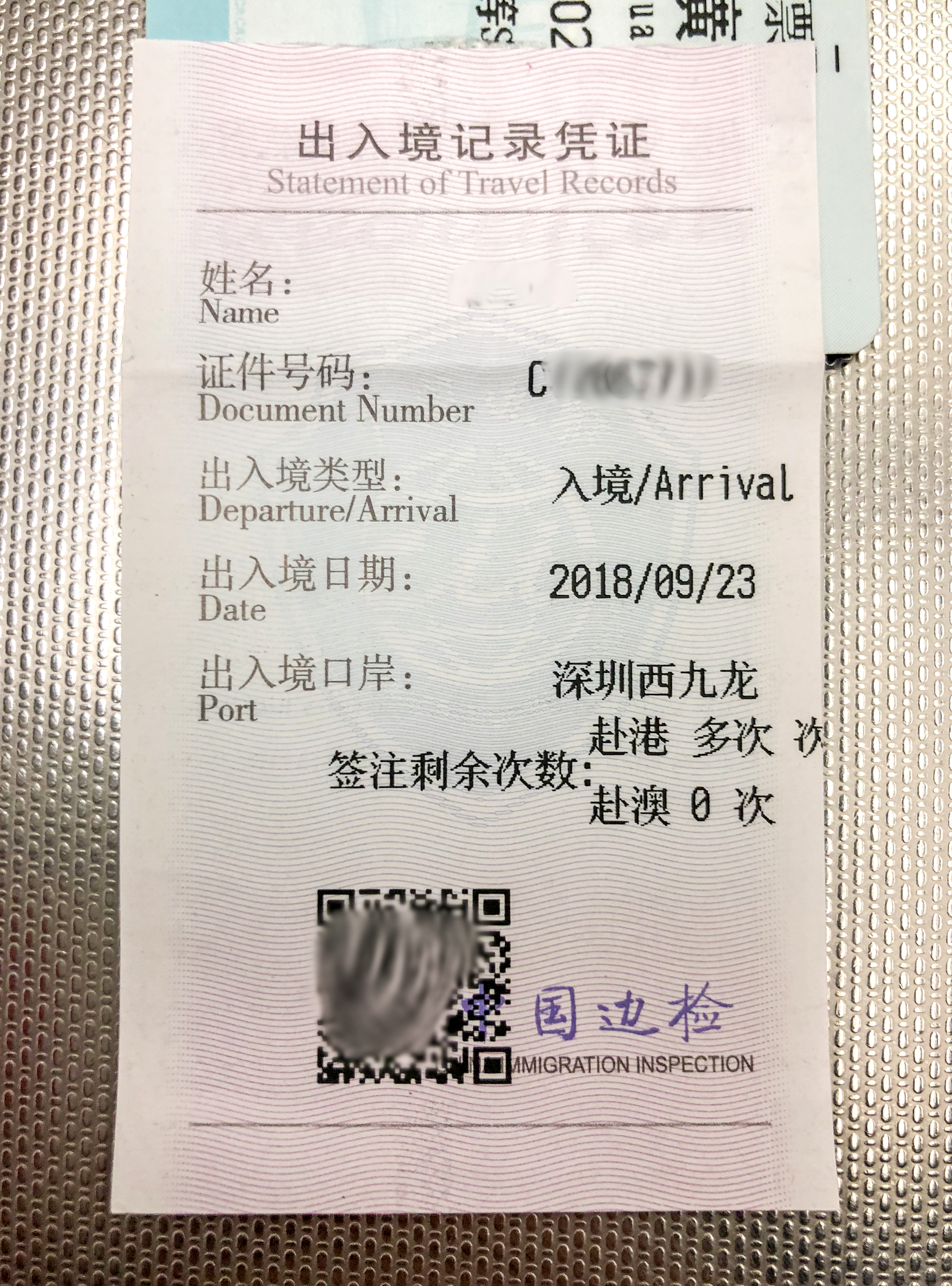
口岸顯示「深圳西九龍」的出入境記錄憑證[註 8]
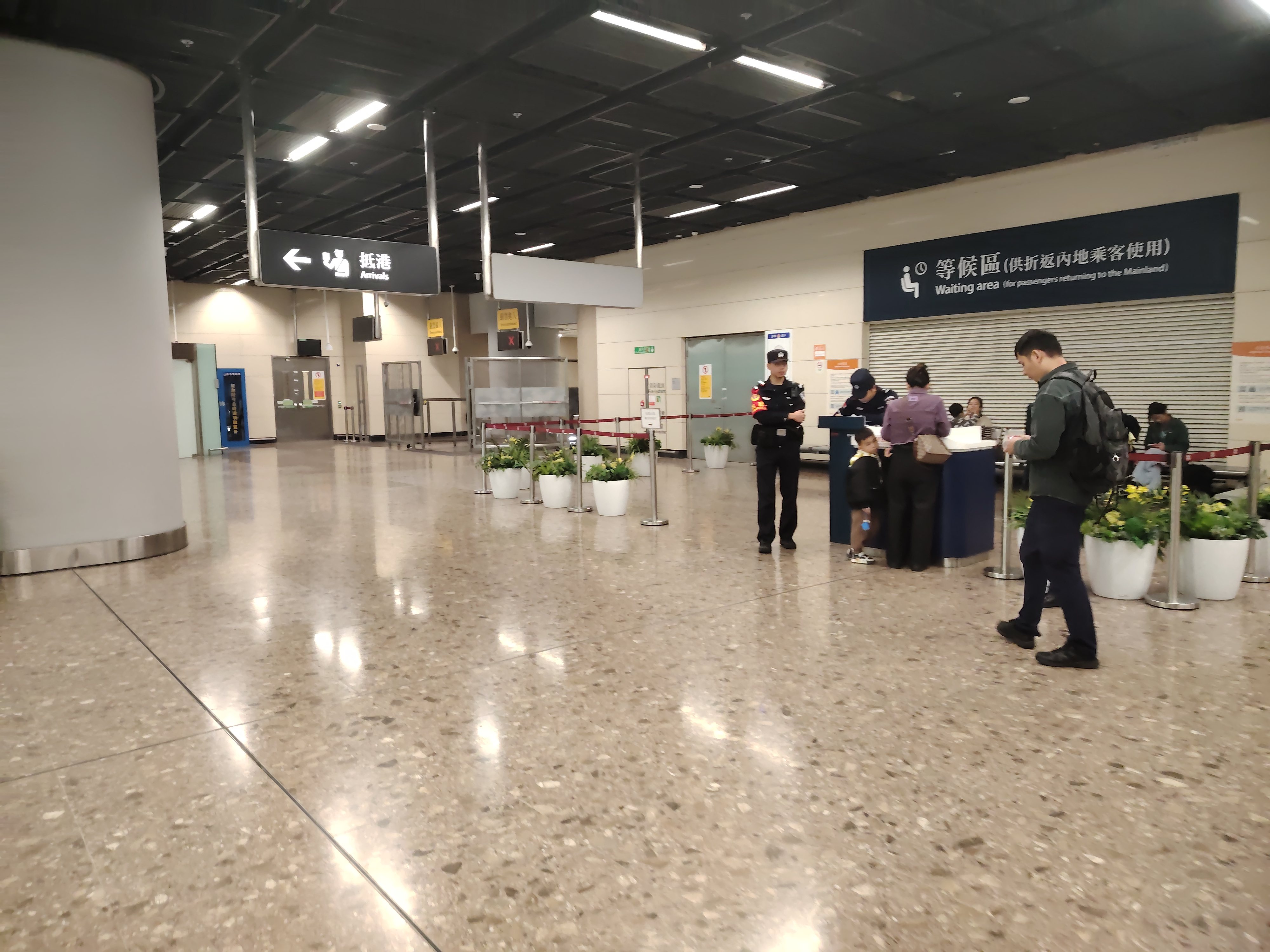
折返旅客等候区

#### 候车区
香港西九龙站的候车区域位于B3层内地口岸区内，以及由B3層前往B2層獨立空間的商务候车室。B3层候车区東面为天井式设计，可吸收天花板超过4000块玻璃幕墙采集的自然光。候车区设有饮水机、充电设施、吸烟室等设施外，还设有多个集广播、照明、消防于一体的灯柱；同时设有2个票务处，供误车旅客使用。因应目前启用月台的数量以及车站设计，目前候车区开放4-9及11、14、15、18号检票闸口通往B4月台层，不设12、13、16、17进站闸口。B3层的候车区内设有名为《香港文化地圖》的艺术墙，为艺术家、中央美术学院实验艺术学院院长邱志傑「世界地图计划」中的其中一幅作品。艺术墙和候车区的绿化墙合为一体，展现了许多具有香港本土特色的景象。除此之外，候车区内设有西九龙站派出所，由广州铁路公安局深圳公安处派驻民警，负责公共安全工作。

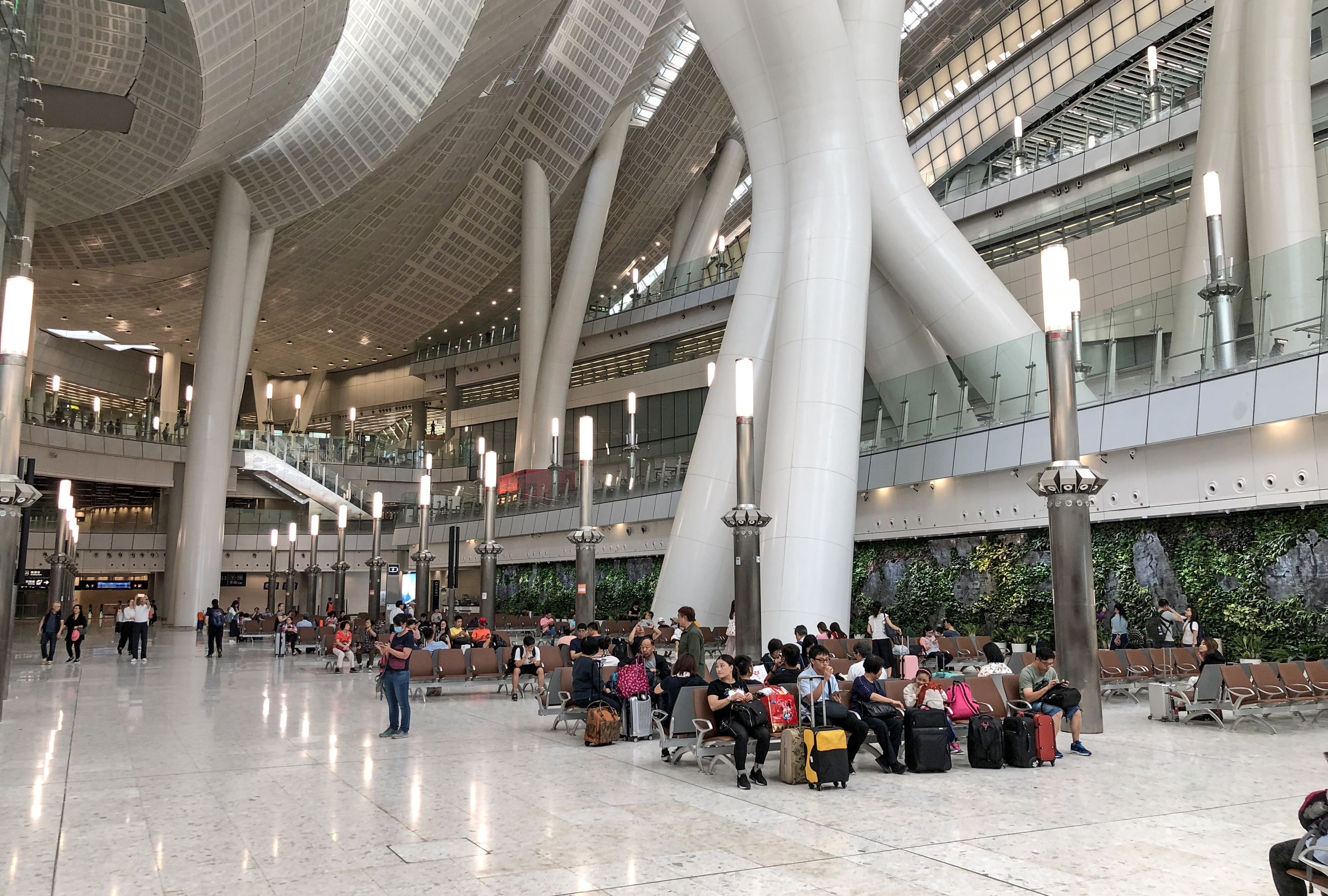
候车区向北看
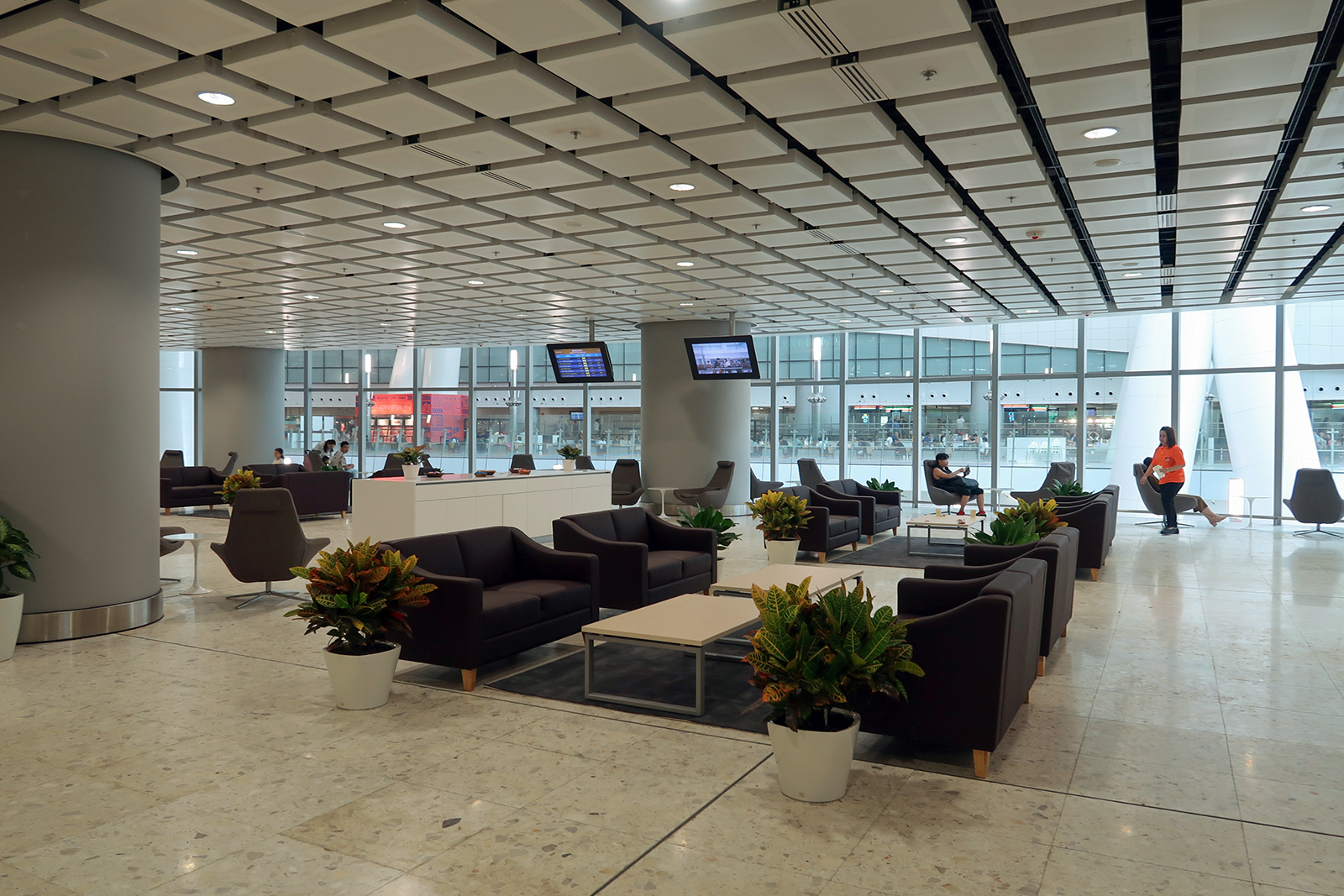
商務候车室
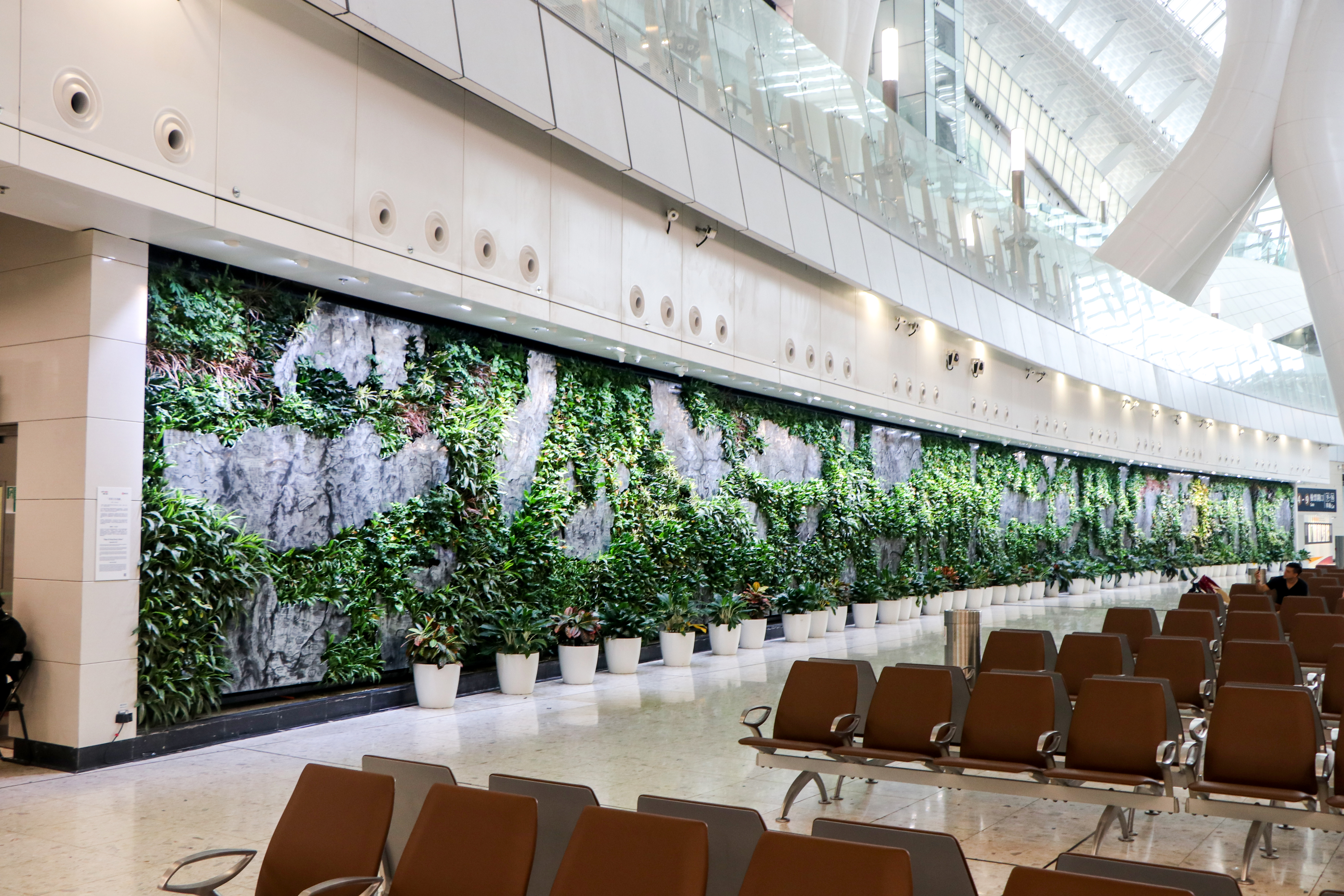
《香港文化地圖》艺术墙
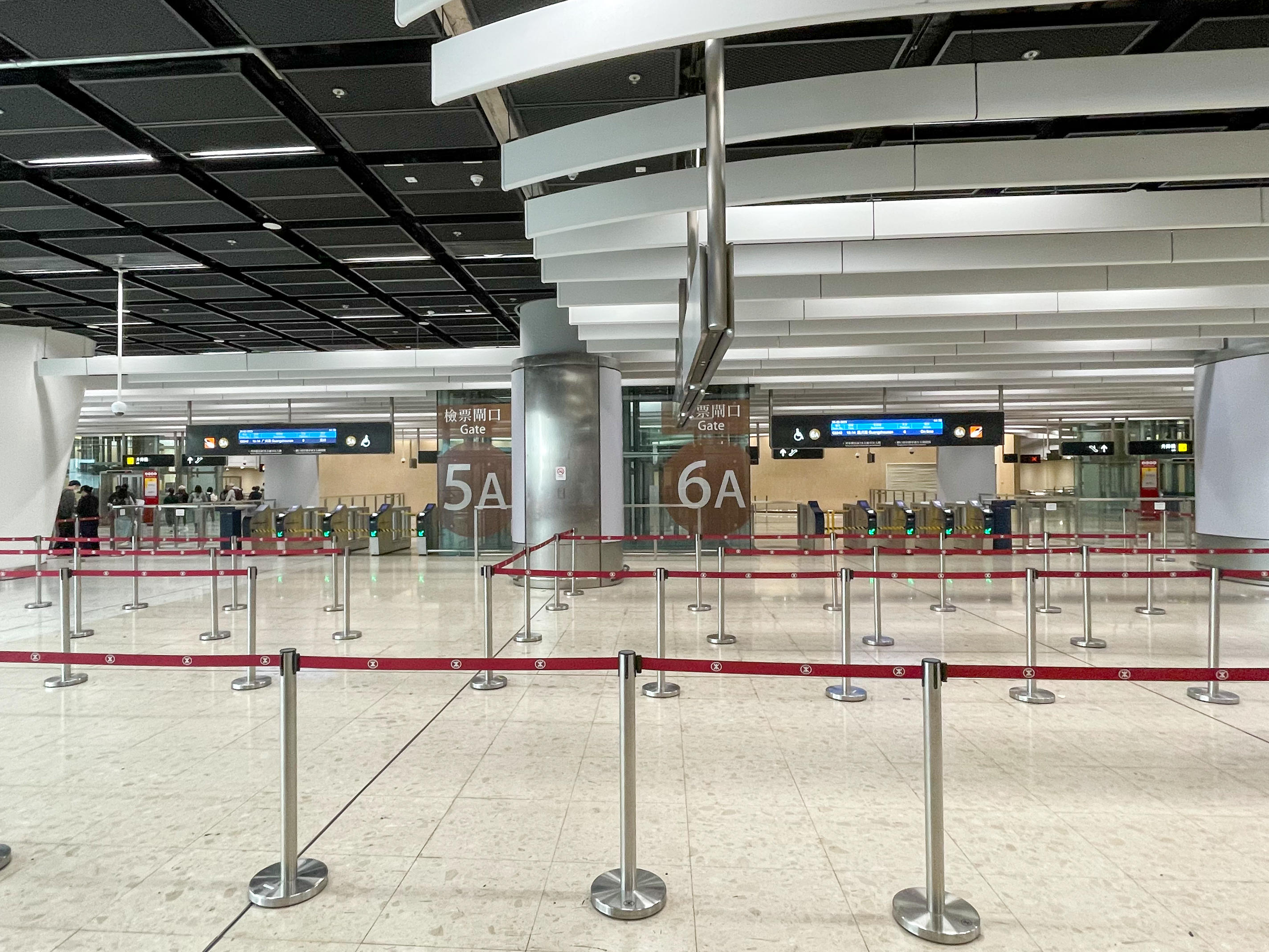
5A及6A检票闸口
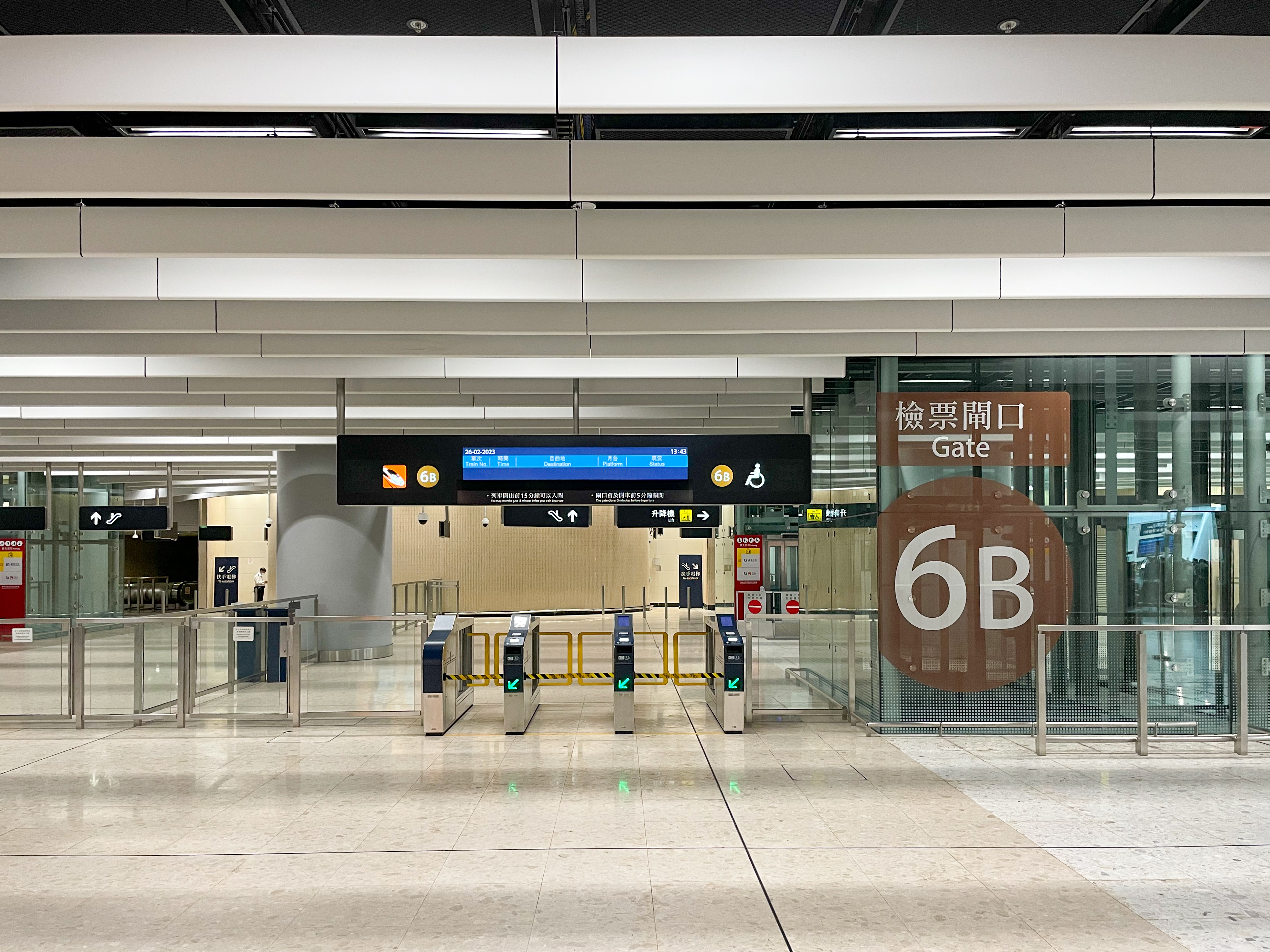
6B检票闸口
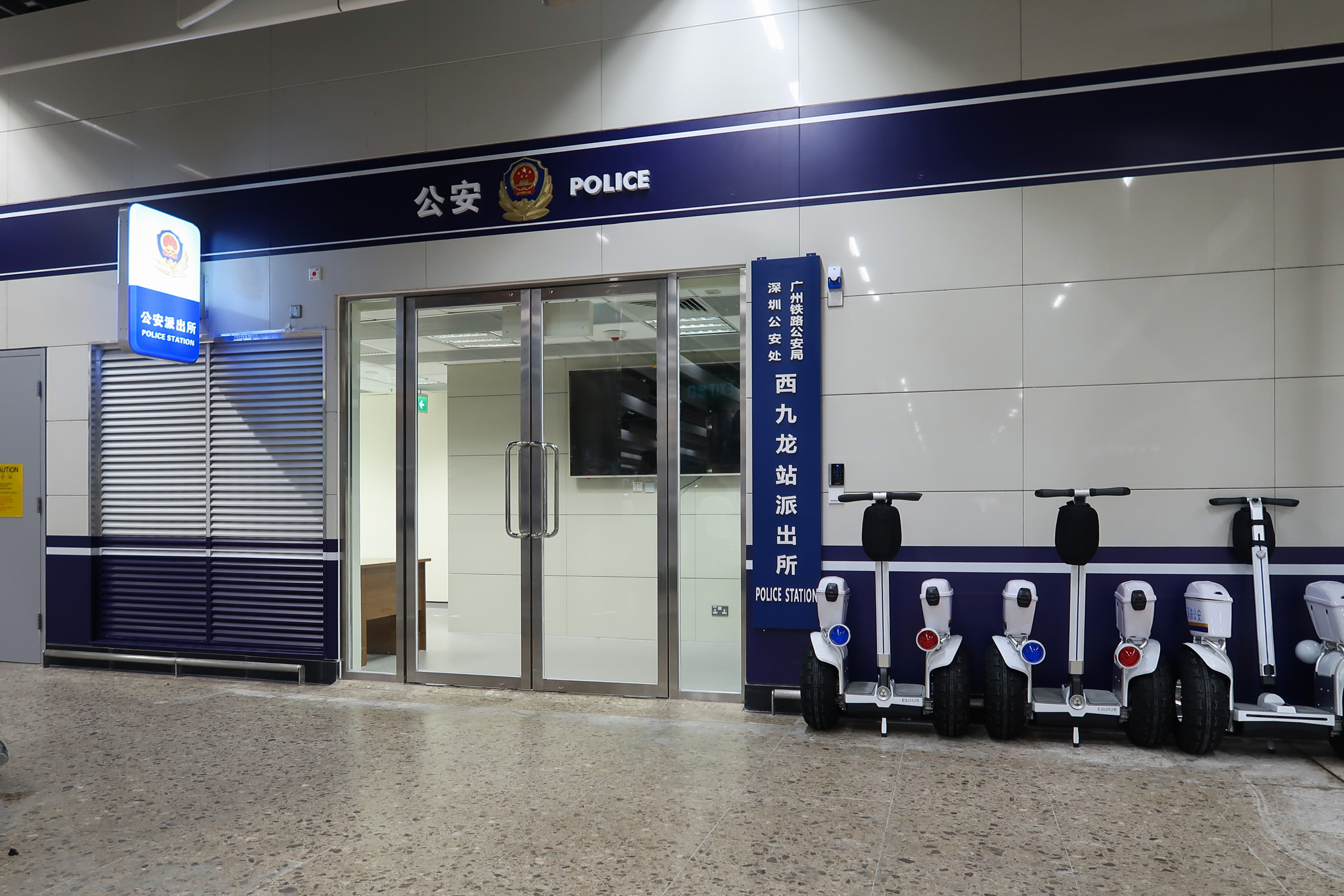
驻站内地公安派出所，由铁路公安方面管理
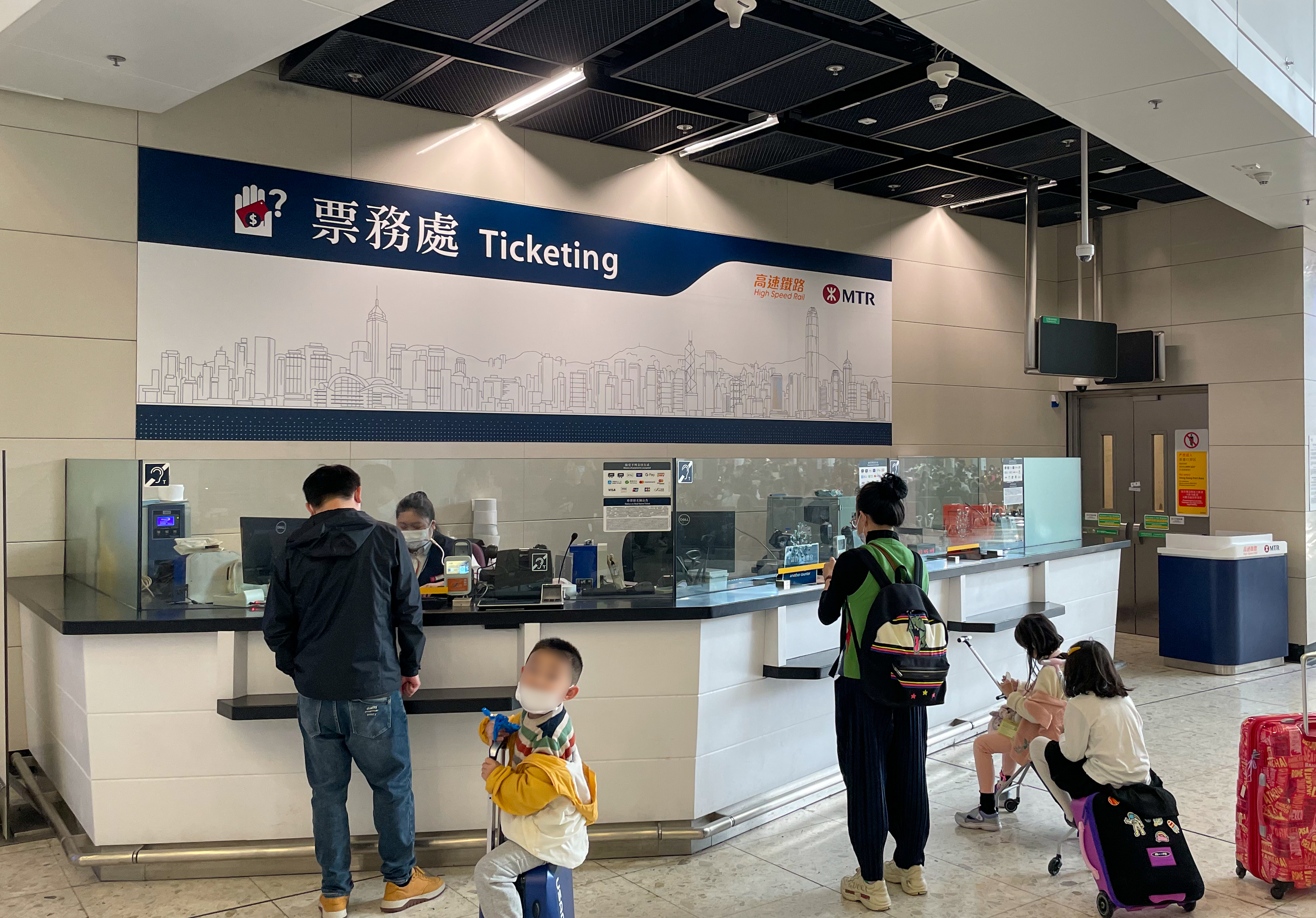
候车区内的票务处

#### 月台
香港西九龍站月台位于B4层，采用港灣式月台的结构，不設月台幕門，其南側末端為後勤通道（港鐵管轄，屬于內地口岸區，不對外開放）。而7号及8号月台北侧为供工程车停靠的月台。车站共設有15条股道供列车停靠，根据列车编组不同設有9條長股道及6條短股道。先期根据目前月台启用数量而开通10条股道（6條长股道及4條短股道）。
月台層的西面可停靠8卡編組列車，設5座島式月台和2座側式月台，所有的8卡編組列車月台采用西班牙式月台佈局。先期啟用5座月台，在目前启用的月台中，有2座為出發月台，設有2組升降機和2組扶手電梯來自B3層；剩餘2座為抵埠月台，夾在3座出發月台之間，每座月台均設有1座升降機和2組扶手電梯直達B2層。
| （預留）                                               | 16卡編組列車預留月台（尚未使用）        |
| 島式月台（預留月台，未開放使用）                       |                                         |
| （預留）                                               | 16卡編組列車預留月台（尚未使用）        |
| （預留）                                               | 16卡編組列車預留月台（尚未使用）        |
| 島式月台（只開放一邊使用，另一邊為預留月台）           |                                         |
|                                                        | 16卡編組列車月台                        |
|                                                        | 16卡編組列車月台                        |
| 島式月台                                               |                                         |
|                                                        | 16卡編組列車月台                        |
|                                                        | 16卡編組列車月台                        |
| 島式月台                                               |                                         |
|                                                        | 16卡編組列車月台                        |
|                                                        | 16卡編組列車月台                        |
| 側式月台                                               |                                         |
| 側式月台（祇供上客）                                   |                                         |
|                                                        | 8卡編組列車上客月台 8卡編組列車落客月台 |
| 島式月台（祇供落客）                                   |                                         |
|                                                        | 8卡編組列車落客月台 8卡編組列車上客月台 |
| 島式月台（祇供上客）                                   |                                         |
|                                                        | 8卡編組列車上客月台 8卡編組列車落客月台 |
| 島式月台（祇供落客）                                   |                                         |
|                                                        | 8卡編組列車落客月台 8卡編組列車上客月台 |
| 島式月台（祇供上客，只開放一邊使用，另一邊為預留月台） |                                         |
| （預留）                                               | 8卡編組列車預留月台（尚未使用）         |
| 島式月台（預留月台，未開放使用）                       |                                         |
| （預留）                                               | 8卡編組列車預留月台（尚未使用）         |
| 側式月台（預留月台，未開放使用）                       |                                         |

### 出入口
香港西九龙站设有18个出入口供乘客进出。E出口、K3出口和L出口為日後上蓋物業之出入口，暫不開放。
在车站通車初期，B出口和J出口均為一個出入口，但港鐵於2021年把它們分拆成6個出入口，出入口數量增至18個，至此香港西九龍站超越旺角站和尖東站，成為港鐵車站中最多出入口的車站。
| 編號                                    | 指示             | 圖片 | 指示牌所示周邊設施 | 位置                                   |
| --------------------------------------- | ---------------- | ---- | --- | -------------------------------------- |
| 上層出口                                | 柯士甸站         |      | 屯馬綫 柯士甸站C出口中港城、海港城 | B1層                                   |
| 下層出口                                | 柯士甸站         |      | 屯馬綫 柯士甸站C出口中港城、海港城 | B2層                                   |
| 出口 · B · 1 · 同层                     | 匯民道上落客區   |      | 匯民道上落客區 | G層地面                                |
| 出口 · B · 2 · 同层                     | 匯民道上落客區   |      | 匯民道上落客區 | G層地面                                |
| 出口 · B · 3 · 同层                     | 匯民道上落客區   |      | 匯民道上落客區 | G層地面                                |
| 出口 · C · 升降机标志                   | 連翔道           |      | 連翔道 | G層地面（經升降機及B3M層行人隧道前往） |
| 出口 · D · 盲道标志 · 升降机标志        | 綠化空間         |      | 綠化空間 | G層地面                                |
| 出口 · F · 同层                         | 綠化空間         |      | 綠化空間 | G層地面                                |
| 出口 · G · 盲道标志 · 升降机标志        | 戲曲中心         |      | 中國客運碼頭、中港城、海港城、太子酒店、港威大廈、皇家太平洋酒店、戲曲中心 | B2層                                   |
| 出口 · H · 盲道标志 · 升降机标志        | 綠化空間         |      | 綠化空間、戲曲中心 | G層地面                                |
| 出口 · J · 1 · 同层                     | 旅遊巴士上落客區 |      | 旅遊巴士上落客區 | G層地面                                |
| 出口 · J · 2 · 同层                     | 旅遊巴士上落客區 |      | 旅遊巴士上落客區 | G層地面                                |
| 出口 · J · 3 · 同层                     | 旅遊巴士上落客區 |      | 旅遊巴士上落客區 | G層地面                                |
| 出口 · K · 1 · 盲道标志 · 升降机标志    | 柯士甸站         |      | 屯馬綫柯士甸站B4出口玉器市場、佐敦道、九龍佐治五世紀念公園、嶺南大學持續進修學院、The Austin、都會名軒、佐敦道官立小學                                                                                        | L1層行人天橋                           |
| 出口 · K · 2 · 盲道标志 · 升降机标志    | 西九龍站巴士總站 |      | 巴士總站天台花園、民眾安全服務隊總部、中港薈、海泓道、文昌街、擎天半島、御金·國峯、西九龍站巴士總站、欣翔道、百老匯電影中心、駿發花園                                                                         | L1層行人天橋                           |
| 出口 · K · 4 · 无障碍通道标志           | 天空走廊         |      | 觀景台、天空走廊 | L1層往L2層樓梯及斜道                   |
| 出口 · M · 盲道标志 · 升降机标志        | 圓方、九龍站     |      | 東涌綫、機場快綫九龍站圓方、香港故宮文化博物館、環球貿易廣場、九龍站過境巴士總站、M+博物館、天際100、擎天半島、凱旋門、天璽、君臨天下、港景匯、香港麗思卡爾頓酒店、漾日居、香港W酒店、西九文化區              | L1層行人天橋                           |
| 出口 · N · 盲道标志 · 升降机标志        | 柯士甸站         |      | 屯馬綫柯士甸站D4出口 柯士甸道過境巴士總站、龍堡國際、廣東道官立小學、Grand Austin、香港文物探知館、香港童軍中心、九龍公園、官涌市政大廈、官涌體育館、麗澤中學、嶺南大學持續進修學院、匯萃、港景峯、港景匯商場 | L1層行人天橋                           |
| 出口 · 同层                             | 車站的士站下車區 |      | 車站的士站下車區 | B1層                                   |
| 出口 · 同层                             | 車站的士上車站   |      | 車站的士上車站 | B2層                                   |
| 出口 · 同层                             | 車站停車場       |      | 車站停車場 | B2層                                   |
| 註： 設有 \| 設有 \| 設有 \| 設於同一層 |                  |      | |                                        |

### 綠化地帶
香港西九龍站設立有大型的地面文化及娛樂集合式的廣場，方便乘客接通至地面樓層、九龍站、柯士甸站及西九文化區，提供充裕的公共休憩空間及舒適的綠化步行環境。廣場共分三部分，分别为天空走廊觀景台、巴士總站天台花園和香港西九龍站公共休憩空間，面積約為8,900平方米。綠化地帶種植大量植物，將人流與車流分隔，連接至綠化步行區、綠化平台及樹林公園，與西九文化區互相融合。綠化空間設有噴泉，亦會有樓梯連接L2層天空走廊和觀景台。其中巴士總站天台花園和西九龍站公共休憩空間是香港少数允许宠物进入的公园。此外入口大堂一帶設有綠化休閒通道地帶，配合入口大堂的建築頂部的綠化部分。同时在H出入口旁设升旗广场，每天定时有警察进行升、降旗仪式。 

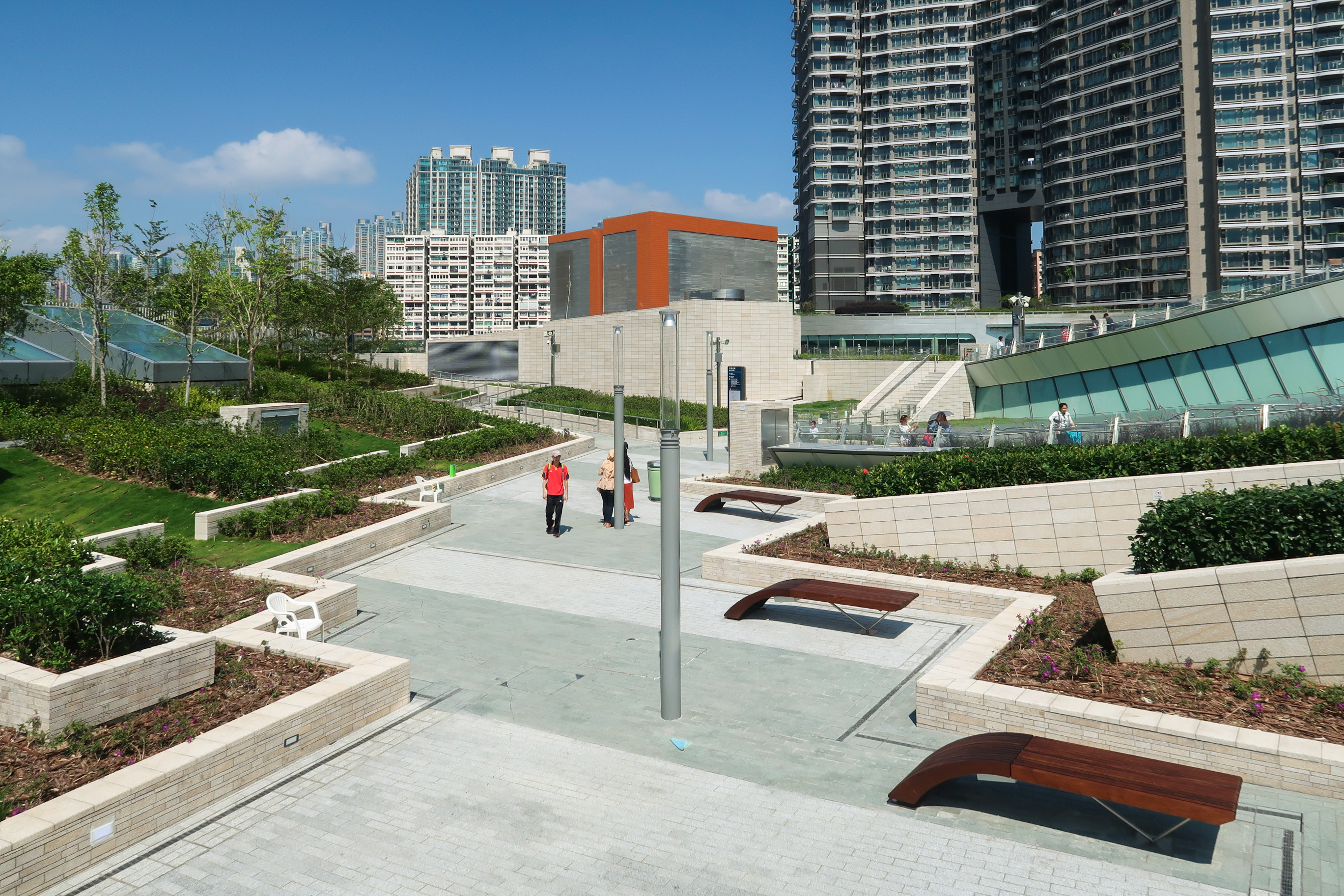
天空走廊北面
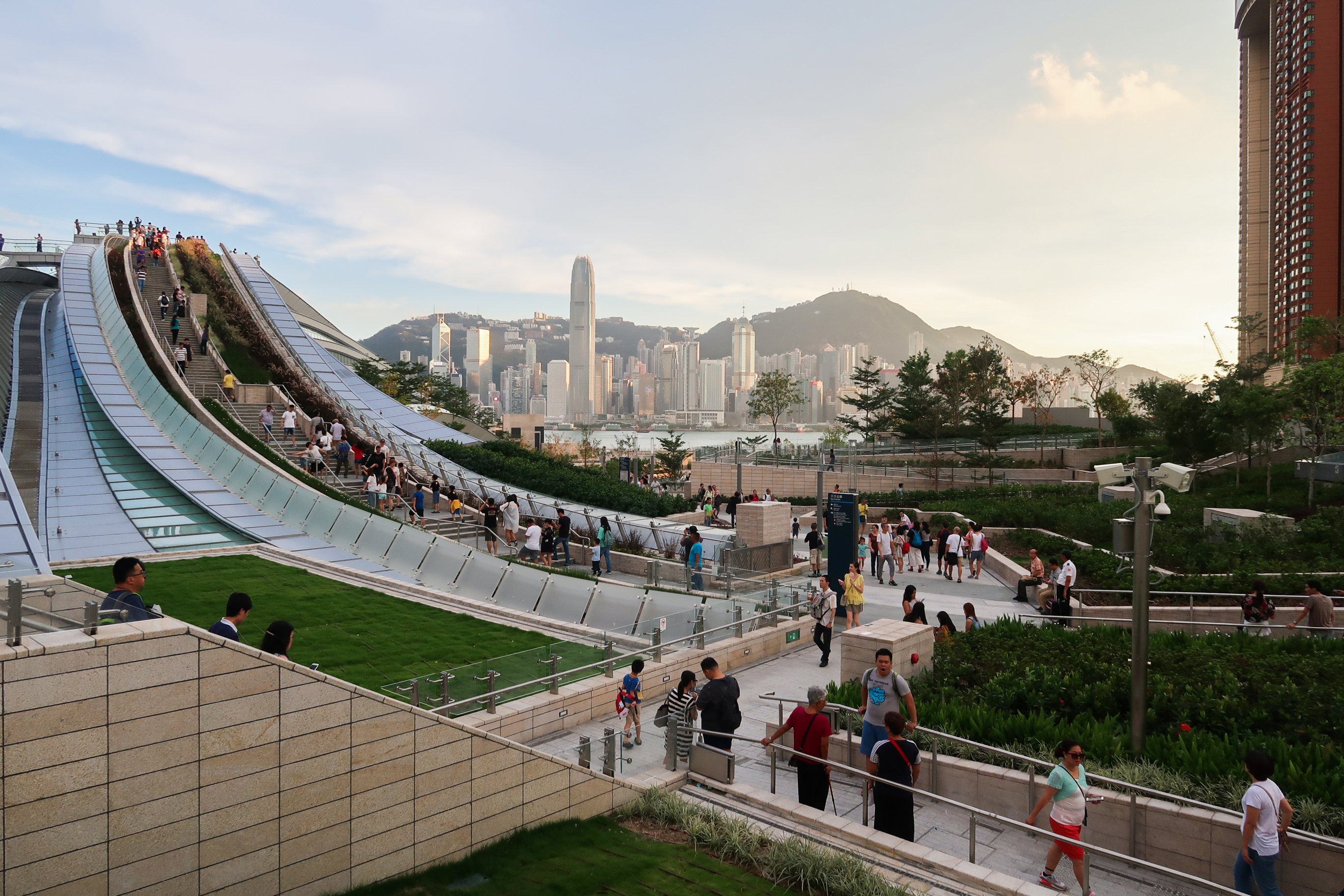
天空走廊
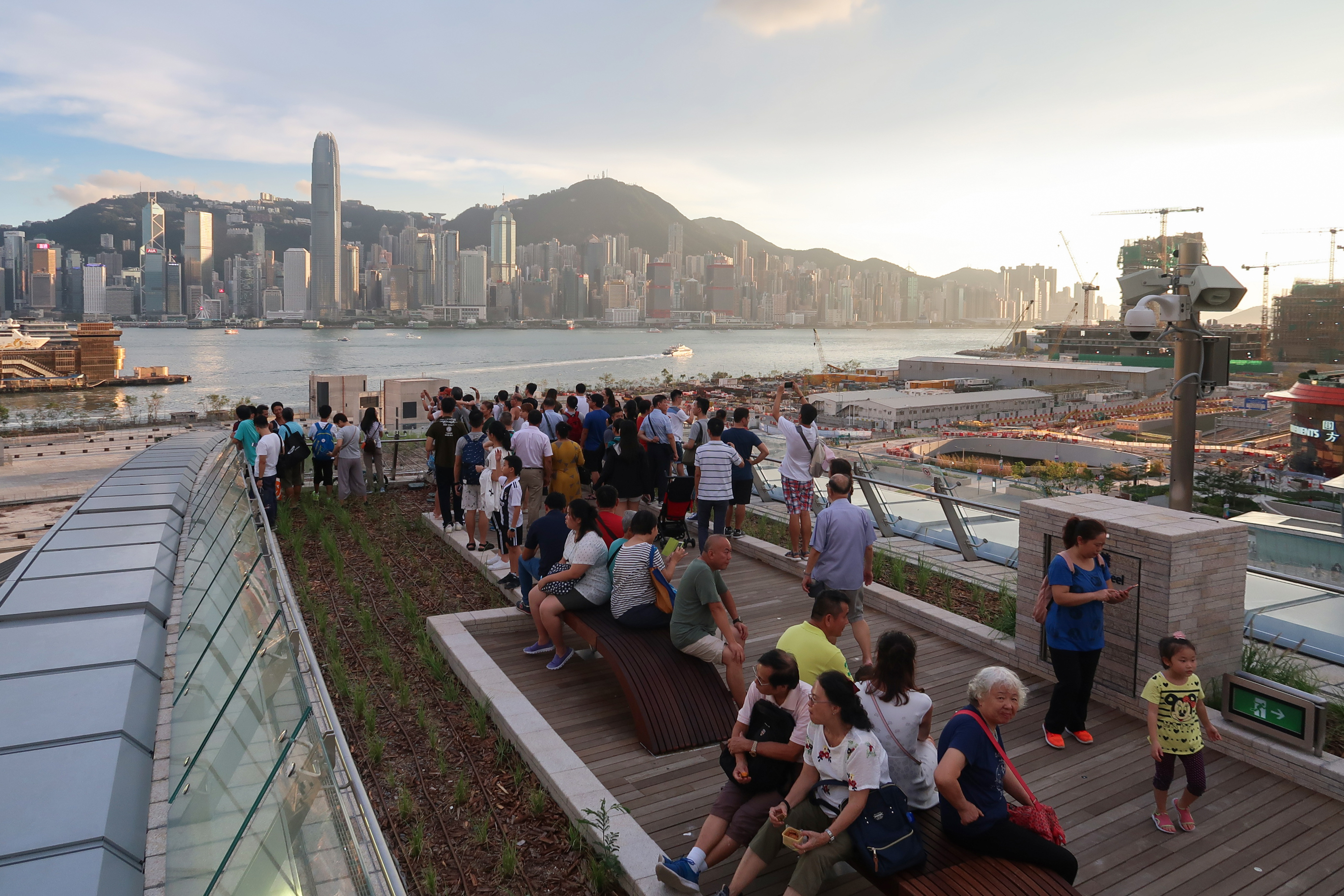
「天空走廊」觀景台
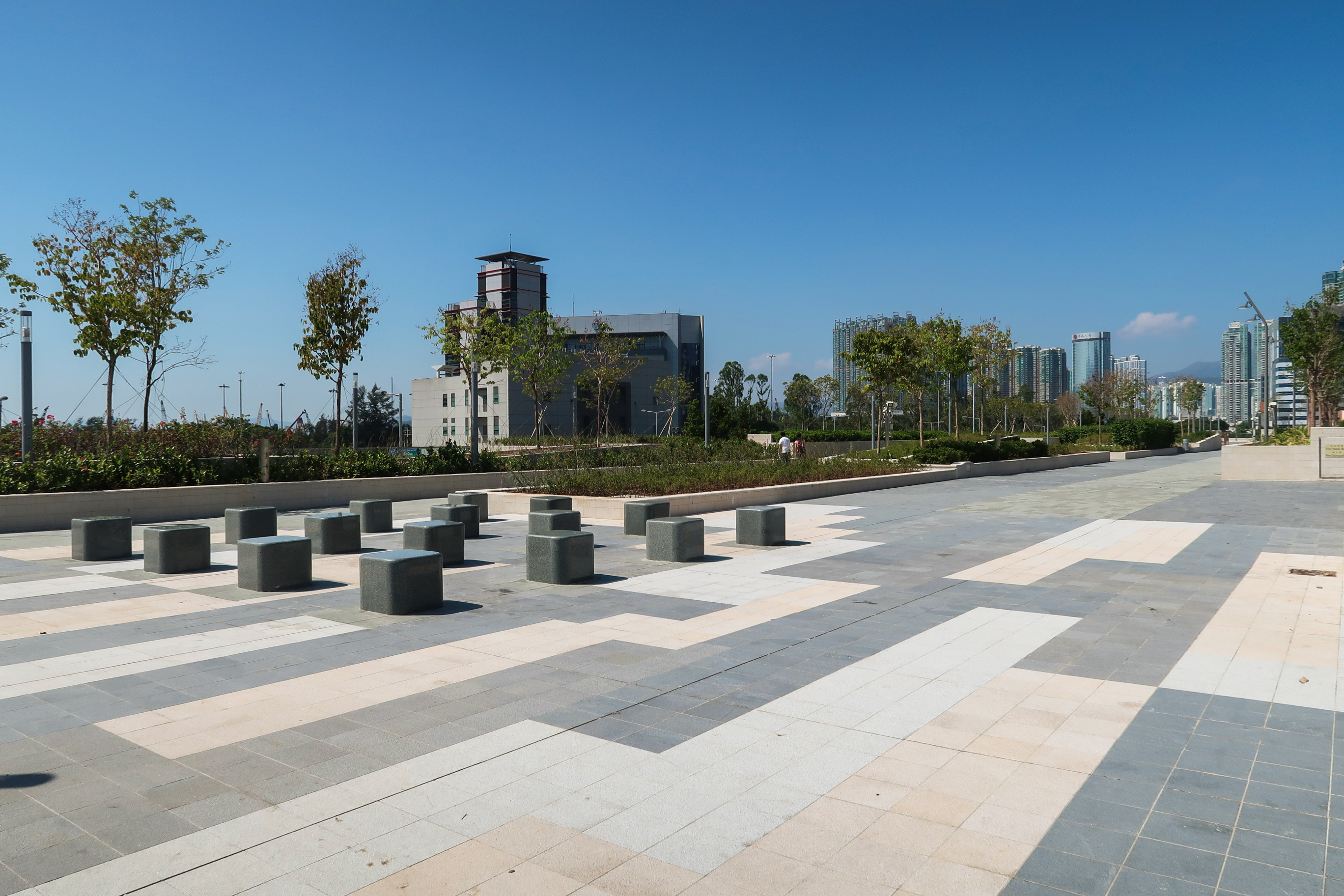
巴士總站天台花園
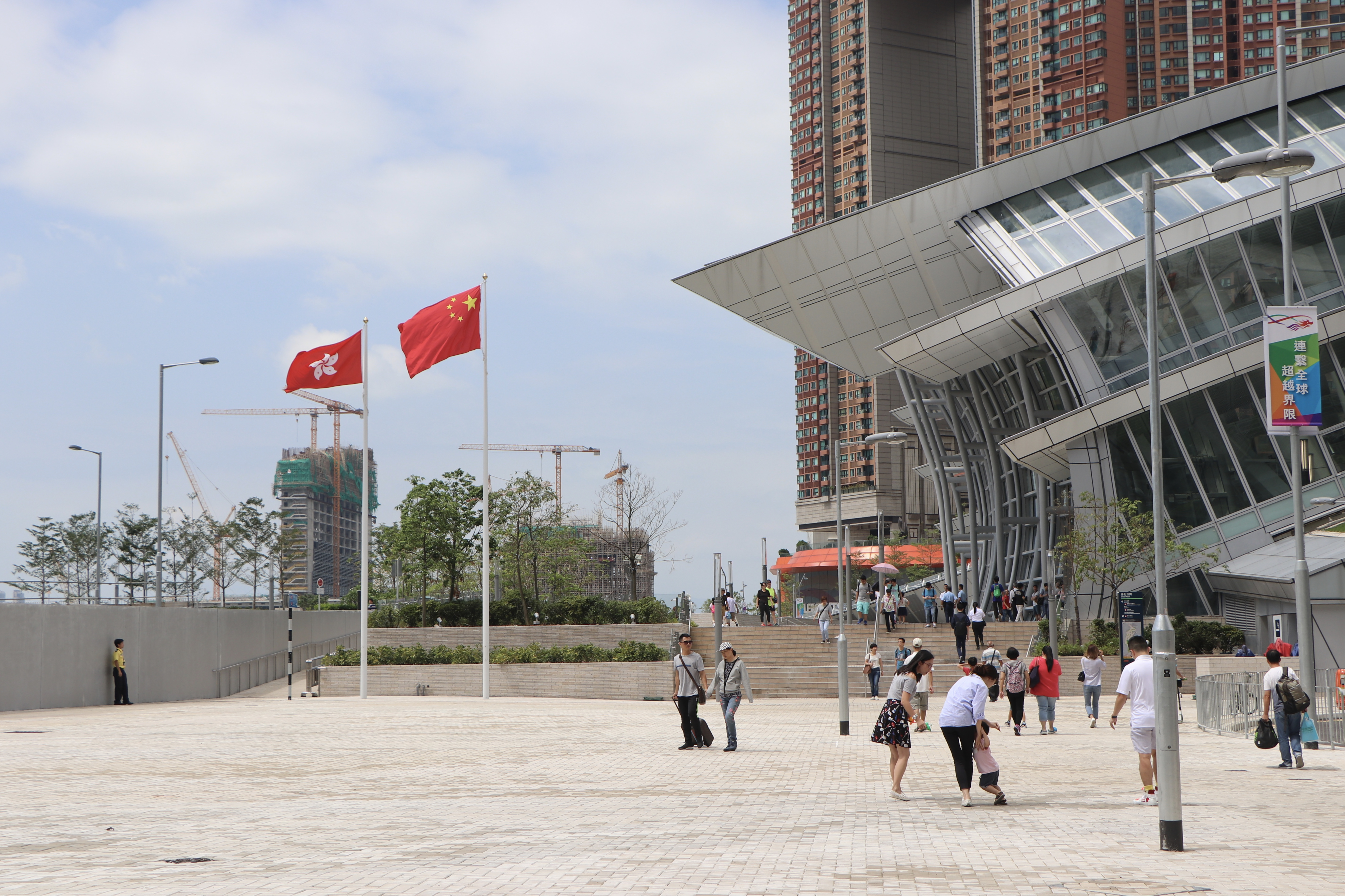
车站东南方的升旗广场
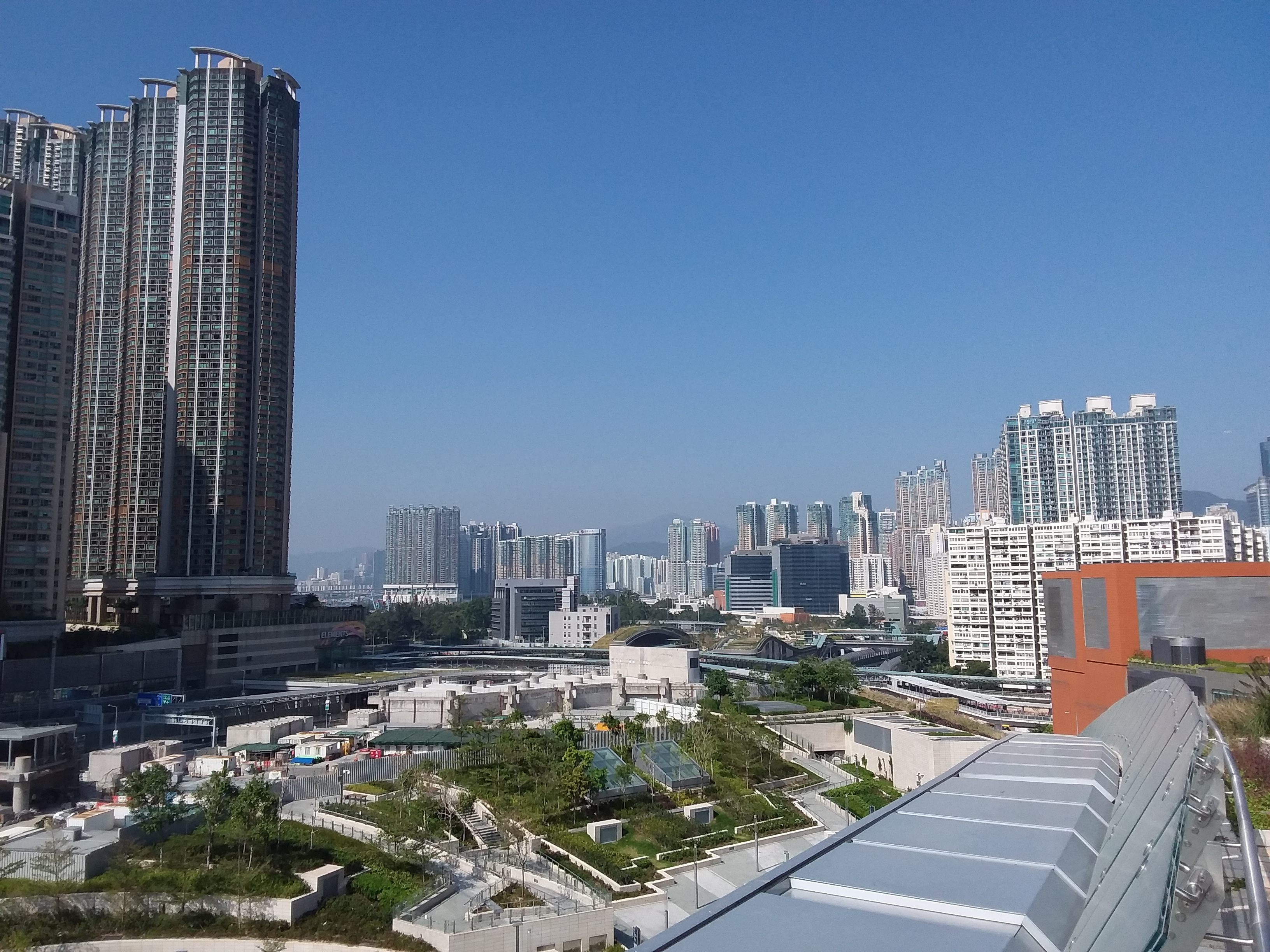
从「天空走廊」俯瞰佐敦西

### 停车场
香港西九龍站的停車場位于B2层西南侧，分為A、B、C及D四個泊車區，总共提供約500個車位。泊車標準收費每小時32元，亦設日泊收費，但車主需證明自己購買高鐵車票才能泊車，以確保曾使用高鐵出入內地。

### 上蓋物業
西九龍上蓋物業地盤面積高達64萬3千平方呎，最高可建樓面316萬5000呎，其中辦公室樓面約285萬平方呎，基座零售商場佔地31萬平方呎，可興建3幢19至28層商業樓宇，為香港歷來最大地產項目之一。根據賣地章程，項目於落成後只可以全幢大廈形式出售。而中標發展商亦需興建指定有蓋行人天橋和綜合車站出入口連接西九龍站。政府在2019年9月13日招標，市場估值最高約791億元。不過到11月22日截標當日，地政總署共收到三份標書，長實和新鴻基地產獨資入標。而恒基地產、九龍倉置業、信和置業、華人置業和利福國際則合組財團投地。11月27日，地政總署公布，新地以422.32億元投得項目，每平方呎樓面地價1萬至約2.5萬元，成為香港最貴地皮。
2020年4月，新地引入投資伙伴中國平安保險，涉資112.73億元。目前新地、平安人壽及新地大股東郭氏家族分別持有項目辦公大廈的50%、30%及20%權益，而零售部分則由新地全資持有。同年9月，新地向城規會遞交發展方案，將過去獲批的3幢「波浪形」商廈變成2幢「鑽石形」商廈，並要求放寬建築物高度限制至最高159米。而佔地28.6萬方呎的寫字樓樓面削減後，將會增加相關至商場部分，達60萬方呎。其中休憩用地由2.5萬平方呎，增加至9.1萬平方呎，商廈部分每層均設有園景露台和天台花園。同時設面積約3.8萬方呎的「The Plateau」休憩用地，可作藝術展覽和音樂表演等用途，較中環皇后像廣場3.55萬方呎大。整個項目總投資額維持600億元，料項目可在2028年全面落成。
新地項目總監麥孟添表示，期望將商場打造成「服務本地人和國際旅客的大型商場」，同時新設計的商廈可享有更多維港海景。而新地地產策劃及發展部規劃總監黃舜浣反指舊設計「唔易行」、「唔夠貼地」。若果城規會不批新方案，發展商不會有「Plan B」準備。有關方案在2021年1月遭城規會否決。新地其後調整項目設計，包括降低兩幢商廈的建築物高度，移除位於4樓有15米高天然通風的「The Market」樓層及減少天台花園。方案仍然有500多份反對意見，包括反對大廈破壞山脊線，設計與西九文化區環境格格不入。不過規劃署沒有理會反對意見，方案到同年8月20日獲城規會通過。

## 运营状况

### 客流
根據2008年的資料，預計於2030年從西九龍站來往各地的列車服務班次將會相當頻密。2013年資料顯示最頻密之班次為3分鐘一班，據當時預計通車後首年每日約有109,200人次乘坐高鐵往返香港及中國內地，包括90,600人次短途客（即只來往西九龍及福田至廣州南之間各站）和18,600人次長途客。
2018年8月，政府估算平均每日客量降為80,100人次，較2015年預測的接近11萬人次有所下降。高铁客流估算于2018年9月通车前修改为平日72,500人次、周五至周日為78,100人次、高峰期90,100人次。另外港铁与港府就高铁盈亏摊分达成的「乘客量上下調節機制」亦对客流有估算，但其因涉及“商業估算”而未被政府公开。
截至2019年2月，西九龙站单日最高查验出入境旅客10.4万人次，于2019年2月7日（农历大年初三）达成。香港運輸及房屋局于2018年12月向香港立法会提交的文件显示：截至11月29日，高鐵的總乘客量3,402,013人次，平均每日客流量為50,030人，數字仍低於林鄭月娥聲稱的8萬人次「最佳估算」。乘客国籍方面，运房局文件指出香港居民和非香港居民（包括内地及其他国家）比例大约是3：7。抵港乘客中香港居民和非香港居民的占比分别为28%和72%；而离港乘客的占比则为32%和68%。2018年8月16日，港鐵召開傳媒簡介會，車務營運總管李聖基稱內地口岸區的通關時間會受節日和旅客量等不同因素影響，乘客應提早45分鐘到車站進行清關等手續，希望日後可縮短通關時間。
2023年4月1日，全日一共有80,721人次乘高鐵進出香港，是高鐵西九龍站第19次破8萬人次。
截至2024年9月，即高鐵西九龍站開通六年，深圳邊檢總站西九龍邊檢站累計有6,280萬人次出入境，單日客流量最高達12.1萬人次。

### 旅客列车目的地
政府在2009年的高鐵文件中提出可以直達內地16個城市，但至2017年文件指出可直達城市減至10個。2017年11月的立法會文件顯示，西九龍站始發的列車不會直達西安、成都、南京、重慶、昆明和南寧，至此直達城市為10個，政府文件指乘客可以在內地轉車到達。
2018年1月29日，香港特首林鄭月娥上午在禮賓府與中國鐵路總公司總經理陸東福簽署《關於廣深港高速鐵路香港段運營準備工作重點事項安排備忘錄》，陆港雙方同意高鐵香港段開通初期的高峰期，包括香港公眾假期及中國內地公眾假期、暑假等时期，全年約有130天將每日開出114對短途列車來往西九龍、福田、深圳北、虎門及廣州南，並會每日開出13對長途列車，直達14個內地城市（北京、上海、昆明、桂林、貴陽、石家莊、鄭州、武漢、長沙、杭州、南昌、福州、廈門及汕頭），雙方亦同意將來可按實際需要協商調整列車開行方案。
2018年8月23日，香港特区政府公佈，高鐵通車初期每日將有83至127對列車，來往內地44個站點，票價由78元至逾千元不等。票價將會按人民幣計算。平日的周一至周四有70對車來往廣東省6個短途站（福田、深圳北、虎門、廣州南、光明城及慶盛），假日高峰期可增至114對車，約10至30分鐘一班車；而往北京、上海等城市長途站點每天只開1班。
根据港铁2018年9月13日披露的信息显示，自9月10日高铁列车开售以来已售出的1.5万张高铁车票中，廣州南站是最受歡迎的目的地，其次是潮汕、廈門及福州。
2020年1月受2019冠狀病毒病疫情影响，港铁在23日与内地铁路单位沟通后，即日暂停发售来往武汉的车票。但因應疫情惡化，28日下午政府再次舉行記者會，行政长官林鄭月娥宣布將大幅縮減兩地交通並暫停部分香港出入境管制站，由30日凌晨起暫停高鐵香港段，换言之本站将于当日暂时关闭。随着疫情防控政策调整以及全面通关，高铁香港段于2023年1月15日恢复短途列车服务，3月11日恢复广东省长途列车服务，4月1日恢复广东省外长途列车服务。
截至2025年1月，香港西九龙站共可直达94座中国内地城市。

### 票务
除现场人工及自助购票外，乘客可以於12306（网站、手机应用程式等），指定代理的旅行社以及熱綫電話等方式购买由本站啟程或到達本站的车票。购票时須提供指定身份證明文件，進行身份驗證。可使用的证件包括中華人民共和國居民身份證、中華人民共和國港澳台居民居住證、中華人民共和國外國人永久居留身份證、港澳居民來往內地通行證（回鄉證）、往來港澳通行證（雙程證）、台灣居民來往大陸通行證（台胞證）以及符合中華人民共和國規定的有效護照。
2018年9月3日，中国铁路客户服务中心（12306）已经将“香港西九龙站”纳入车站列表。2018年9月10日8时，由本站始发或终到本站的车票正式发售。
2021年11月30日，《星島日報》报道称，港鐵已與內地部門溝通，採取措施便利来往西九龍站的旅客。报道称港鐵已陸續在西九龍站內更換新型入閘機，香港居民未来可用回鄉證代替實體車票入閘；内地居民可用内地居民身份證刷证入閘。採用新票務安排後，旅客出行準備時間可大減逾半小時，亦加快後續清關手續。2023年1月西九龍站恢复运营后，全面實施電子車票，市民在12306網站購票後可以憑證件乘車，同时原有的港鐵售票網站則不會再售票。持有中國居民身份證的乘客只需拍卡及作人臉識別即可入閘；而持有回鄉證、台胞證或護照的乘客則需在入閘時把證件放進讀卡器並作人臉識別。《明報》指出港鐵記者會公布電子車票安排時，並沒有提及公告內容。而私隱專員公署表示不評論個別個案。

#### 12306售取票设施
西九龙站售票大厅预留有5個售票櫃位给中國鐵路（香港）控股有限公司（简称中鐵（香港））营运，提供作專門辦理非以香港為起点或終點的內地段車票，及在12306網站訂票的乘客取票的服务。由於開通初時並未提供自助取票機，12306網站訂票旅客仍需到櫃位拿取車票，櫃位服務不敷應用，香港西九龍站於2018年9月24日新增2個售票櫃位，合共提供7個售票櫃位。截至2019年，該站的12306自助取票機數量已增至16台。
随着2023年1月西九龍站恢复运营后全面實施電子車票，原有车站启用时使用港铁系统的自动售/取票机均全面更换为12306系統的售票机，售票机支持微信支付、支付宝以及四家指定支付机构（银联、Visa、万事达、JCB）发行的非接触式信用卡付款购票。而12306自助取票機则被保留，经系统更新后成为專用報銷憑證自助機。
在车站运营初期，乘客在中鐵（香港）售票櫃位购买车票或取票，均需要收取過渡性購票手续费。2023年1月12日，香港西九龍站全面採用12306系統售票，而不需支付中鐵購票手續費。
2018年10月1日起，12306网站及客户端可直接以香港錢包消費，會自動換算人民幣，亦迴避了購票手續費。同年12月27日起，12306宣布简化回鄉證註冊核驗流程，使用回鄉證註冊用户或添加常用联系人信息时，仅需填写證件姓名、證件號碼、出生日期和證件有效起止日期等資料即可通過身份信息核驗，不再强制填写內地手機號碼，也不需要前往内地車站窗口核驗證件。

#### 车票改签、退票、误乘等的处理
由于西九龙站始发终到的列车为跨境运行的列车，因此中国国家铁路集团有限公司与港铁公司共同制定《廣深港高速鐵路跨境旅客運輸組織規則》，退改签补政策与内地的《铁路旅客运输规程》有所不同。在车票改签方面，旅客仅可办理一次变更乘车日期、车次、席别的改签手续，且改签后的车票不得退票；另外《规则》对退票规则作出了明确规定。
所有终到西九龙站的列车不办理至西九龙站的越站；如旅客发現误乘或坐过站时，应向站车工作人员提出，由站车工作人员指定最近列车免费送回，且仅可乘坐二等座车厢，不得中途下车。旅客如越站乘车前往西九龙站，或到站后超过10分钟声称误乘或坐过站，均按无票处理，并根据《香港铁路附例》收取附加费。在广深港高铁香港段开通当日（9月23日），深圳一朱姓男子（职业为媒体记者）搭乘由深圳北始发至西九龙的G5711次首发列车，但男子所持的车票为“深圳北～福田”，同时G5711次列车不停靠福田站，因此男子在深圳北站未能及时在列车驶出前下车而越站前往香港，最终被车站工作人员要求缴纳1500港元的附加费。这是西九龙站开通后的首张罚单。
2023年8月14日，高鐵正式推出「靈活行」即日變更車次安排，最初只有往來西九龙站及福田站列車提供服務，可透過12306、西九龙站B1層售票機或B3層離港大堂內的自助機改乘其他指定班次。使用此服務更改行程手續費全免，但只有三次更改的機會。2024年3月18日起，“灵活行”服务扩展至来往深圳北站的车次。

### 車站日常管理服務
港鐵將不少車站日常管理服務工作外判，目前保安、安檢、顧客服務等工作由國際永勝護衞管理有限公司負責，而車站清潔服務（第一部分）則由惠康環境工程有限公司投得，停車場則外判予昇捷管理服務有限公司。
不過有員工向媒體揭發，外判商的合約條款較其他港鐵外判商苛刻，如僱用安排不設試用期，若員工離職須提供1個月通知期，否則要繳付代通知金。而且合約內更列明，員工未做滿3個月就離職，公司將收回支付課程之行政費1,000元。有同事上班一天因事離職，亦被追討培訓費，結果以當天的工資作為抵償。直到2019年3月，約200名外判員工被承辦商解僱，有員工稱被解僱前全無先兆，沒有合理解釋。在3月28日更發生兩名車站助理因不滿「被解僱」，於站內危站及跳軌自殺事件。到3月30日，約60名被解僱的員工到車站靜坐抗議，不滿承辦商大規模裁員，批評港鐵「用完即棄」。（詳見下面「事件」一段）

## 接駁交通
香港西九龍站座落於港鐵九龍站與柯士甸站之間，以發展為香港鐵路交通樞紐為目標。乘客透過地面行人區和多條行人天橋和行人隧道接駁港鐵九龍站及柯士甸站。由香港西九龍站步行至九龍站需要8至10分鐘，至柯士甸站則只需要2至3分鐘。
乘客亦可以轉乘其它交通工具來往香港各個區域。香港西九龍站在B2层设有的士站。北面则設有巴士總站及旅遊巴士停泊設施，從车站步行至上述設施，只需要1分鐘，巴士總站於2018年9月17日啟用。同时位于车站东侧的J出入口，靠近柯士甸站一侧设有巴士站的上落客区，同时设有小巴站，靠近车站的一侧设旅遊巴士上落客区，现时逢星期六、日及公眾假期之间由九巴營運的W4線亦停靠在该上落客区。
另外運輸署亦招標開辦3條特快巴士路線来往西九龍站巴士總站，分别为城巴營運的W1線以及九巴營運W2、W3線，班次均為10-20分鐘一班（其後部分路綫因客量不足而在部分時間提供25分鐘一班的服務），其中W1線因客量嚴重不足已於2020年7月19日取消服務。
當局亦將3條來往新界西和紅磡的巴士路線改道，包括：來往朗屏站至紅磡碼頭的268B、來往天水圍市中心至紅磡碼頭的269B，以及來往寶田至紅磡站的260X。往紅磡方向車程將於西九龍高鐵站東面與柯士甸站之間的新道路匯民道增設中途站；往新界西方向車程則於佐敦道西行增設中途站。新增中途站靠近西九龍高鐵站，方便元朗區及屯門區乘客換乘前往西九龍高鐵總站。此外，部分途經鄰近地方的小巴路綫亦改道，在車站外靠近柯士甸站的一側加設小巴站。

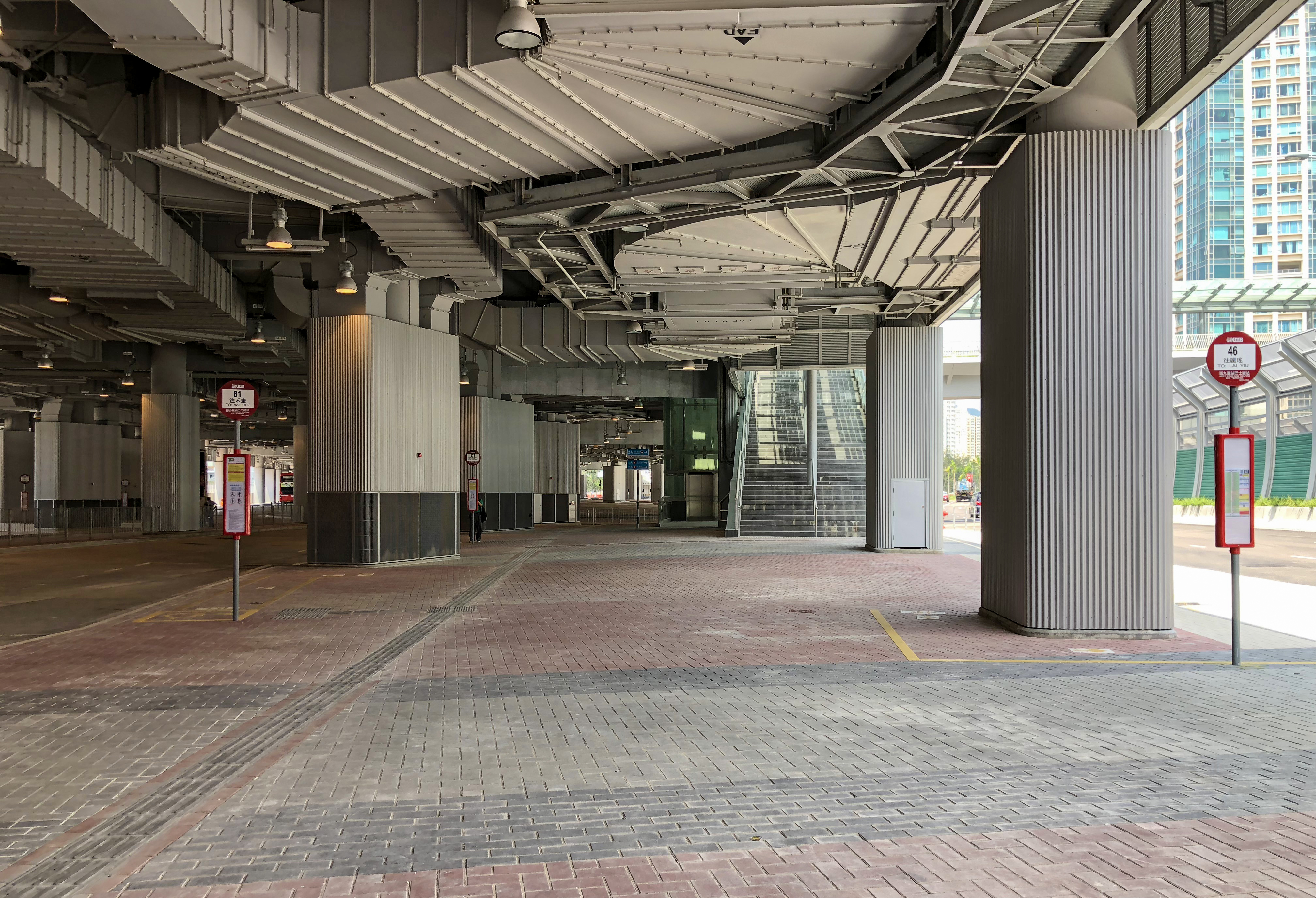
西九龍站巴士總站
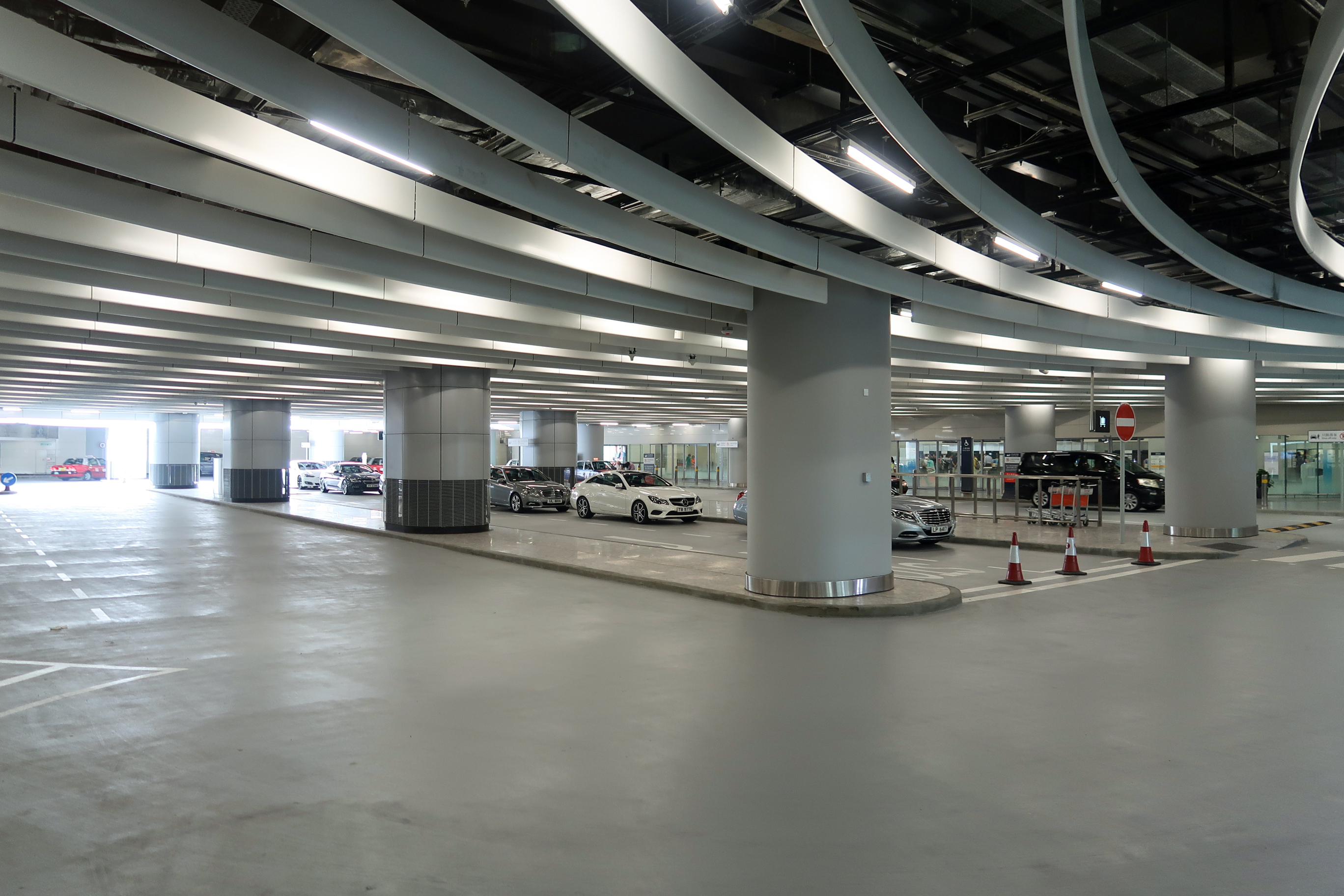
B1層上落客區
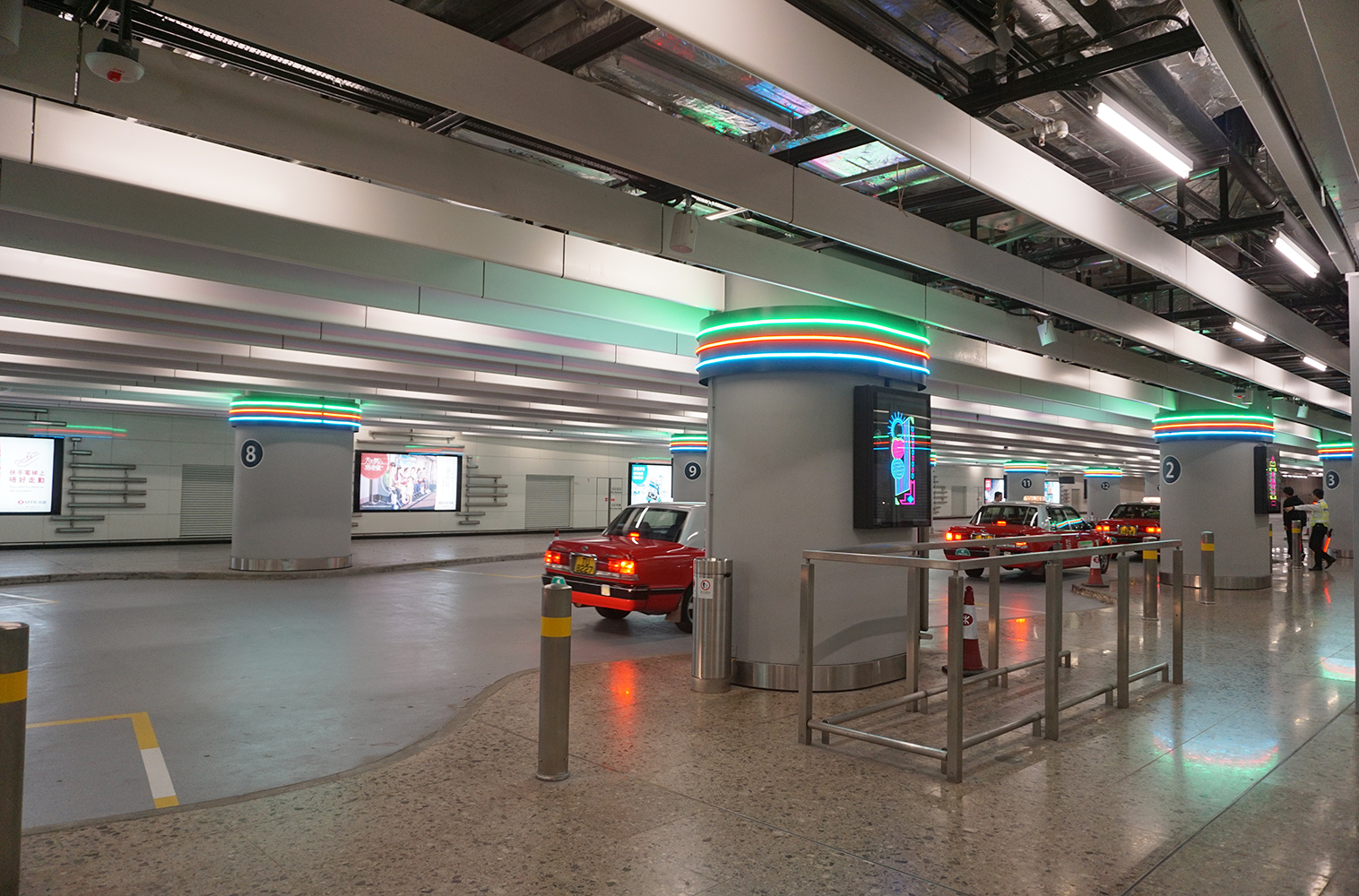
B2层的的士站，另设车站艺术「迷失霓虹」
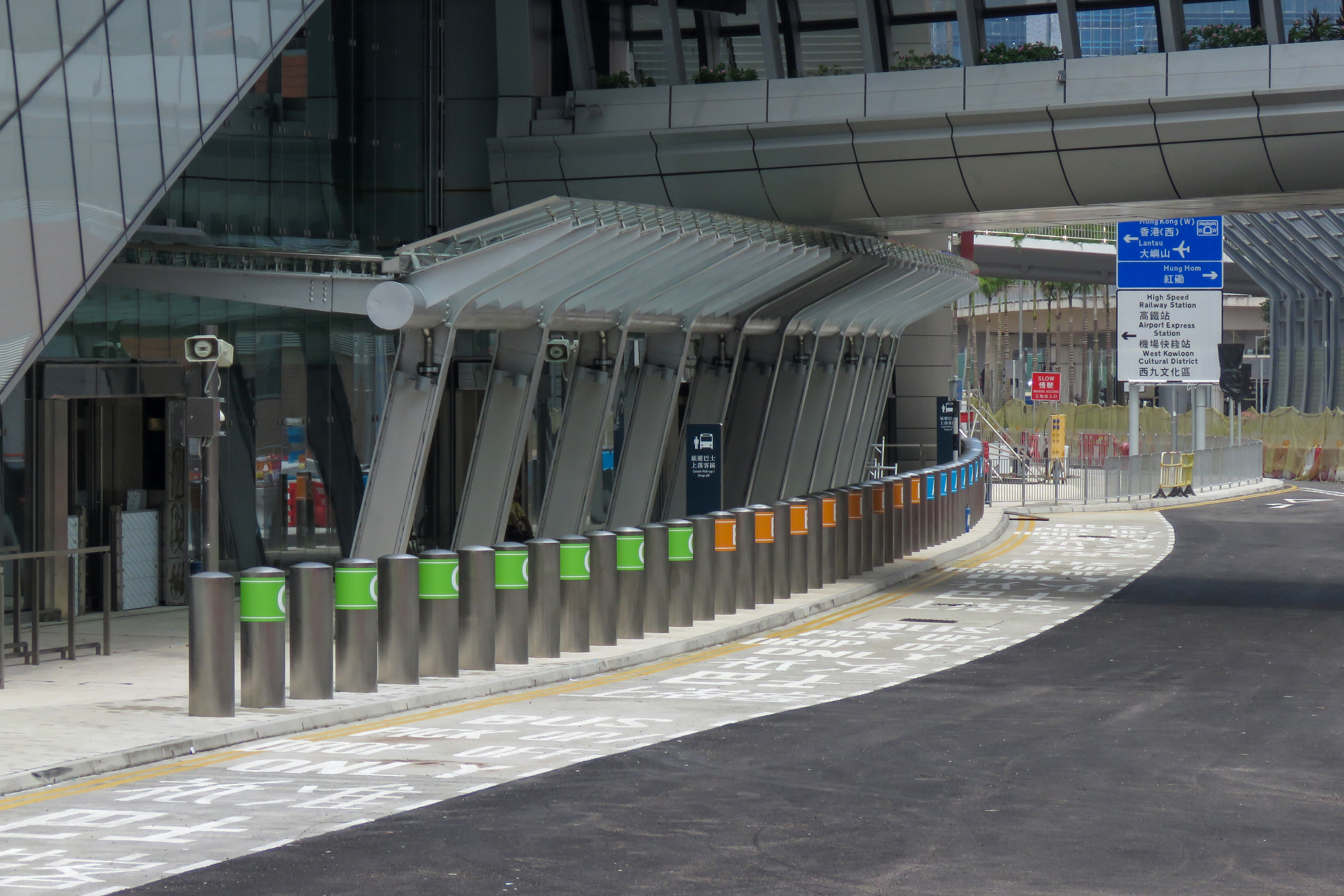
旅游巴士上落客点

## 附近道路
相關香港政府部門為西九龍新發展區域進行交通研究，期望改善道路及行人接駁效率，解決現時部分路口交通擠塞問題，及應付整個新發展區的交通需求。當中提出下列道路改善措施：
- 興建連接柯士甸道西（近廣東道）至連翔道（佐敦道以北）的地下行車道，將跨區道路交通與地區道路交通分隔，令西九文化區、西九龍站和九龍站的出入通道暢通無阻；
- 進行柯士甸道和廣東道交界處改善工程，包括研究興建廣東道地下行車道及擴建現有的行人隧道系統；
- 進行其他道路改善工程，將西九龍新發展區域直接連接通往附近的快速公路，以減少對該地區的交通網絡的負荷。

## 工程圖片

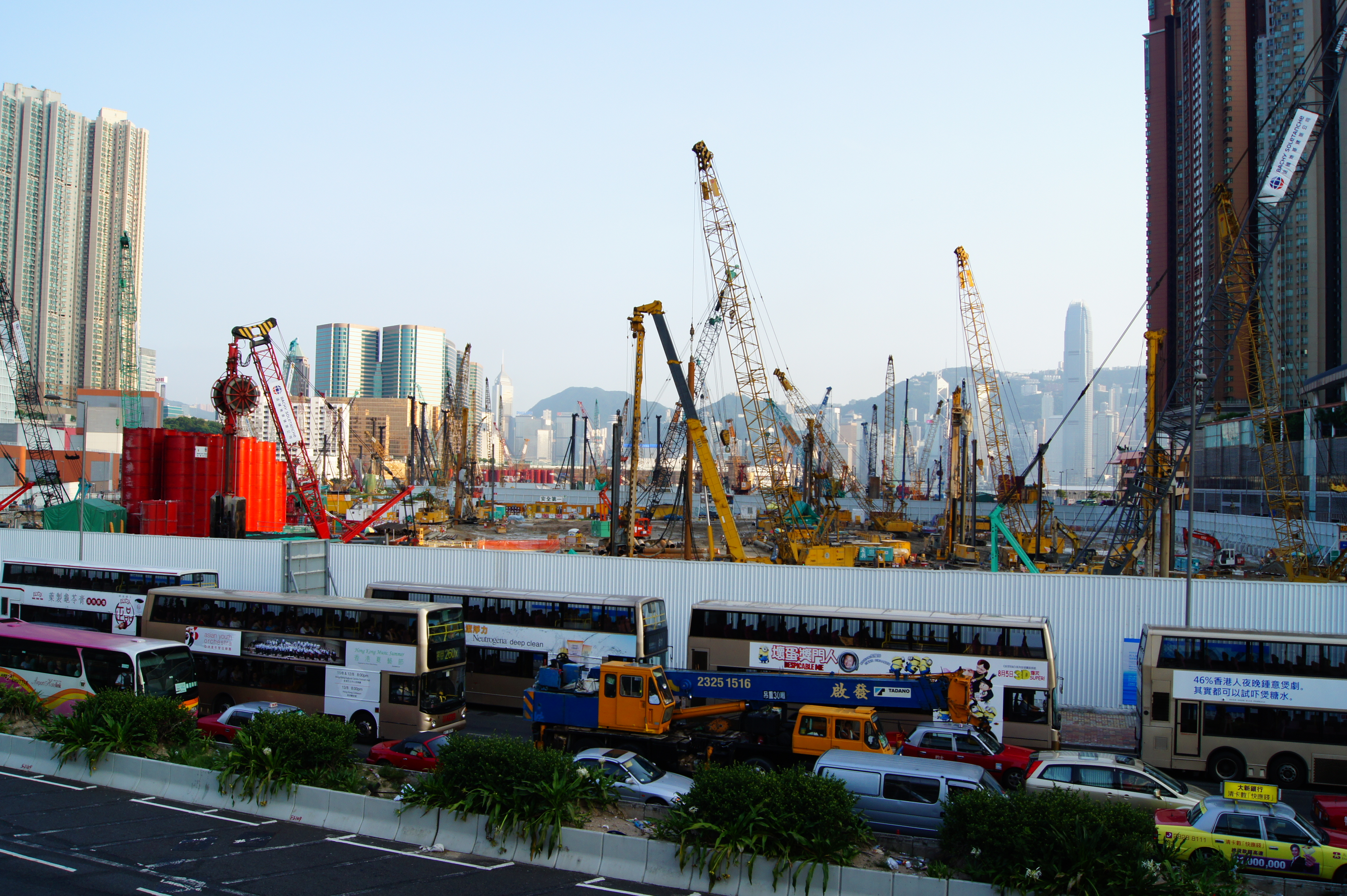
西九龍站工地（2010年8月）
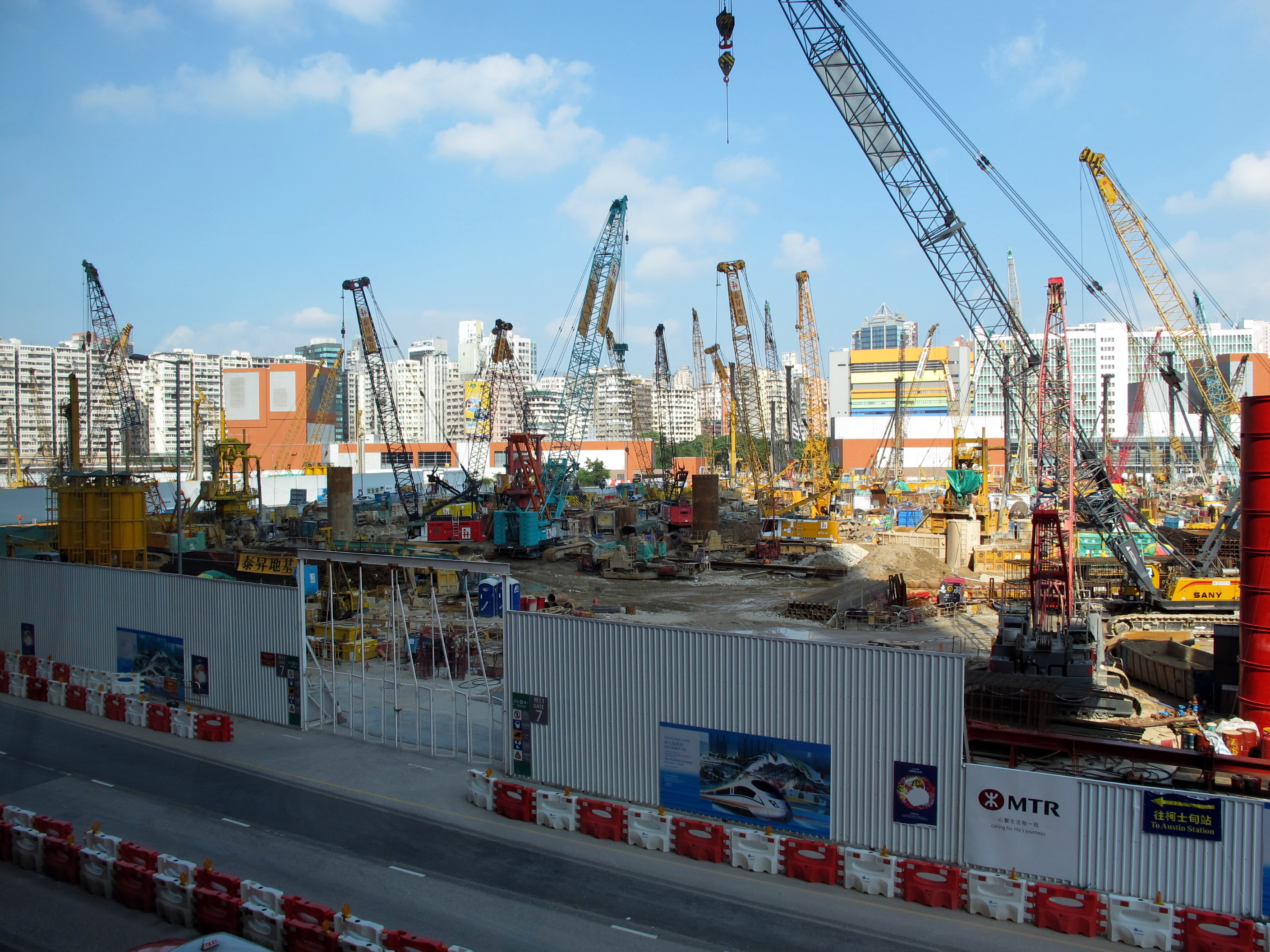
西九龍站工地（2010年10月）
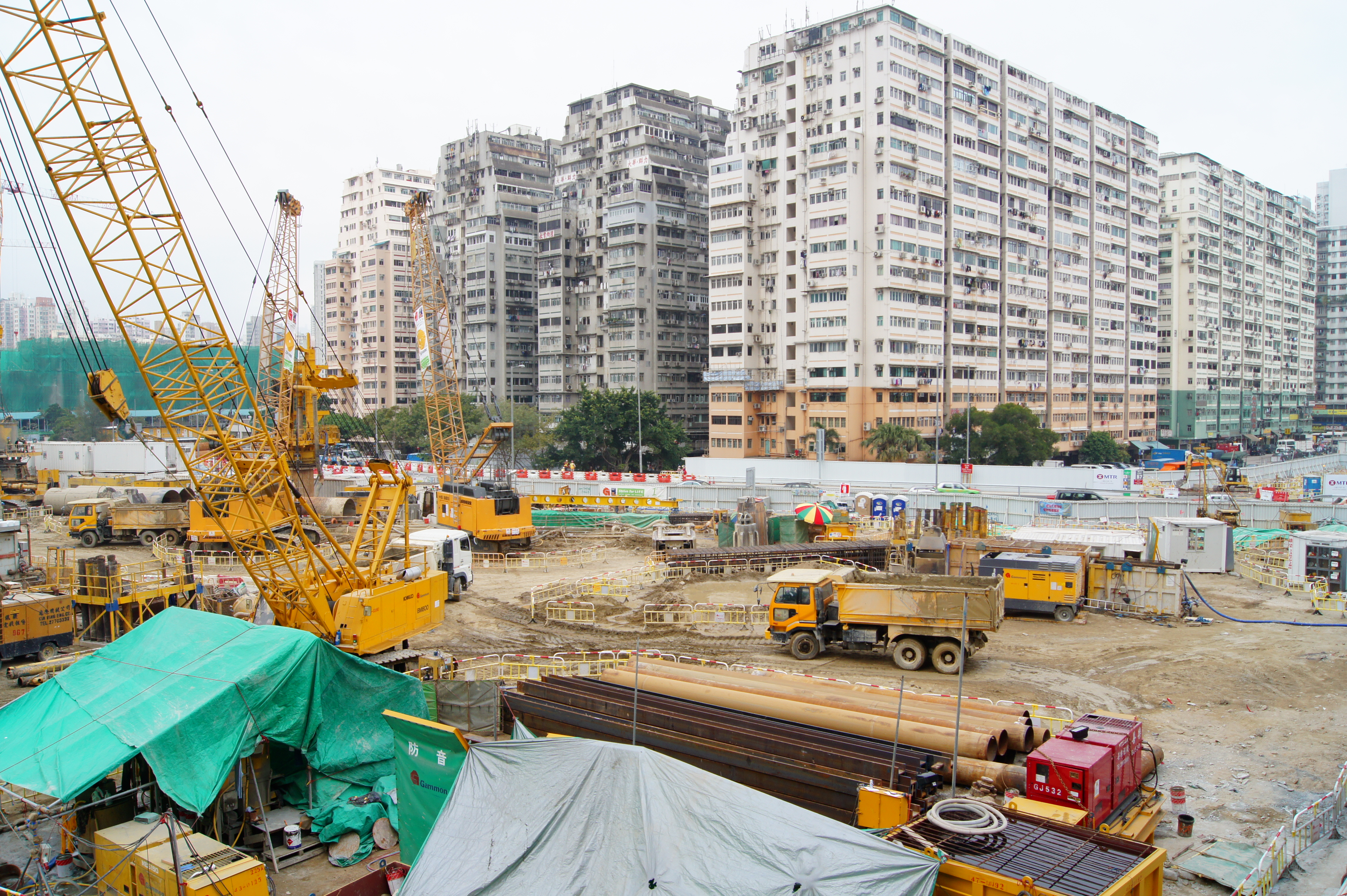
西九龍站工地（2011年2月）
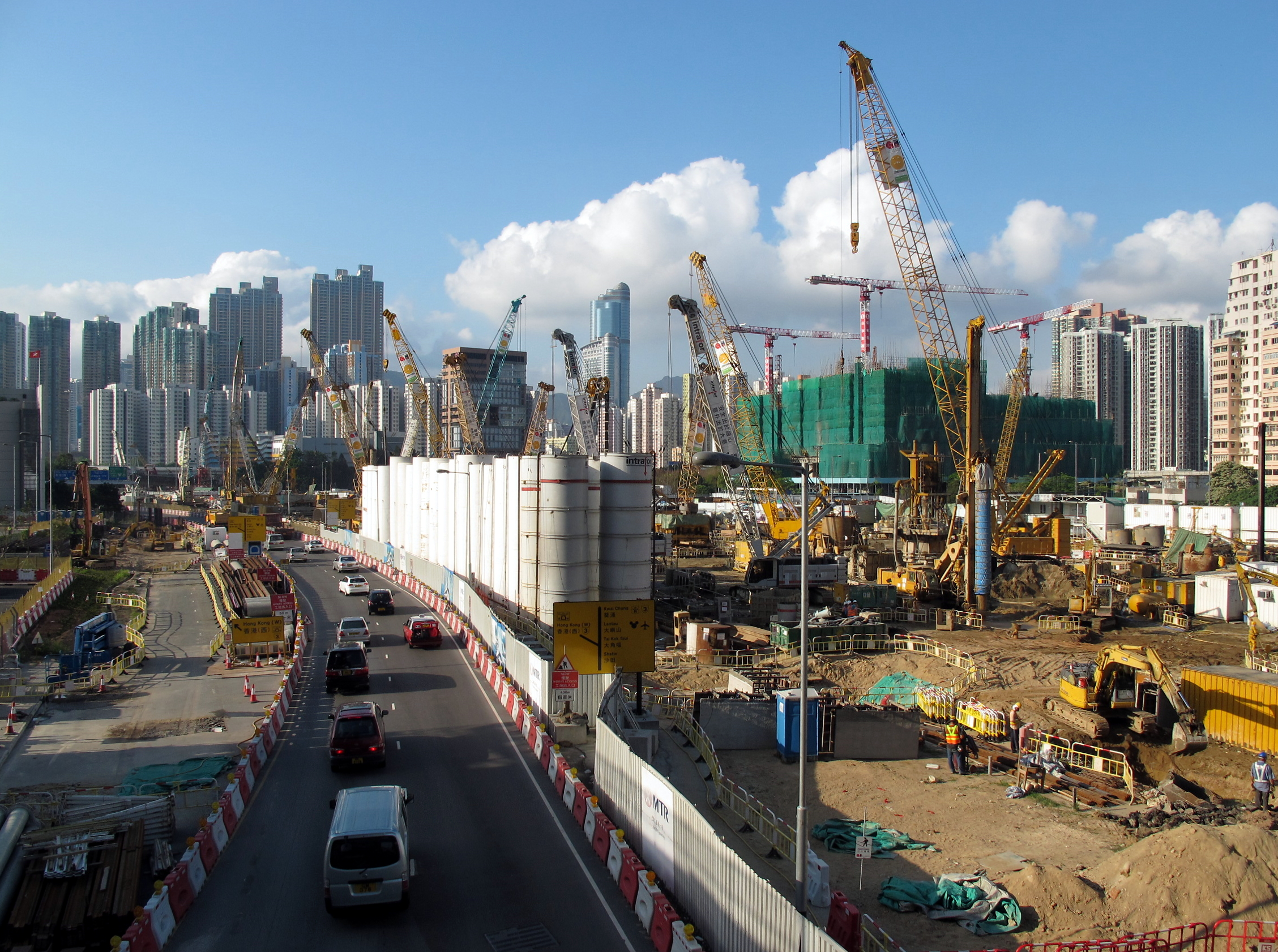
西九龍站工地（2011年5月）
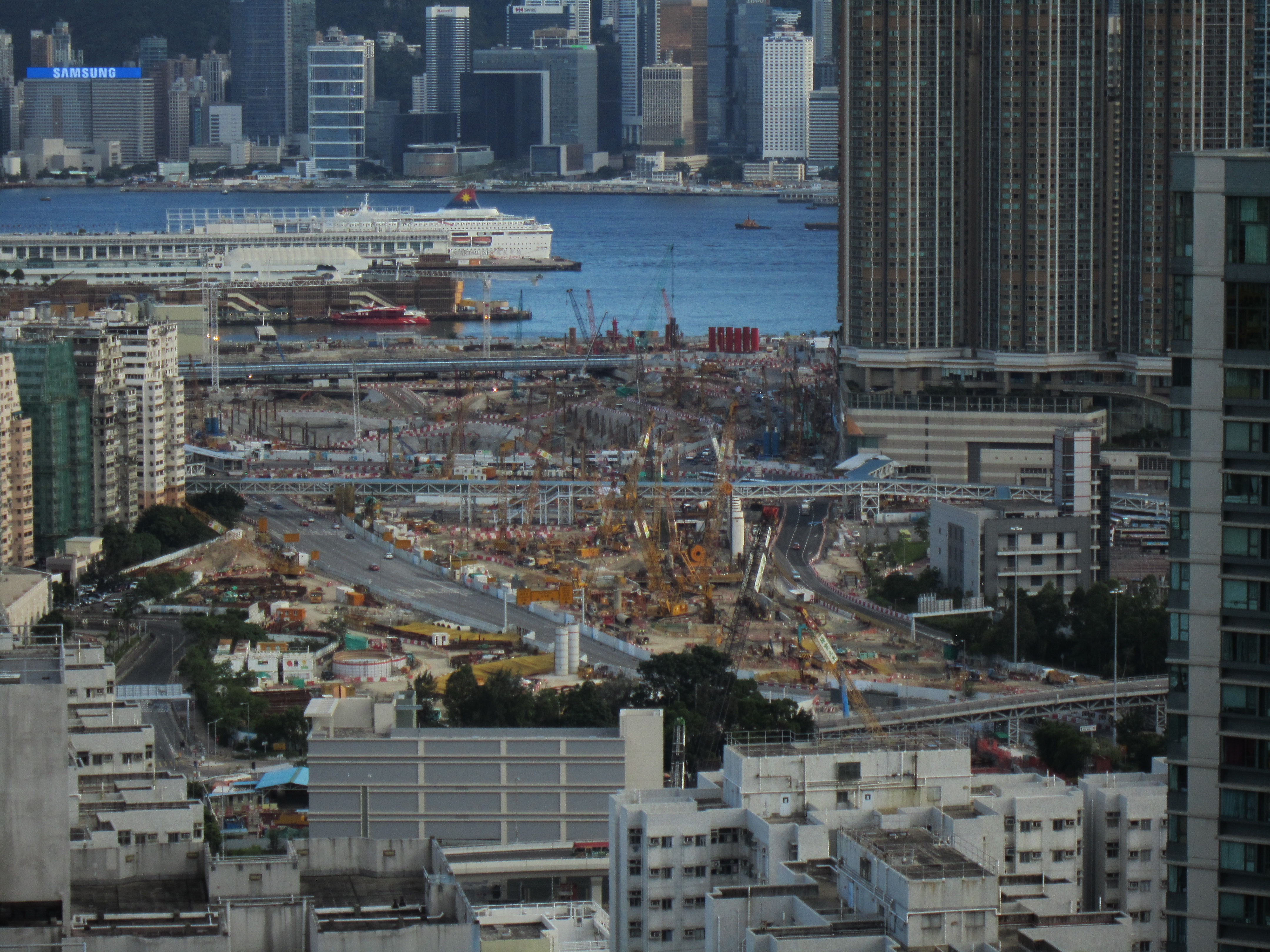
西九龍站工地全景（2012年9月）
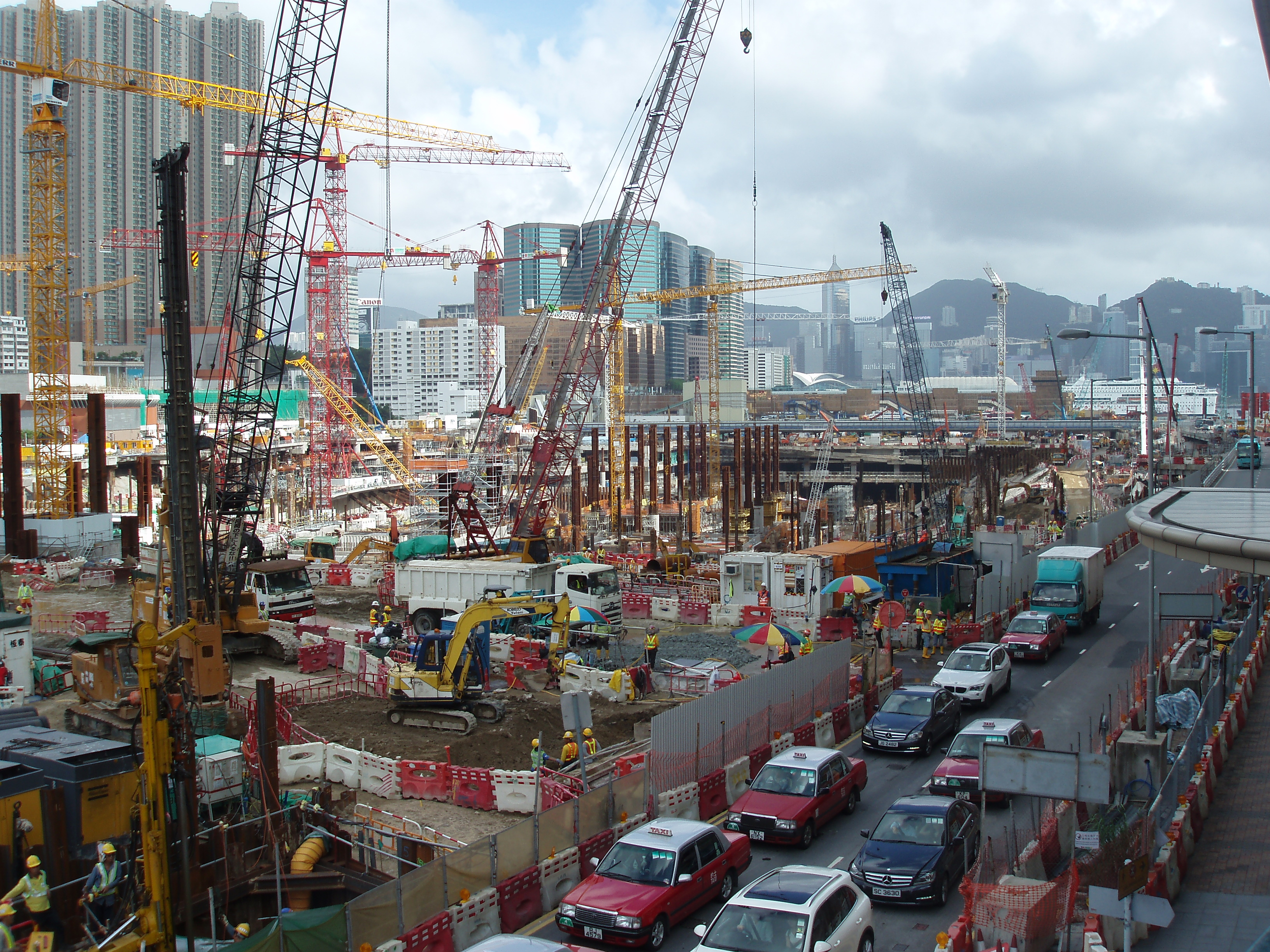
西九龍站工地（2013年8月）
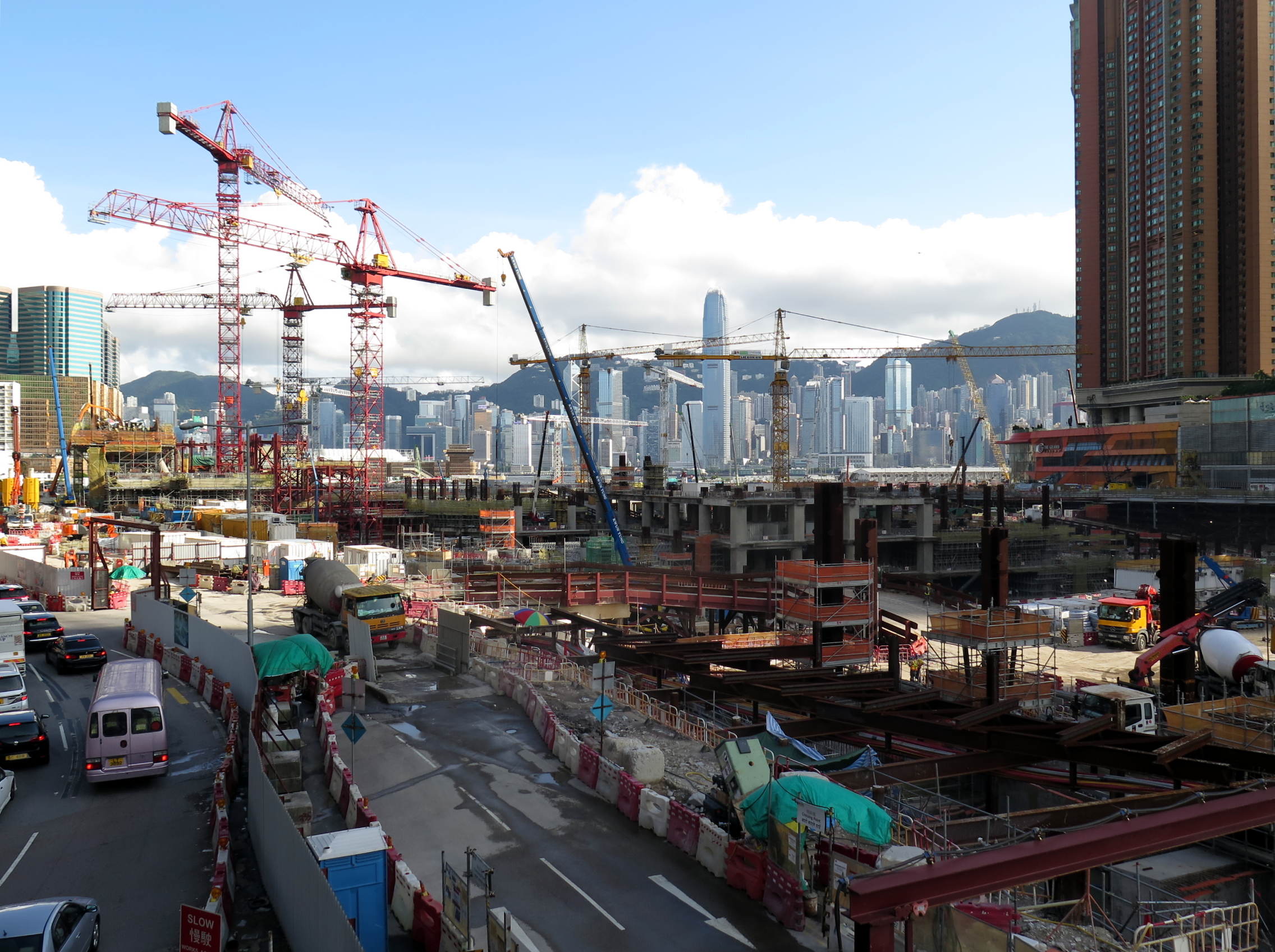
西九龍站工地（2014年8月）
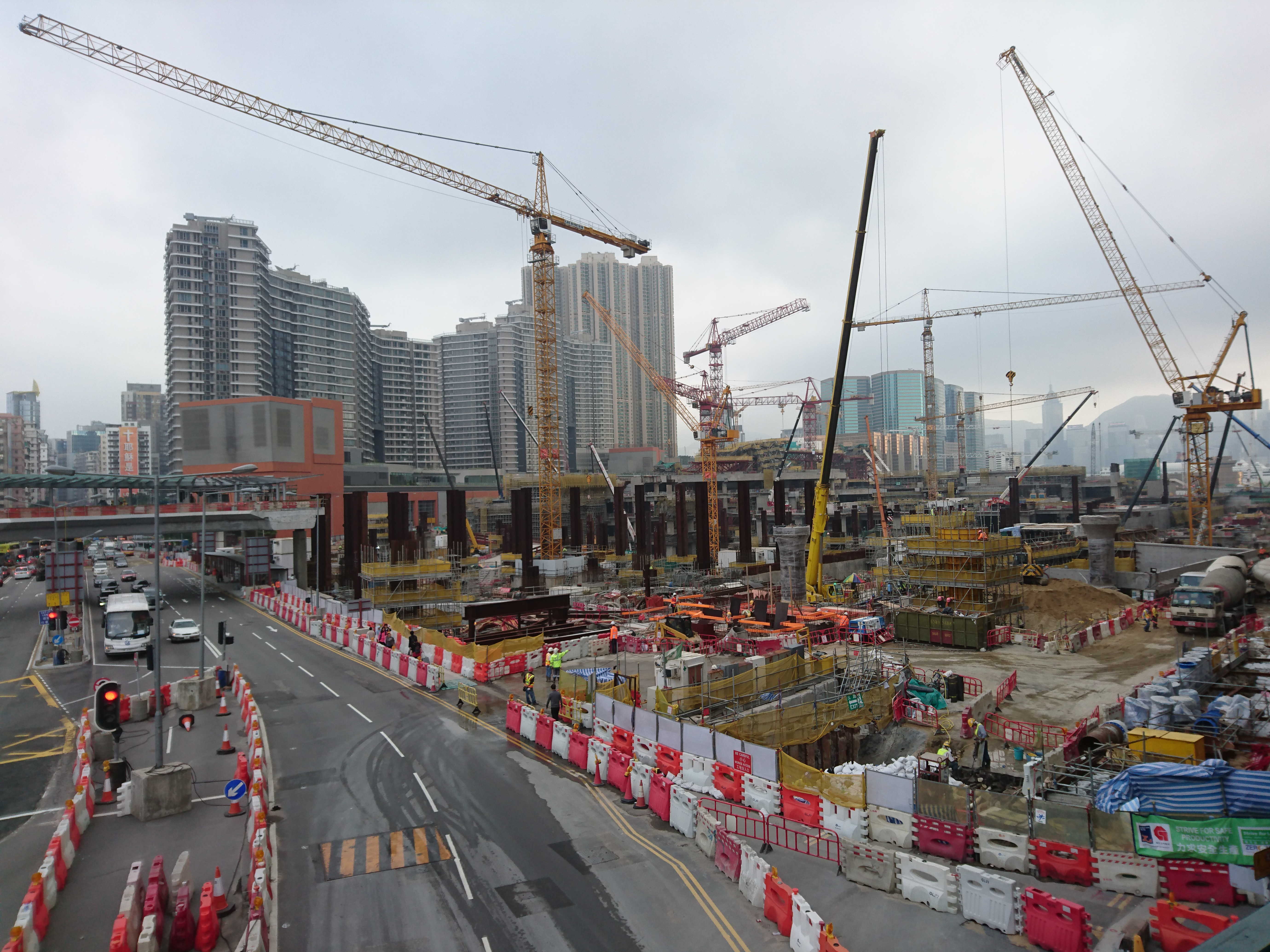
西九龍站工地（2015年12月）
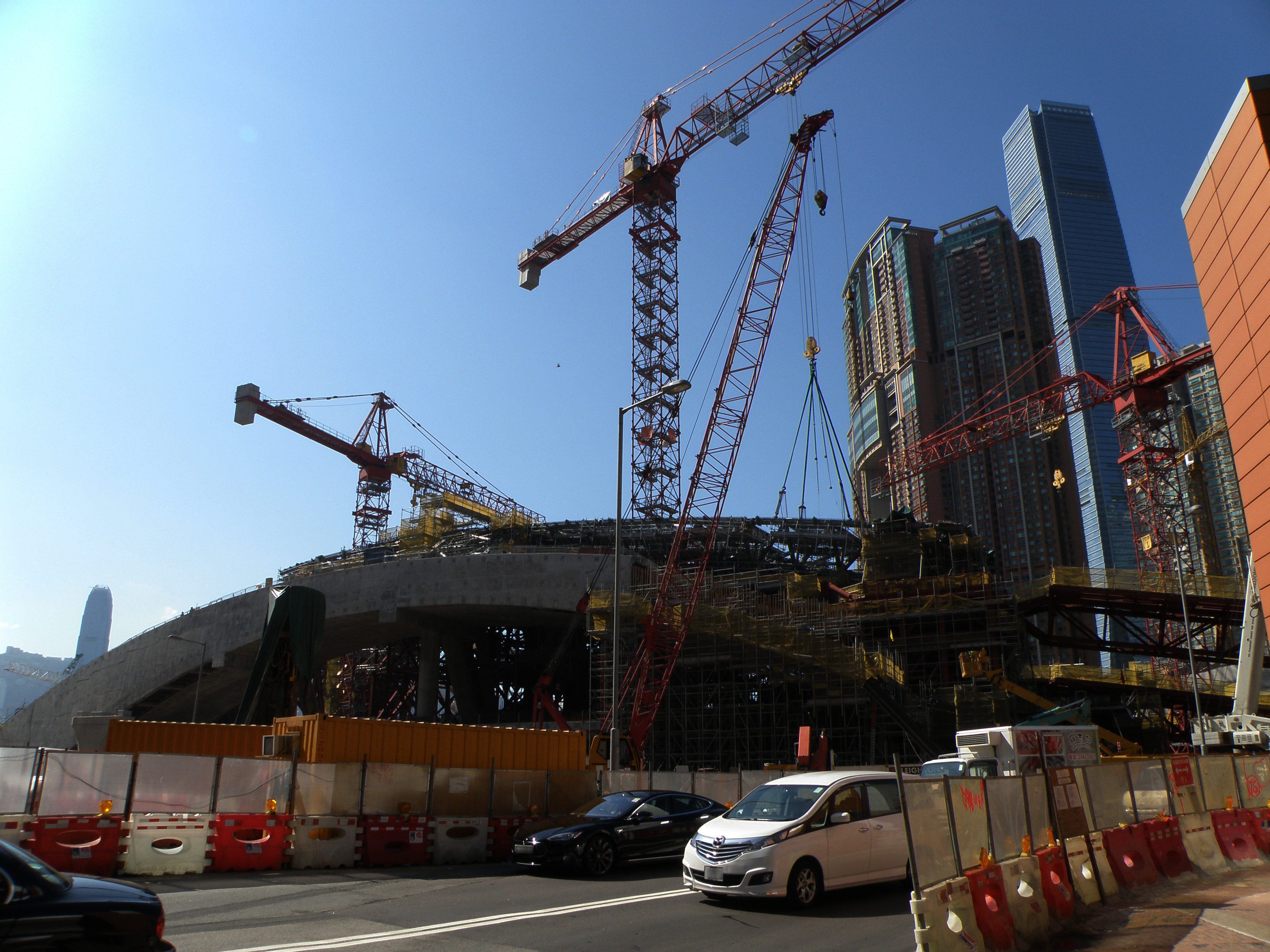
西九龍站入口天幕工程（2016年1月）
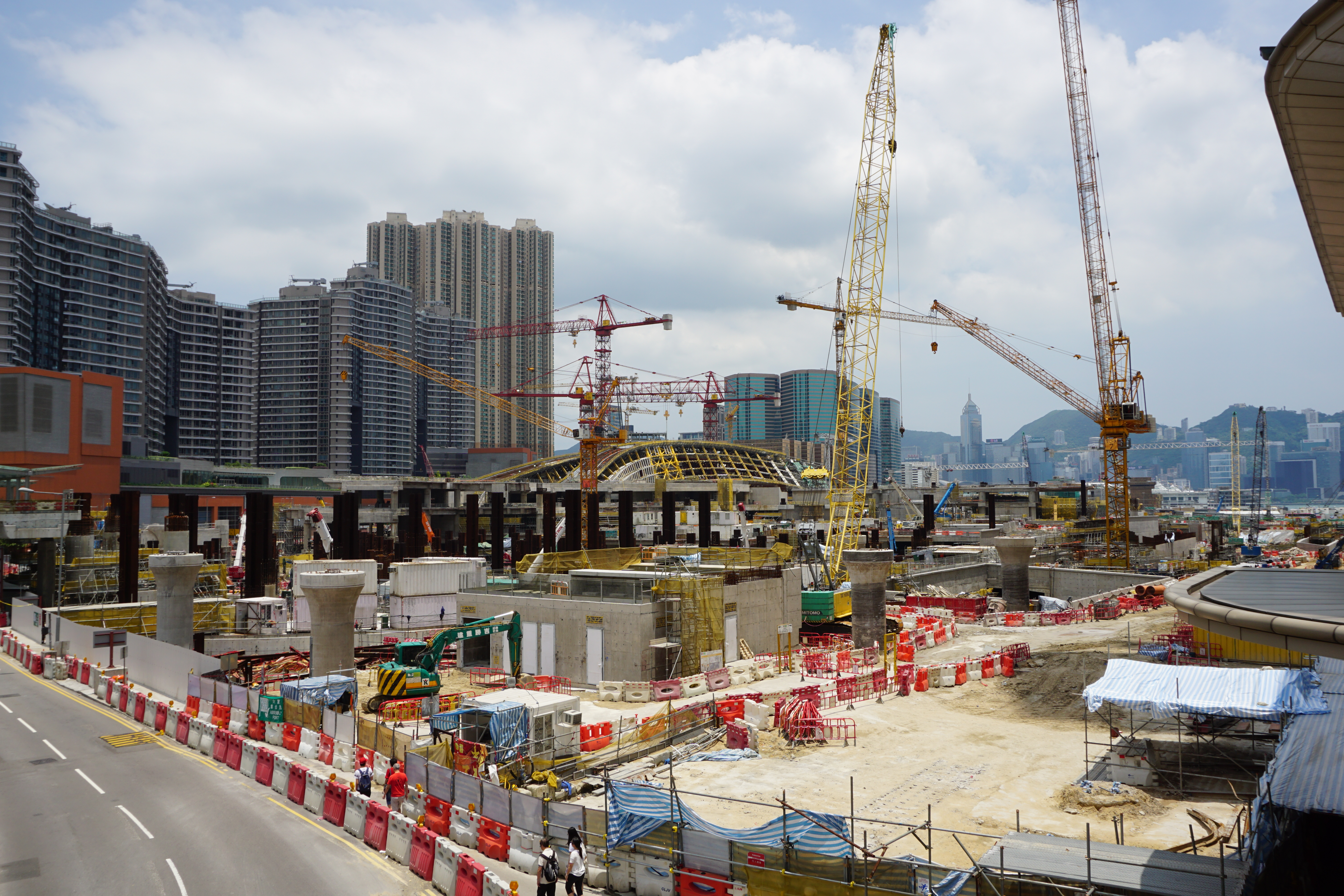
西九龍站工地（2016年5月）
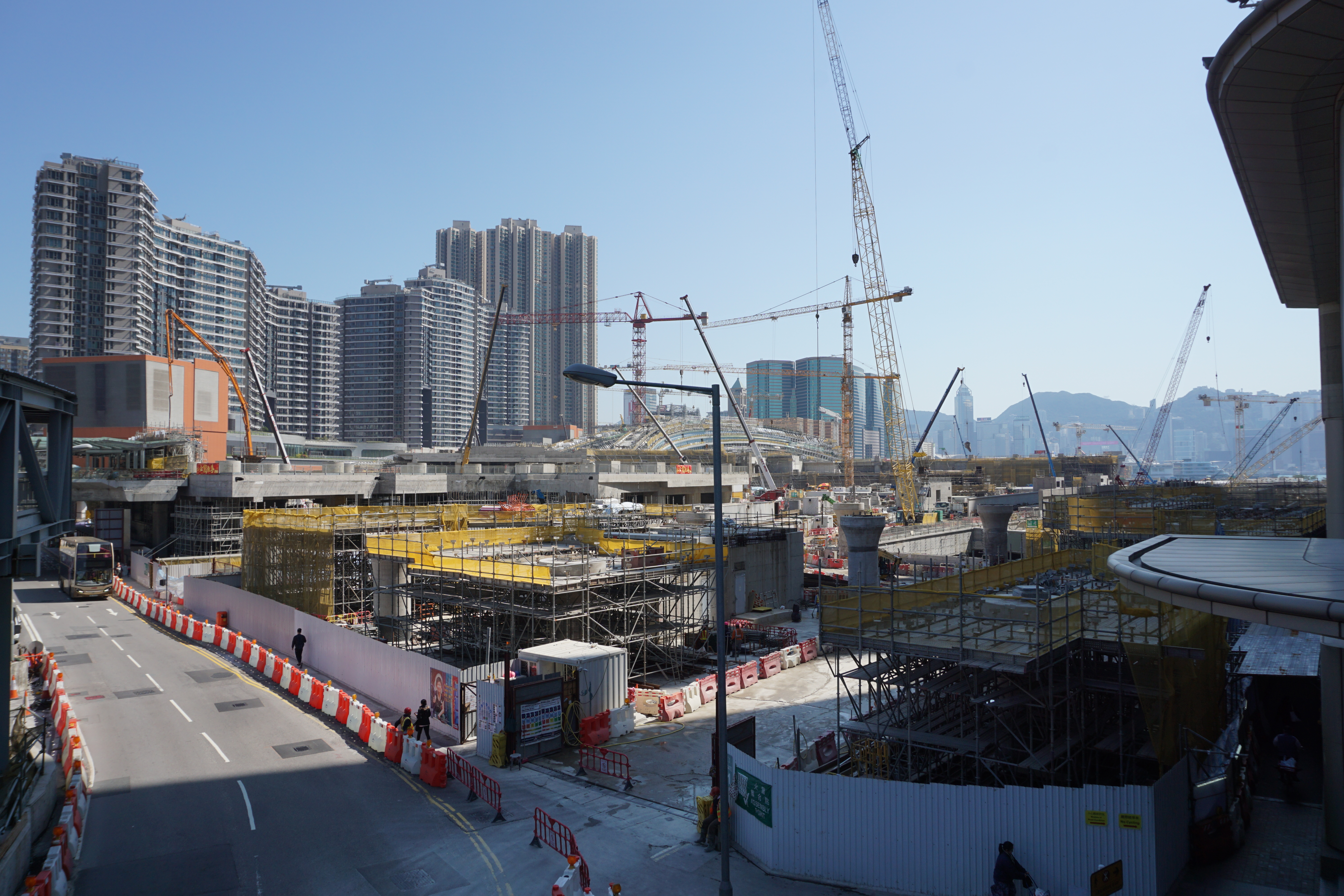
西九龍站工地（2017年2月）
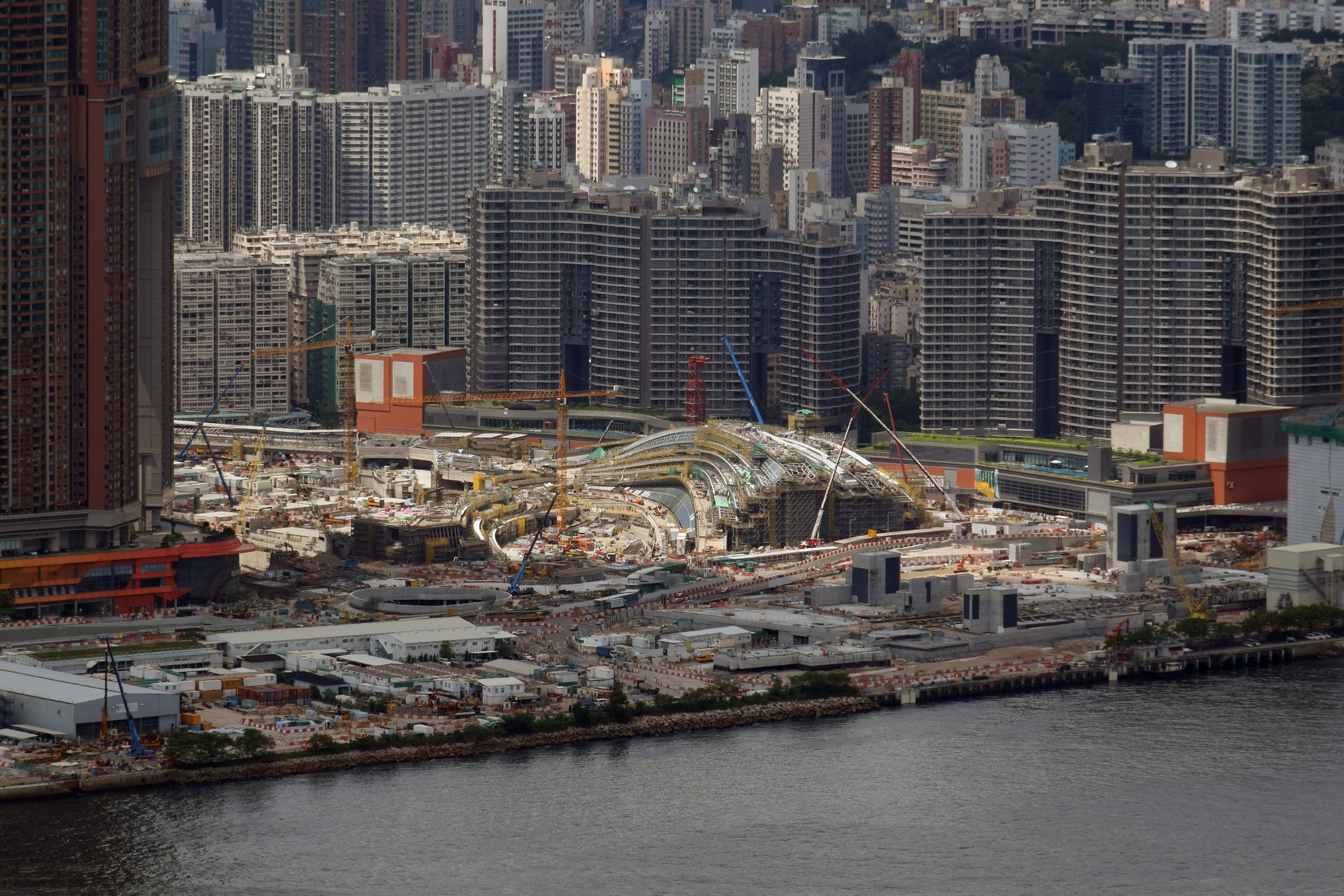
西九龍站工地（2017年6月）
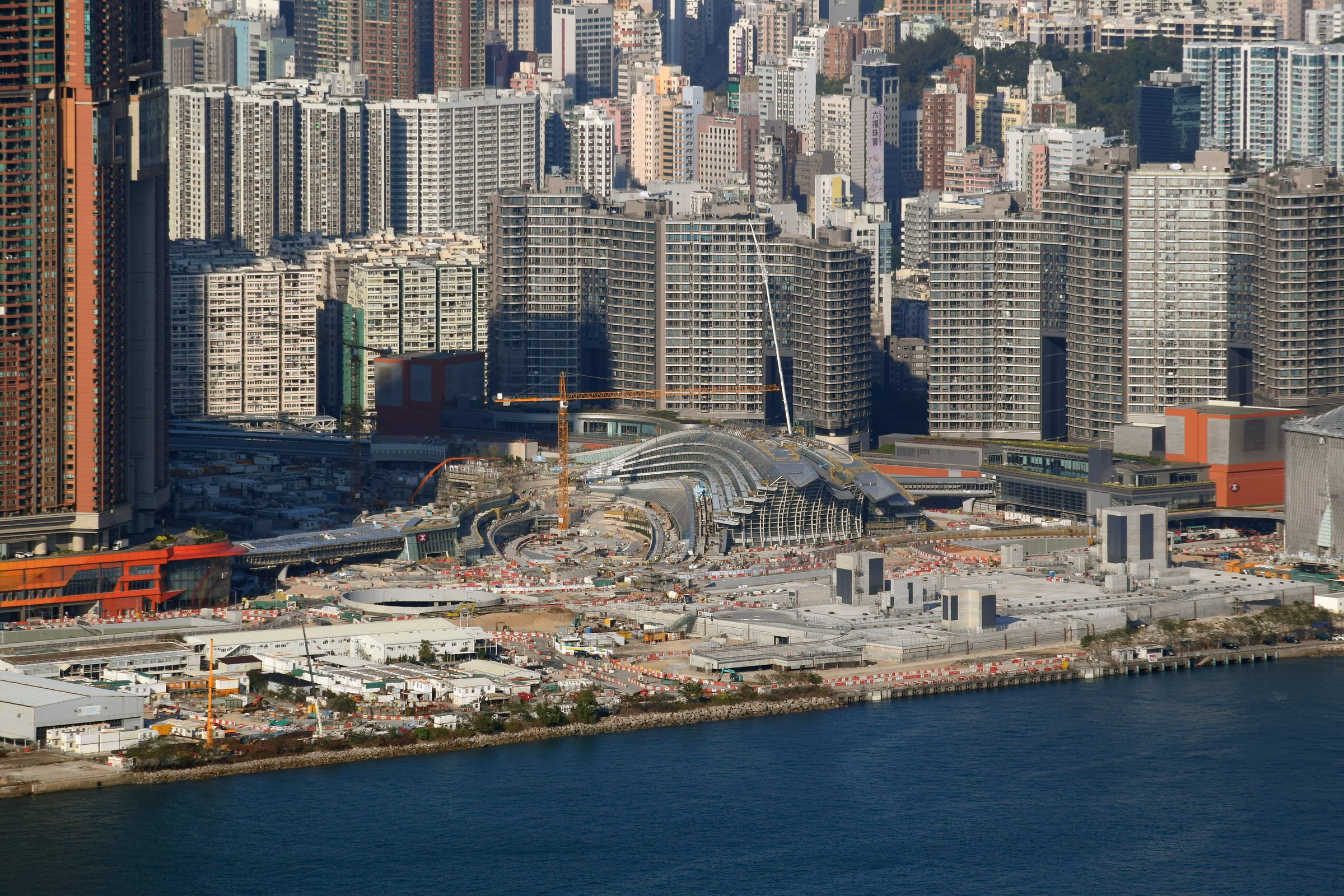
西九龍站工地（2018年1月）
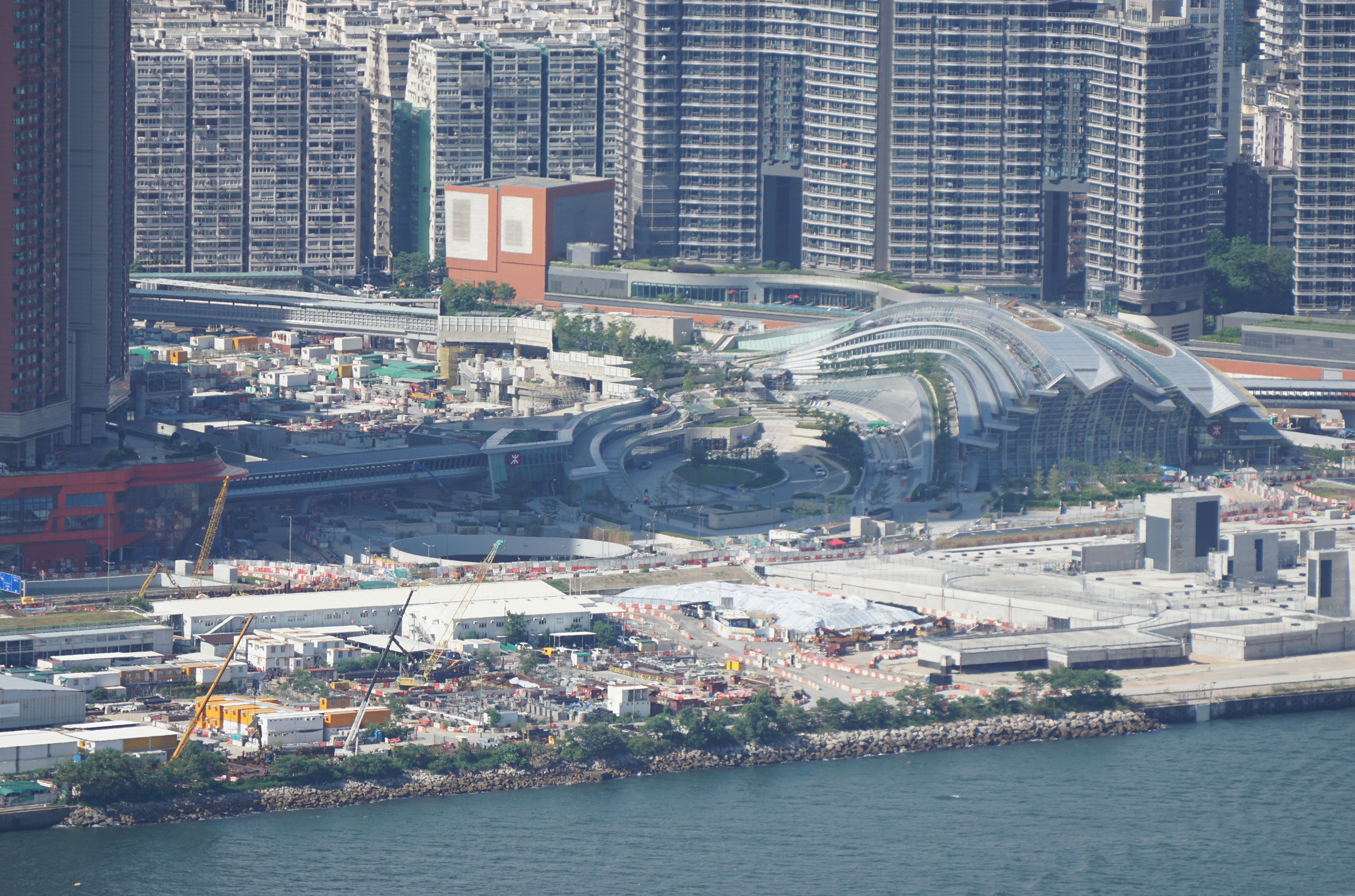
西九龍站工地（2018年7月）

## 爭議

### 工程超支滯後
早於2013年已有消息指出廣深港高速鐵路香港段工程延誤，惟港鐵一直否認，強調可以按照原定目標，於2015年竣工及通車。截至2015年3月底，高鐵香港段完成進度較預期滯後約5%，惡化到十分嚴峻的階段，路政署表示，對港鐵公司在2017年年底通車目標相當存疑，可能進一步延誤。
2015年11月30日，港鐵跟政府訂立封頂協議，高鐵工程造價以844億元封頂，日後再有超支由港鐵自行承擔。港鐵公司將在2016下半財年及2017下半年派發每股2.2港元特別股息，大股東香港政府將獲195億元，尚餘的62.5億元支付予港鐵小股東。
2015年12月運房局向立法會提交的文件顯示，若全面放棄高鐵項目，仍要花106億元去完成相關工程，包括一小段鐵路隧道、西九龍站餘下土木和結構工程及永久道路網，加上高鐵最初予港鐵公司的委託費（相等於造價）的650億元，即總費用756億元，還未計每年保養費1億元，保養已建的設施直至有新用途為止。運房局認為高鐵已完成75%，涉多個合約，終止就致失業，大量工程白費，亦失去高鐵原會帶來的效益，因此務必積極盡力按修訂時間表完成餘下工程。
2016年2月1日，港鐵舉行特別股東大會，發言的股東雖大多反對協議，批評港鐵「爛賭仔心態」，但大會終以99.83%贊成、0.16%反對，大比數通過高鐵封頂協議。
2016年2月2日，工務小組開6次會審議高鐵追加撥款仍未表決，運輸及房屋局局長張炳良表示，追加撥款逼在眉睫，決定繞過工務小組，直接交由財委會審理追加撥款申請。到3月11日，高鐵196億港元撥款申請在財務委員會主席陳鑑林「剪布」，在無記名投票下通過。負責建造高鐵的港鐵主席馬時亨，得知撥款獲通過後表示，原本港鐵計畫3月14日提交停工計劃，現在他很高興看到高鐵196億撥款通過。港鐵行政總裁梁國權對立法會批出撥款感到高興，多謝立法會議員支持。時任香港中文大學地理及資源管理學系城市研究課程副教授姚松炎認為中國經濟增長在未來會向下調，高鐵未來50年都無法收回建築成本，須由公帑補貼。车站最终于2018年上半年竣工。

### 工程质量问题
2018年4月15日晚上6點，西九龍站地下一層售票大堂附近假天花有水滲出。事件到5月末才曝光，港鐵經調查後發現因地面仍進行電綫安裝工程，雨水經電綫穿牆孔連接的電綫槽流入車站下層，事後已將電綫穿牆孔封好，對車站設施並無影響。2018年8月13日，《香港01》公開的照片顯示西九龍站連接隧道（南）段，於5月至6月時地面有多處水迹，旁邊牆壁亦見滲水情況，惟港鐵一直未有向公眾交代事件。港鐵回應查詢時指工程技術上難以達致百份百防水，無否認有滲水。
2018年9月9日，傳真社報道，港鐵圓方商場和漾日居懷疑受高鐵西九龍站工程影響，出現局部沉降，其中漾日居基座的公共運輸交匯處外牆有十多塊雲石斷裂，其中一處下陷深度逾200毫米。巴士總站連翔道出口牆腳亦有多塊雲石斷裂，牆身亦見裂紋。有商舖職員稱，店內工作人員休息室地面及牆身早在2015年開始出現裂紋，有店舖受裂紋影響不能落閘。港鐵及路政署稱沉降數值未達停工標準，未有提供沉降確實數據。
2018年9月24日適逢下雨天，車站天幕下多處地方出現滴水情況，港鐵安排水桶盛載。由於天幕下面部分空間為西九龍站內地口岸區，維修工程或會涉及不少問題，包括發生意外時產生的救援、法律及索償問題。
2018年11月1日下午2時半左右，停車場內一輛貨車撞毀消防花灑，引致地下、B1、B2層受到影響，其中B2層美食廣場需暫停開放，工人忙於清理積水。

### 设计问题
2017年7月，私人屋苑漾日居有住戶投訴西九龍站的玻璃天幕反射太陽光至單位內，在正午12時至下午1時半反光最為強烈。屋苑業主立案法團曾去信環境保護署及港鐵反映，但對方未有正視問題。區議員批評政府相關部門監管不力，並提出動議，強烈譴責港鐵忽視問題，亦未有採取任何補救措施。動議最終獲23票贊成，兩票棄權，在沒有反對票下獲通過。港鐵表示考慮在天幕屋頂種植5至7米高的植物，希望以此減低「反光問題」。
2018年9月3日，《香港01》取得2011年西九龍站的設計圖則，發現B4層的月台層下方有B5層，作支援車站維修及消防緊急通道，為港鐵管轄，不屬於內地口岸區域，不過政府過往的文件從未交代，立法會議員批評港鐵和政府應該開誠布公交代。運輸及房屋局在9月6日深夜發表新聞稿回應，除近日被媒體揭發的「B5」層外，還有「B1M」、「B2H」、「B3M/B3H」及「B4M」四層。當局稱除獲港鐵公司授權進入後勤用地作業的相關人員，或發生緊急事故外，任何人士均不准進入後勤用地。後勤用地設有閉路電視及警報系統等保安設施，並有明顯標示警告，防止未獲授權人士進入。
2018年9月27日晚上，公民黨立法會議員譚文豪在其個人Facebook引述高鐵內部消息指，一列復興號CR400BF-A型动车组於9月26日上午10時45分駛進8號月台時，因月台跟列車的空隙太窄，導致車門無法正常開啟，最終更要轉去其他月台，其後港鐵回應指已規定同型號列車暫停使用8號月台。

### 运营问题
2018年9月11日，香港媒體報道车站内及港铁担当列車车厢内雖提供免費無線上網服务，但内地网络服務供應商京信通信在验证页面的「個人信息收集聲明」中表示，收集到的個人資料，包括收集用戶的姓名、電話、電郵、到訪的網站等数据會受到中華人民共和國政府有关部门及其認可機構的监管，以防止或偵破罪案。有市民表示不會使用有關服務，涂謹申認為安排不合理。港鐵次日回應指收集聲明寫得不清晰，乘客在车站香港口岸区和在香港范围的高铁列车上使用WiFi服务时会受到香港法律管辖，稱相关资料不会转交给内地。陈帆指在香港范围内使用WiFi服务时收集到的资料不会转交他人，认为「聲明」表达不清晰。到9月13日服務條款已被更改，刪除了用戶資料被轉讓的條文，但加入用戶資料可被轉讓予「港鐵公司以作統計、分析及研究用途」。

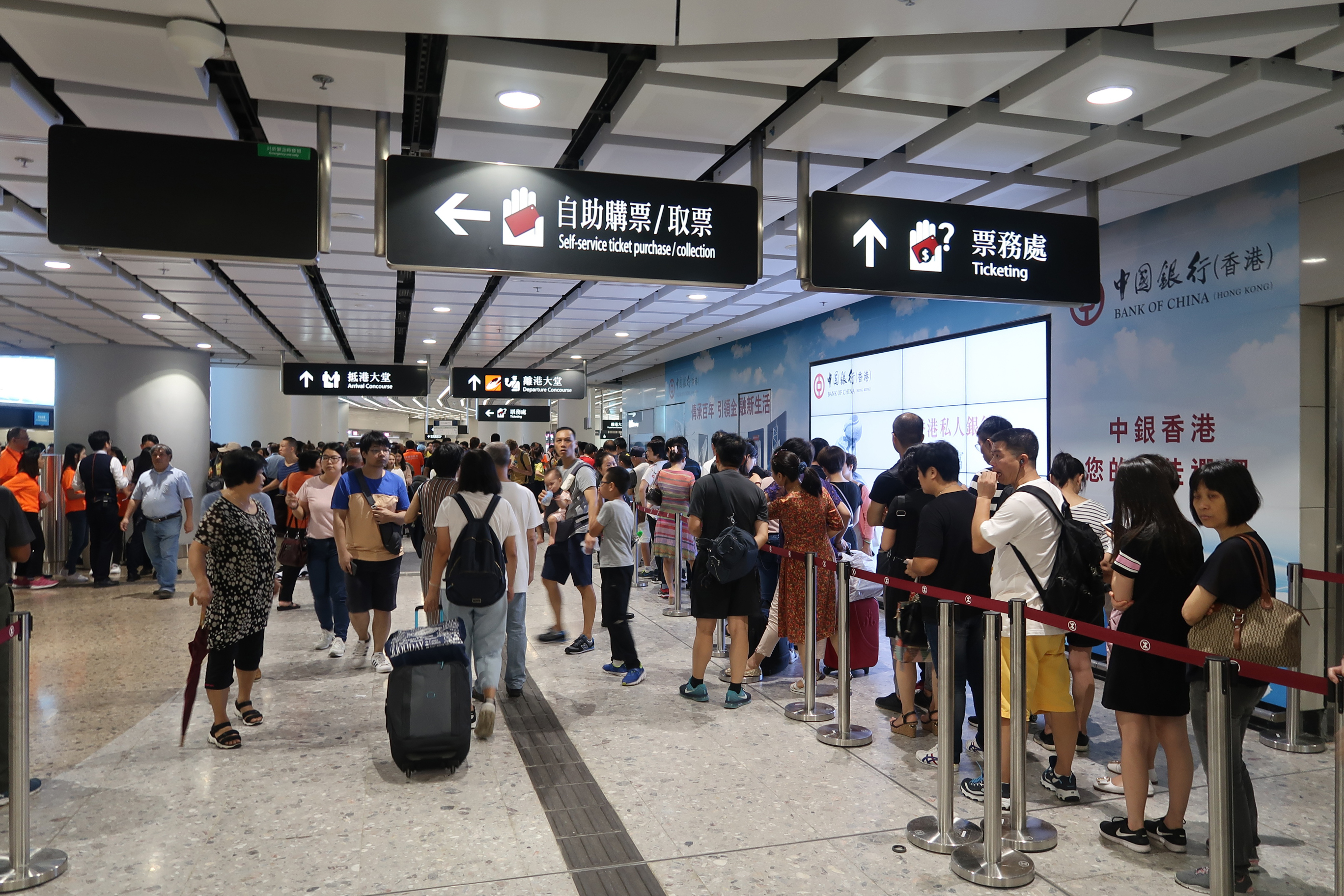
2018年9月23日，大量在內地12306網上購票的乘客排隊取票

2018年9月23日車站首日運作，大量在內地12306網上購票的乘客，到車站1-5號窗排隊取票，高峰時挤滿離境大堂，有乘客表示排隊1.5小時仍未成功取票。為免影響乘客乘車，港鐵臨時安排人手，檢查乘客訂票資料後容許他們無票即可入閘，但由於輪候人士太多，港鐵一度只容許當班列車乘客進入，令不少下班列車乘客聚集，阻塞通道。亦有乘客無法以回鄉證在自助售票機購票，最後需到售票處輪候，費時失事。
此外，有遊客批評港鐵對行李規限執法過嚴，比內地鐵路站和香港國際機場要求更高，深感不滿。其他批評包括港鐵臨時更改上車閘口、月台層候車指示不清晰以及閘機未能讀取車票等。特首林鄭月娥呼籲市民包容。港鐵車務總監劉天成稱首日車務運作整體暢順，但需時磨合，公司會檢視及改善。首发日有多班列車因不同原因出現延誤。在早上11點广州南站附近线路電力裝置不穩定，一度有列車停駛10分鐘，导致車內冷氣熄滅、部分燈亦關上。

### 反修例示威期間事件
2019年香港发生反對逃犯條例修訂草案運動，若當日的游行经过车站附近时，車站会只限持有當日高鐵車票或購票憑證，並持有有效旅行證件之乘客才能進入西九龍站，同時要求旅客於指定出入口進站或離站。最壞情況或將會封閉整個車站。
2019年10月6日起，受反修例運動影響，港鐵將站外屬公共空間的「綠化空間」近一半範圍用水馬及鐵欄等圍封，並派駐大批保安員駐守，而「天空走廊」及觀景台也封閉，有關安排違反與政府簽訂的契據條款。地政總署曾於2020年1月6日派員到西九龍站視察，發現公眾休憩用地及公眾通道被鐵欄圍封，要求港鐵交代。港鐵表示因安全考慮，同警方協商後而決定封閉上述範圍，其後於1月15日重新對外開放，而天空走廊及觀景台有軍裝警員巡邏。
7月7日

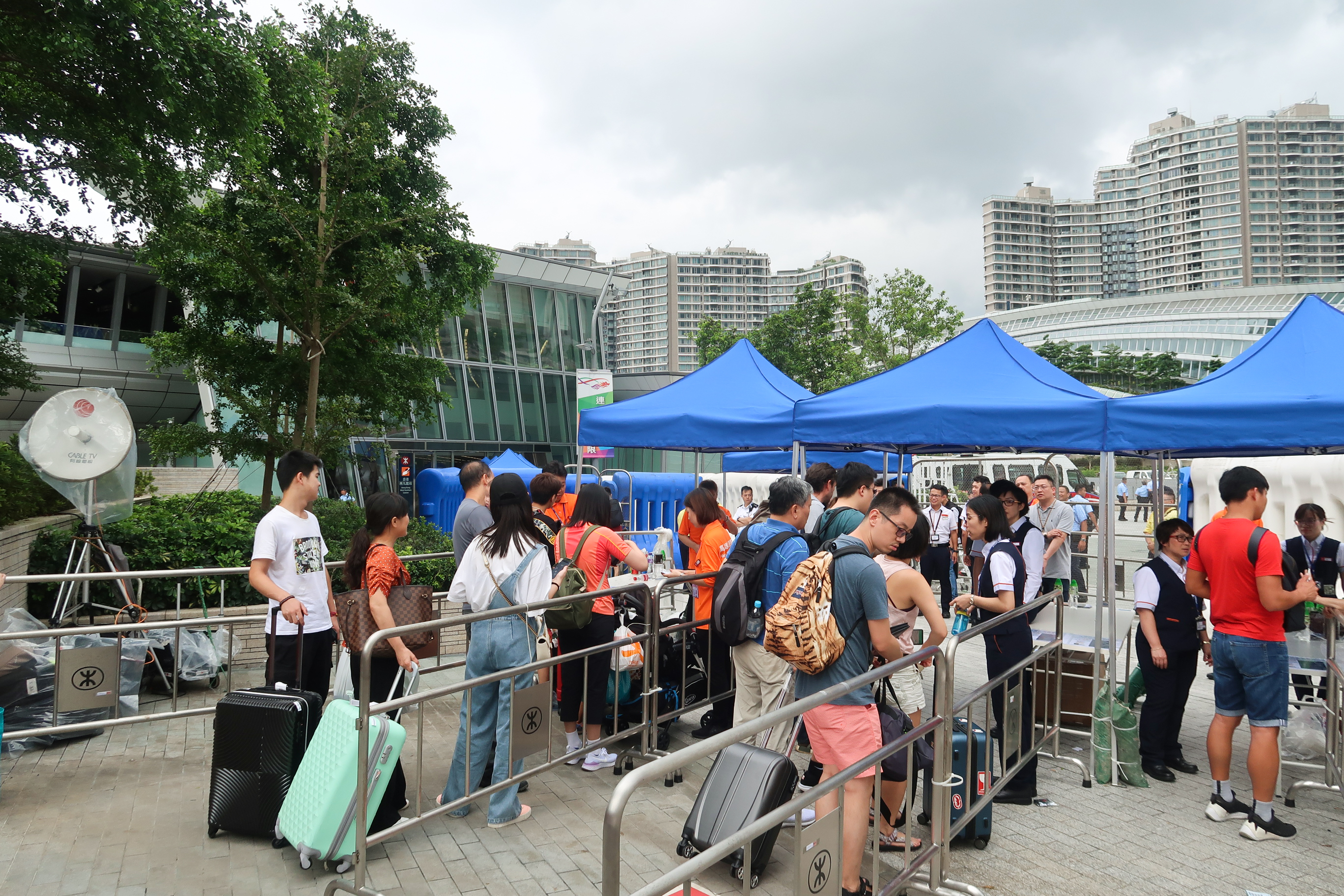
港鐵職員在香港西九龍站D出口設置臨時檢查站

为應对2019年7月7日反對逃犯條例修訂草案遊行所致的安全風險。7月6日，港鐵宣佈當日只限持有當日高鐵車票或購票憑證，並持有有效旅行證件之乘客才能進入西九龍站，同時要求離境旅客於D入口進站，入境旅客則須以K出口離站。車站內之即場售票服務、餐飲服務、部份商店、停車場、車輛落客區及的士站亦暫停服務、而站內之手推車亦被移離。而港鐵及大陆鐵路部門亦限制出售當日往來香港西九龍站之高鐵車票，又呼籲乘客改乘東鐵綫或紅磡站之城際直通車往來中國大陆。車站運作於翌日復常。
警方表示派出2000警力應對，大批警員凌晨4時許在西九龍站一帶進行嚴密佈防，包括設置大型水馬包圍西九龍站入口和廣場，並封閉附近行人天橋。大堂內有數十名警員駐守，並手持警棍和胡椒噴霧戒備。現場亦有多名特別戰術小隊成員。站內保安指上司有命令為由，要求遊客和記者不可拍照。而落客區和車站停車場入口亦停泊多部警車。有媒體在站內採訪後亦被港鐵職員驅逐離開。其後有多名記者在港鐵傳媒WhatsApp群組追問港鐵，但未獲回覆。香港記者協會批評港鐵做法嚴重削弱公眾知情權。港鐵其後澄清，指「是和相關政府部門商討後的結果，拒絕承認或否認安排是否由警方提出。」，警方表示「絕對沒有要求或建議港鐵拒絕記者進入西九龍站採訪，對記協指控表示極度失望及遺憾。」
下午約3時，一名自稱在車站B2層工作的男職員，以戴口罩、連帽和黑色外套的服飾進入車站後，展示「香港撐住」的海報。大批港鐵職員及警員大為緊張，警員把他帶到B2層洗手間門口進行搜身。下午約4時，一名戴口罩、穿黑衣的示威者以乘客身份成功進入車站後，除展示「香港撐住」海報外，亦高呼「反送中」、「我要真普選」、「撤回6.12暴動定義」等口號，警員一直跟隨拍攝，並同港鐵人員一度包圍該名示威者，該名示威者最後由港鐵職員及警方陪同下離開車站。

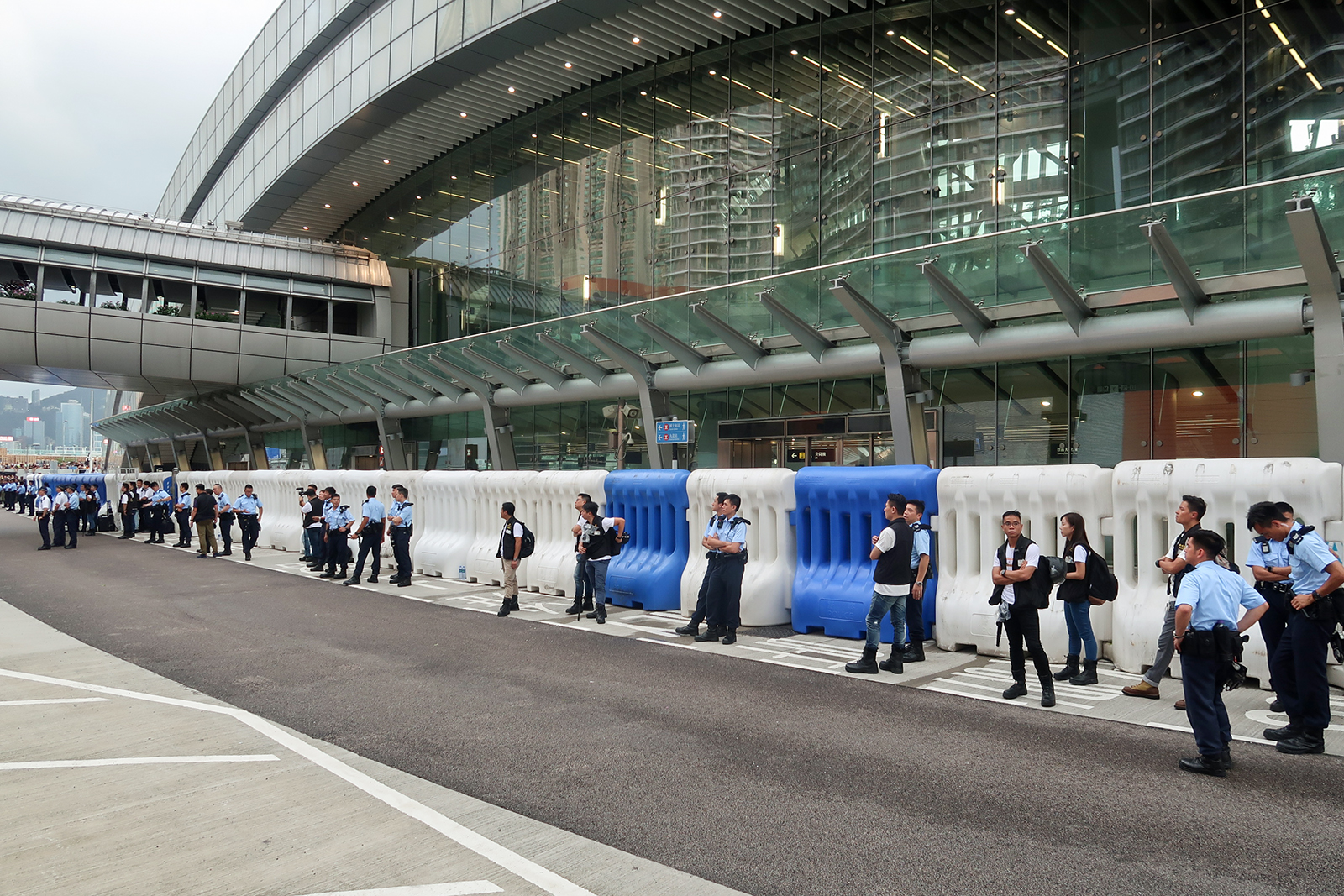
西九龍站設大型水馬包圍，多名警員在外圍戒備
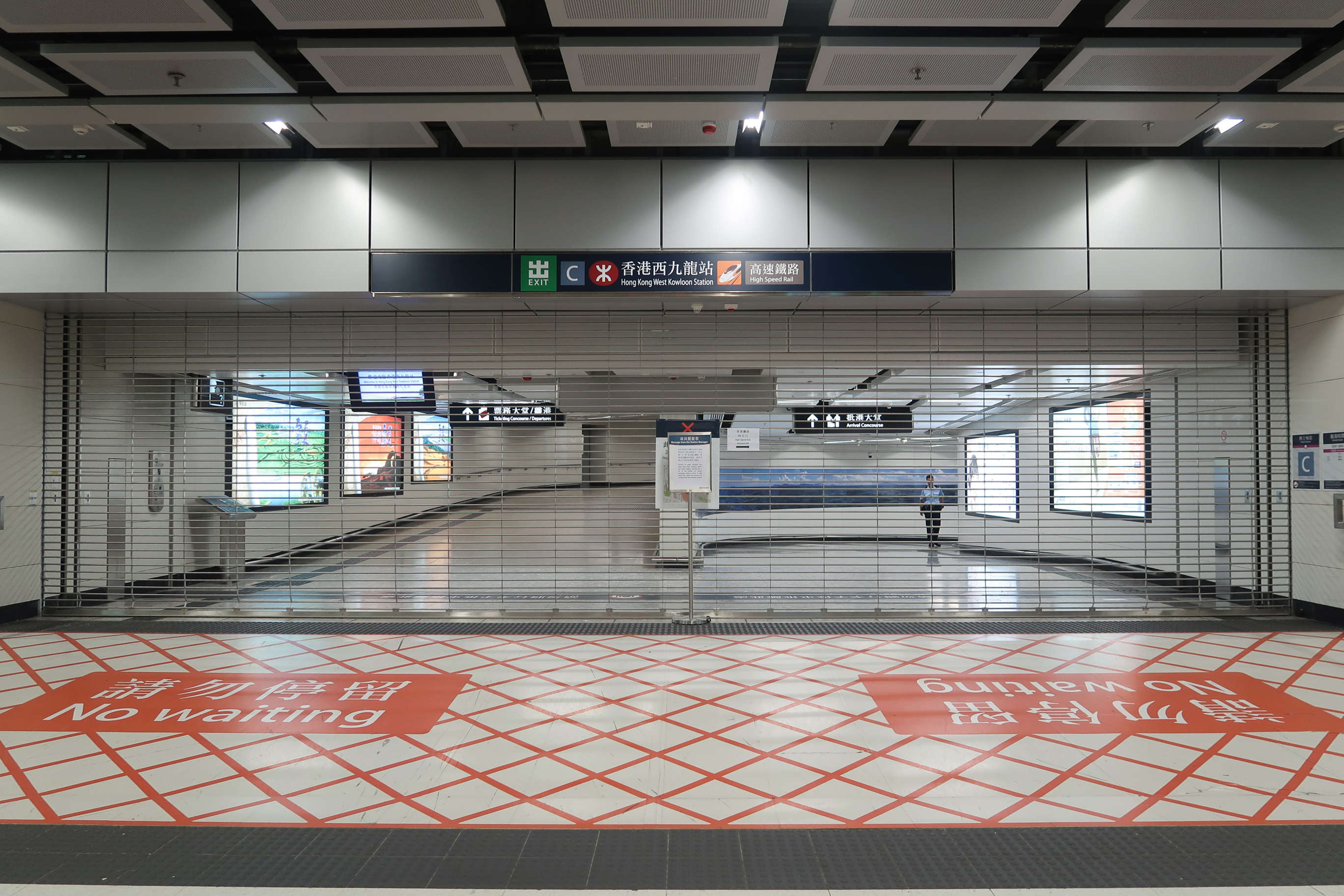
柯士甸站C出口封閉
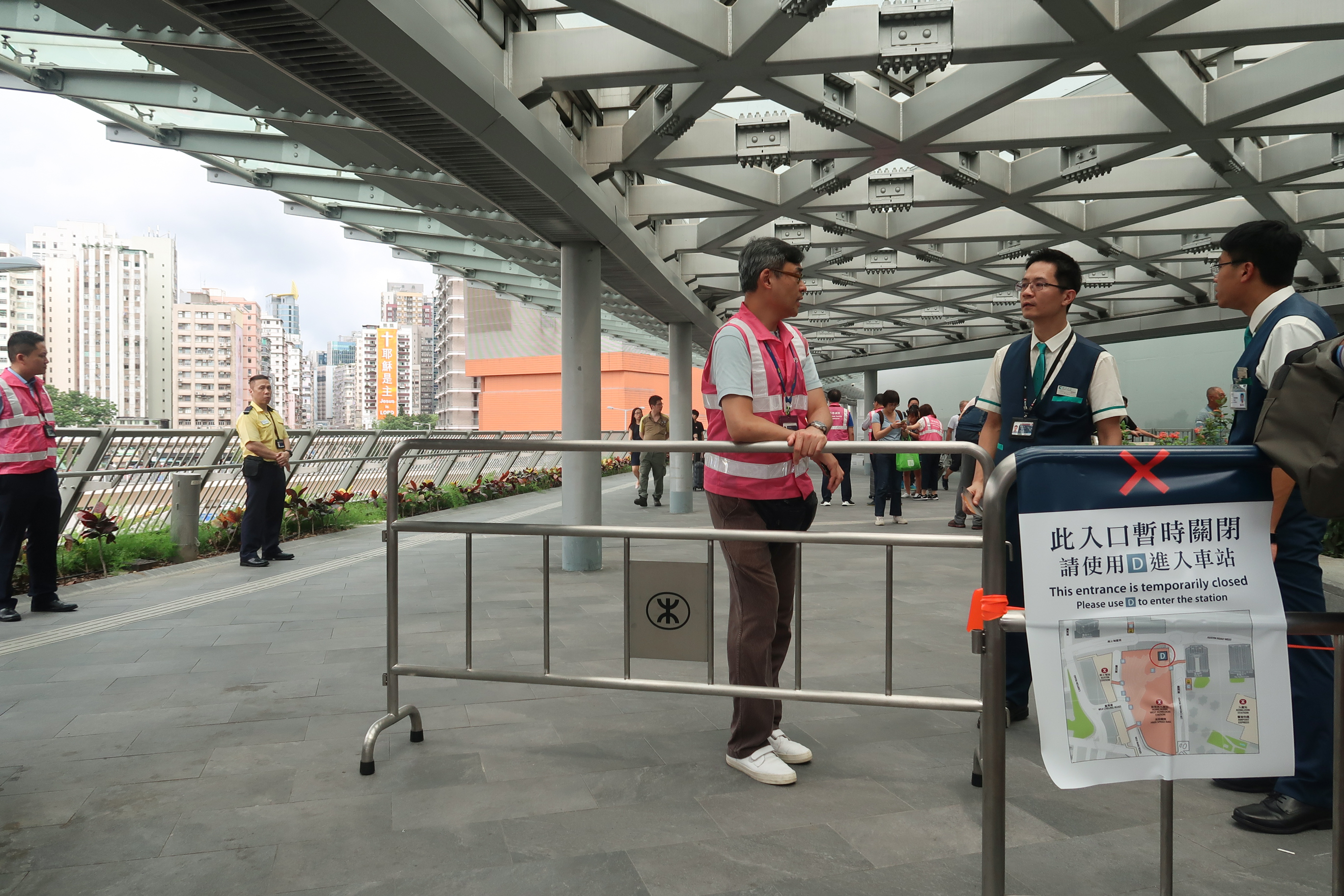
入境旅客須以K出口離站

10月20日
民間人權陣線發起10月20日在九龍區遊行，路線由尖沙咀梳士巴利花園至高鐵西九龍站，民陣于10月14日向警方「入紙」申請遊行，惟警方于游行前两日（10月18日）發反對通知書，随后民陣提出上訴後被駁回。为避免突发状况，车站游行前保安布防明顯加強，包括封閉三個地面出入口、圍封綠化空間防止出入、外圍有大型水馬重重包圍、加強保安巡視等，游行当日更派出水炮车戒备。港铁宣布当日實施客流管理措施，乘客只可使用D入口進站；出站則使用K出口。其他車站出入口、停車場、落客區及的士站亦會由車站開始運作起全日關閉。同时車站不設現場售票，網上系統、熱綫電話及指定代理將於中午12時起暫停售賣當天往返香港的車票。由於信號故障，游行当日港铁取消部分往來香港西九龍站的列車車次。
郑文杰事件
2019年8月8日，任職英國駐港總領事館貿易投資相關工作的香港人鄭文傑，晚上10時許從深圳乘坐高鐵回港期間與家人和女友失去聯絡，在西九龍站內地口岸區被捕。鄭文傑失去聯絡超過10日後，事件才被《香港01》獨家報道。英國外交部表示極度關注員工被拘留事件，會盡力協助其家屬。香港入境處回覆媒體時表示已透過特區政府駐粵經濟貿易辦事處跟進事件，並按當事人家屬的意願提供適切的協助及意見但未有證實事件。8月21日中國外交部證實鄭文傑因違反《中華人民共和國治安管理處罰法》第六十六條規定，即賣淫嫖娼，被深圳警方行政拘留15日。家人表示未能夠得知他被關押何處及因何事而被關押，同時稱律師連續數天曾赴內地多間拘留所，但一直未有下聞，質疑當局阻礙鄭氏和律師見面。

## 歷史

### 車站啟用前

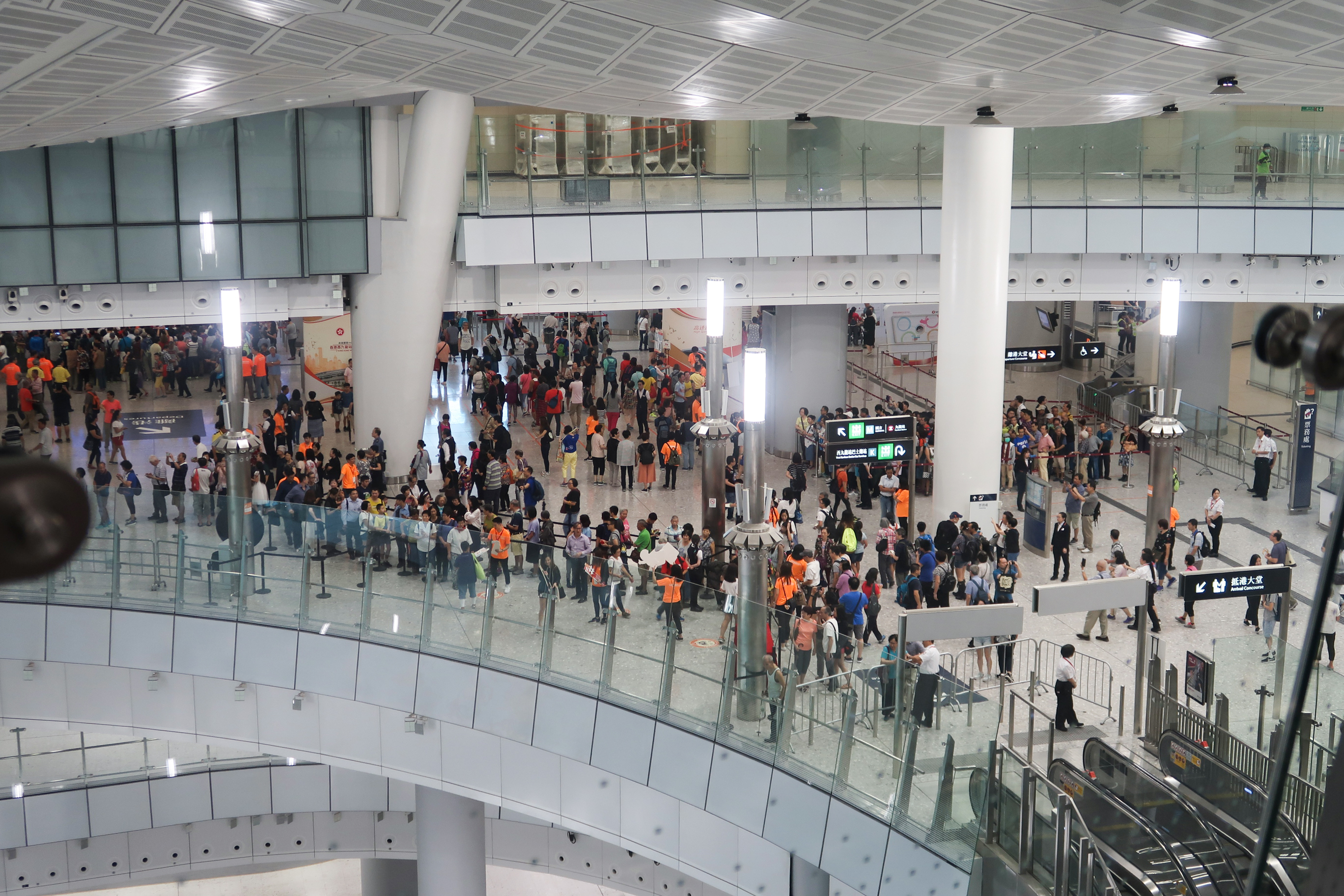
2018年9月1至2日，西九龍站首次舉行開放日

2018年4月1日港鐵為高鐵試行營運，但未有安排傳媒拍攝或採訪。無綫新聞在早上8時許在月台逗留大約一小時，並拍到月台層情況。港鐵表示正在調查早上有人擅闖高鐵西九龍站工地事件，未來會加強工地保安。
2018年6月23日下午，港鐵安排600名員工扮演乘客在站內進行壓力測試及人流控制的處理乘車演練，模擬入閘至月台到上高鐵的過程，演練約3小時。不過除港鐵批准人士外，其餘參加者均禁止拍攝。
2018年9月1至2日，西九龍站首次舉行開放日，8月25日港鐵在6個地點派出2萬張入場券，2個半小時內已派發完畢。有炒家將免費的門票放上網站出售。入場的市民經安檢後可參觀B1層、地面層和1樓部分空間，惟月台、列車，以及香港和內地口岸區未有開放，港鐵在站內設置攤位遊戲、展板及攝影區等。不過由於參觀人數眾多，故每等候多時。「旺角鳩嗚團」以及受高鐵工程影響的元朗圍仔村村民到場抗議。

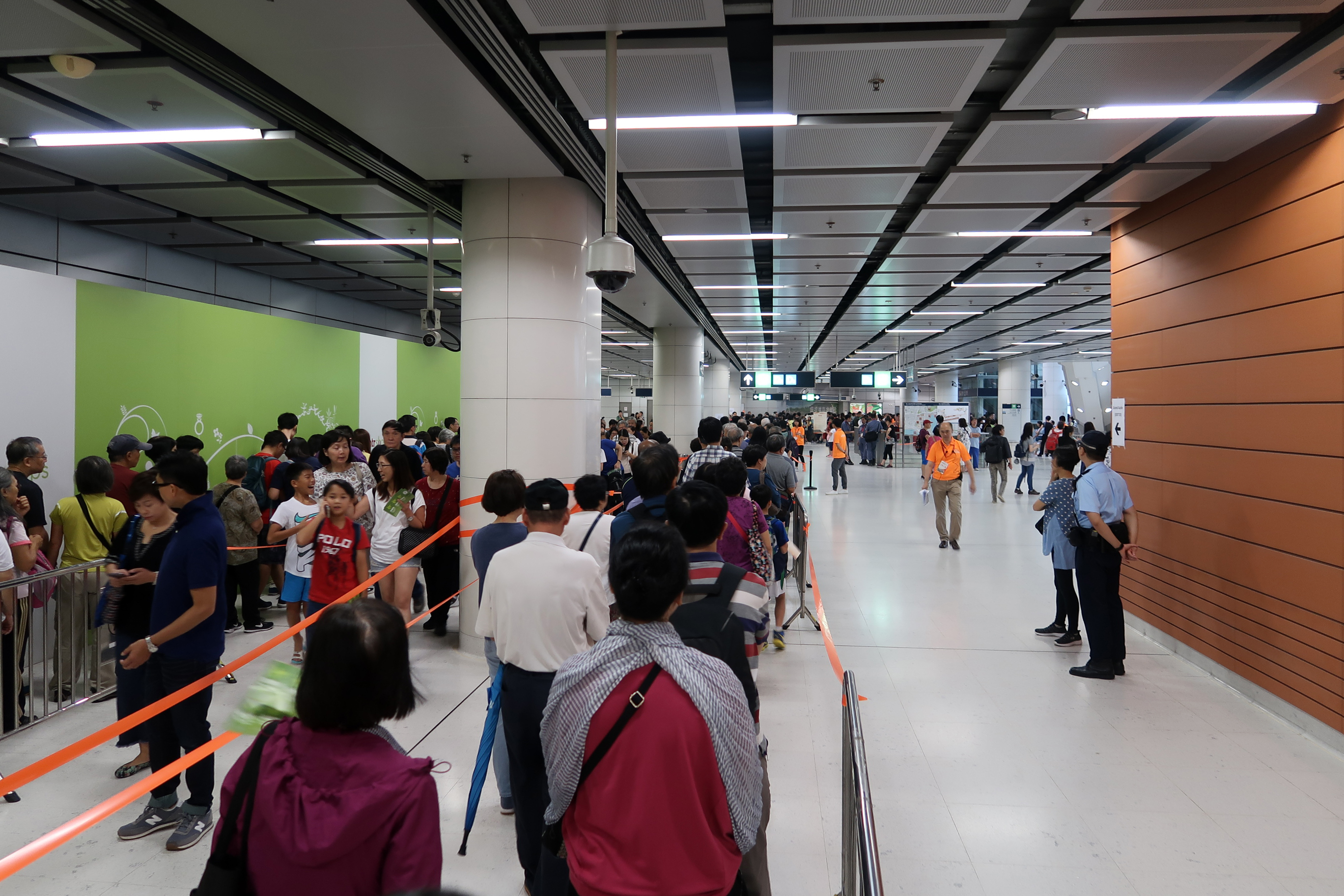
市民到柯士甸站排隊，輪候入場參觀
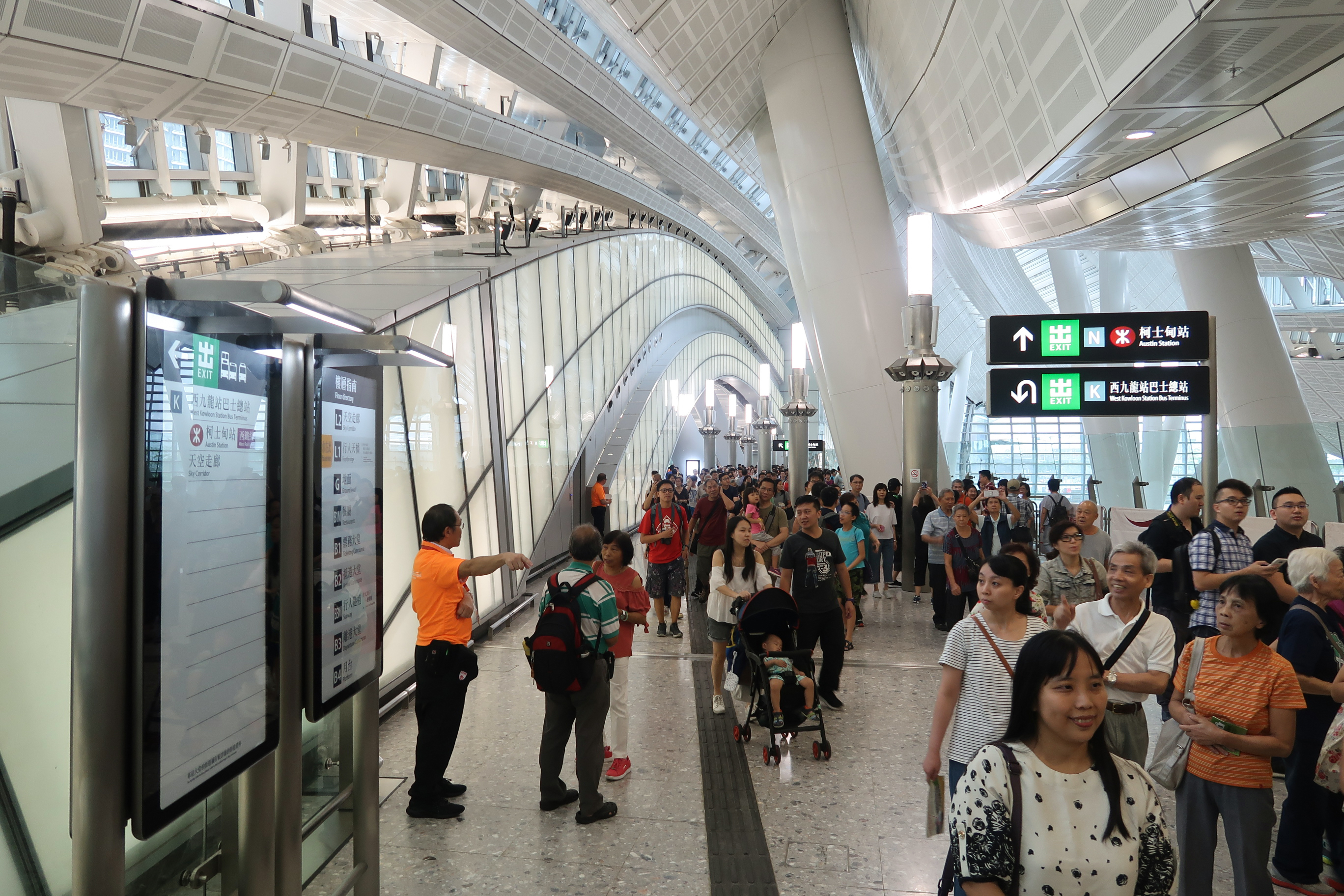
入場的市民參觀1樓東面
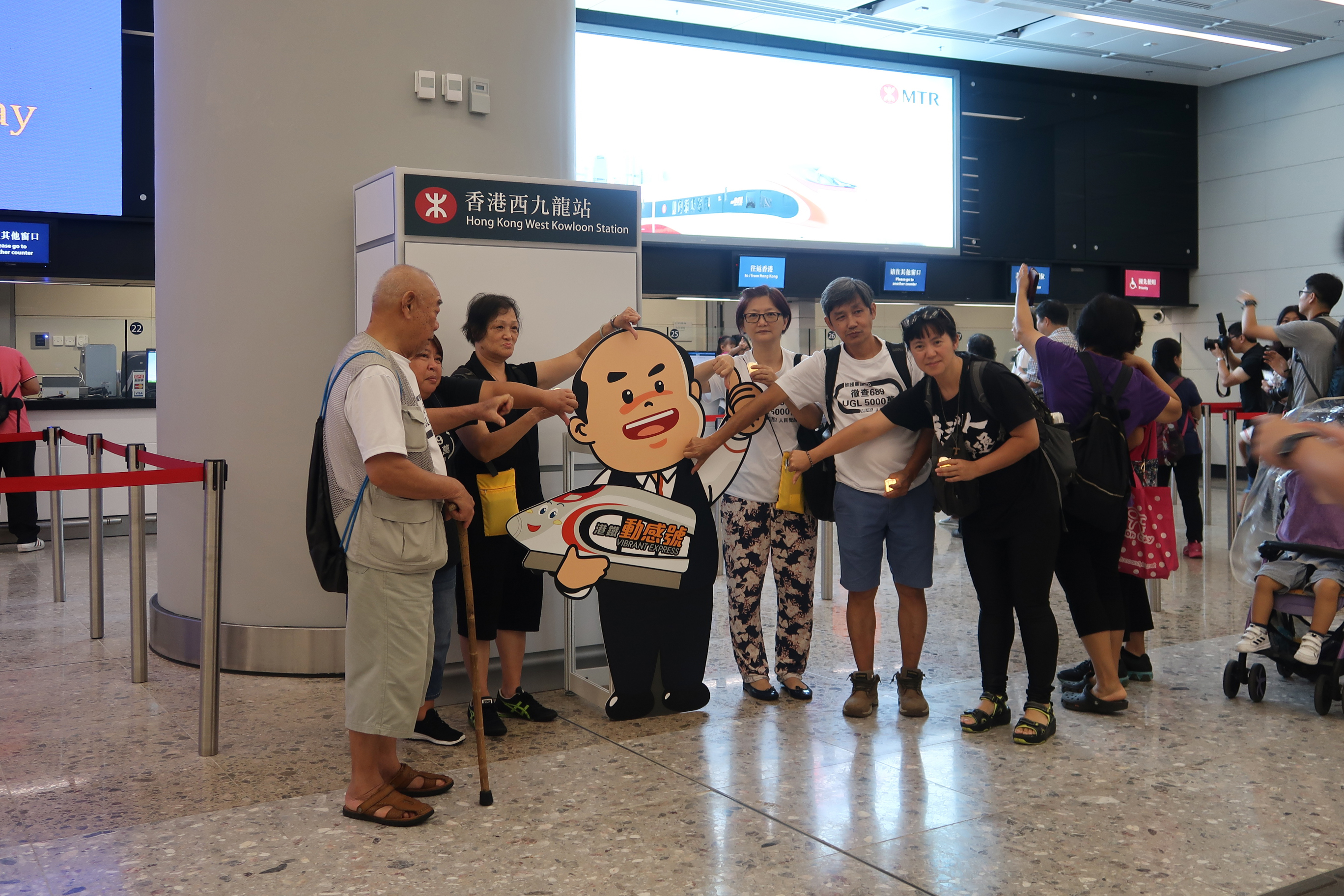
「旺角鳩嗚團」的人士到場抗議

2018年9月20日，內地傳媒獲邀參觀和拍攝採訪西九龍站內地口岸區，指各機構及人員都做好準備。
2018年9月22日，广深港高铁香港段开通仪式在香港西九龙站举行，逾400名嘉賓出席，香港特別行政區行政長官林鄭月娥、廣東省省長馬興瑞、港鐵主席馬時亨及中國鐵路總公司總經理陸東福致詞，並進行揭牌儀式，港鐵於儀式過後以「動感號高速動車組」列車接載嘉賓前往廣州南站。与此同时，多个团体在西九龙站外示威，就高铁项目的超支、效益和一地两检争议表达不满。

### 車站啟用後
2018年9月23日启用当日，首班列車為「動感號高速動車組」開往深圳北站的G5736次，早上7:00分開出，19分钟后抵達深圳北站；而第一班長途列車為使用16节復興號CR400AF型電力動車組编组，開往北京西站的G80次，車程9小時，上午8:00發車，下午5時到達北京西站。同时，港铁及香港旅游发展局在启用当日向乘车的旅客发放礼品。
2018年10月12日，4名內地人在站內的美食廣場持虛假身份證明文件申請工作。警方以涉嫌「行使虛假身份證明文件」及「違反逗留條件」拘捕，年齡介乎23至55歲。
2018年10月27日，一名龍姓香港永久性居民乘坐廣深港高鐵到香港，在西九龍站內地口岸區辦理出境手續時被攔截，邊檢人員通知深圳南山法院人員到站內把他帶到深圳的法院，該人涉及內地房產買賣爭拗並且未有履行法院判令。2018年10月31日早上約9時，車站票務系統發生故障，一度以人手售票和發車票給乘客，有市民因而放棄購票和改坐巴士到深圳取票。直至10時15分回復正常。
2018年12月13日，《南方都市報》報道一名鄒姓男子乘坐廣深港高鐵到香港，在西九龍站內地口岸區辦理出境手續時被攔截，邊檢人員通知深圳龍崗法院人員到站內把他帶走。該男子涉嫌不履行法院判決，但未有交代案件細節，其後達成和解。公民黨立法會議員楊岳橋認為，香港人只能從內地傳媒報道才得知事件，反映《一地兩檢》條例不透明。
2019年1月7日，多個媒體報道一名23歲月台女助理於1月4日報案，指在2018年12月至1月分別在香港和內地口岸區遭一名中年男子非禮，香港警方於同日在站內香港口岸區拘捕涉嫌非禮男子。而事主報稱在內地口岸區被非禮一案則列作境外罪案，香港警方建議她向內地執法部門報案。立法會議員譚文豪批評事件突顯一地兩檢漏洞，並質疑兩地執法部門協作機制失效，擔心日後港人在內地口岸區會失去保障，遇事會求助無門。
2019年3月末，车站日常管理服務承辦商國際永勝以「計劃重整人手為由」合併多個職位。除非員工重新簽約，否則將會於同年4月被解僱。有職員透露估計至今已解僱過百名員工，而裁員以保安和車站助理為主，但裁員原因並無準則，並沒有任何合理解釋，而承辦商指的合併職位只是假象。有員工感到怒不敢言，同事之間士氣低落港鐵回應媒體時指「一直與服務承辦商保持緊密聯繫，過程中亦必須遵守僱傭條例的要求」。工聯會香港鐵路工會聯合會已去信港鐵行政總裁梁國權表達不滿，要求承辦商立即停止解僱行動，同時撤回已發出的解僱通知。不排除會發起工業行動。事件起因疑港鐵公司在車站啟用初期要求承辦商聘用較多人手以確保車站運作暢順及應付突發事件，運作暢順後認為不需要繼續聘用這麼多的人手，以減省開支。2019年3月28日，站內發生兩宗員工企圖自殺事件，以表達被车站日常管理服務承辦商解僱的不滿。早上9時許，一名40歲女車站助理，因拒絕轉職而被解僱感到不開心，企圖由站內高處企圖自殺，警方到場游說後，女子被送院治理。晚上7時許，46歲女月台助理在內地口岸區的月台值勤期間跌落路軌，其他月台職員隨即按下緊急按鈕以阻止列車進入車站，並報警求助，同時通報香港及內地相關部門。該名女子手腳擦傷需送院治理。事後港鐵要求其他外判員离开月台并收走其禁區證，避免他们繼續於禁區月台當值。

#### 傳入首宗確診個案及關閉車站
雖然自2019冠状病毒病於2019年12月在中國多個省市大規模爆發後，乘坐客機飛抵香港國際機場的旅客除了要量體溫，還要填寫健康申報表。但在西九龍站的高鐵入境旅客卻只需量體溫，不用填健康申報表，西九龍站因而成為病毒輸入香港境內的高危地點，終在2020年1月23日有一名從武漢乘高鐵經深圳北站來港的39歲內地男乘客在西九龍站入境時被發現有病徵，經檢驗後在香港確診，拉開新型冠狀病毒香港疫情序幕。該名在行程中已出現發燒及鼻塞病徵的中國內地男子於1月21日中午先乘坐G1015車次由武漢站出發往深圳北站，再轉乘G5607車次於1月21日晚上7時54分抵達西九龍站，他在入境時被西九龍站衛生署港口衛生處的人員發現發燒及來自武漢，因而被送往伊利沙伯醫院接受檢驗，他在1月22日的兩次檢測結果均呈現陽性反應，衛生防護中心於1月23日宣布首宗確診個案經高鐵西九龍站傳入香港境內。
2020年1月23日，新民主同盟約10人在站外舉起橫額，高叫口號要求立即停駛高鐵及封閉西九站。港鐵派代表到場接信，多名防暴警員在西九站對面的戲曲中心和柯士甸站戒備。
2020年1月28日，因應2019冠狀病毒病香港疫情惡化，政府公佈於1月30日凌晨封站措施。而港鐵增派保安及職員在高鐵西九龍站出入口檢查車票，只有持有效車票的人士才能入站。而出入口長期有警員戒備，站內美食廣場食肆已經暫停營業。離境閘口在1月29日晚上10時35分關閉，到1月30日凌晨起關閉車站。

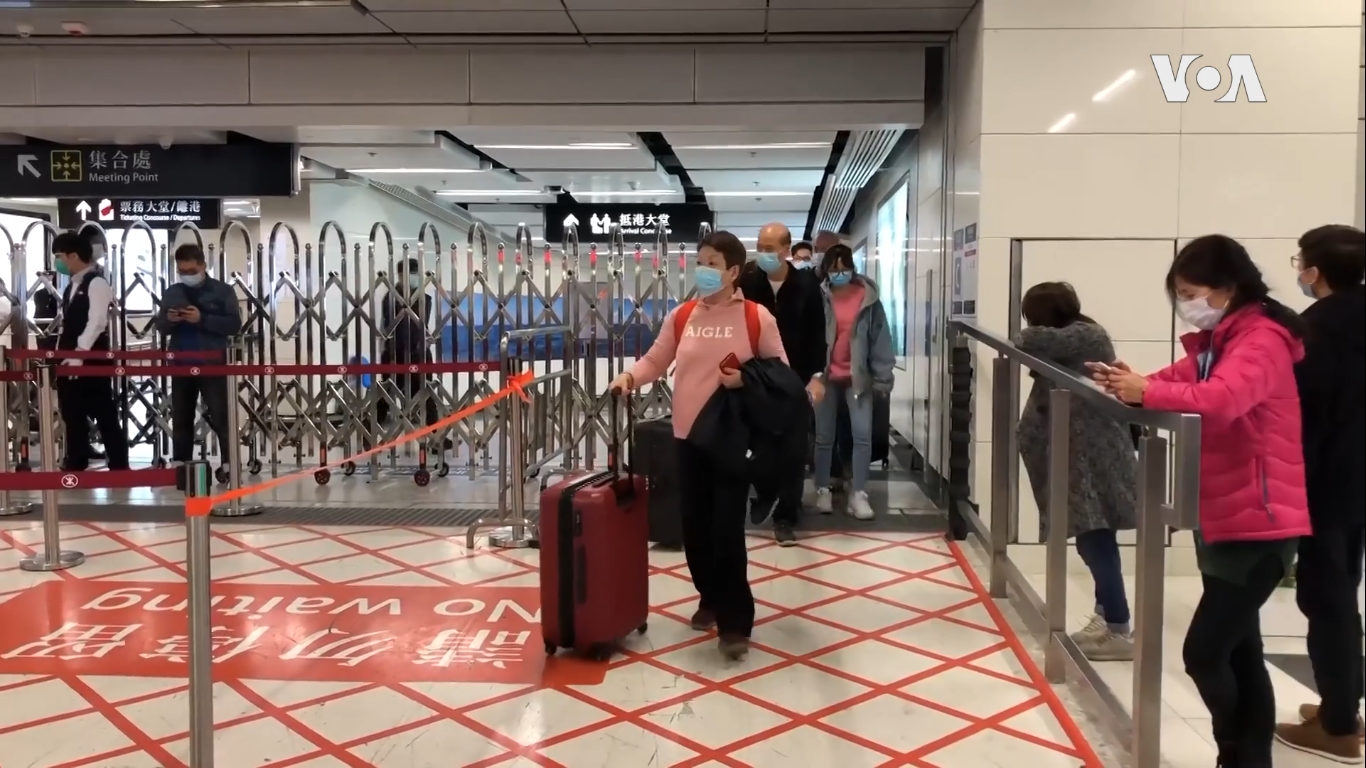
政府公布封站措施後，港鐵增派保安及職員在高铁西九龙站出入口檢查車票，只有持有效車票的人士才能入站
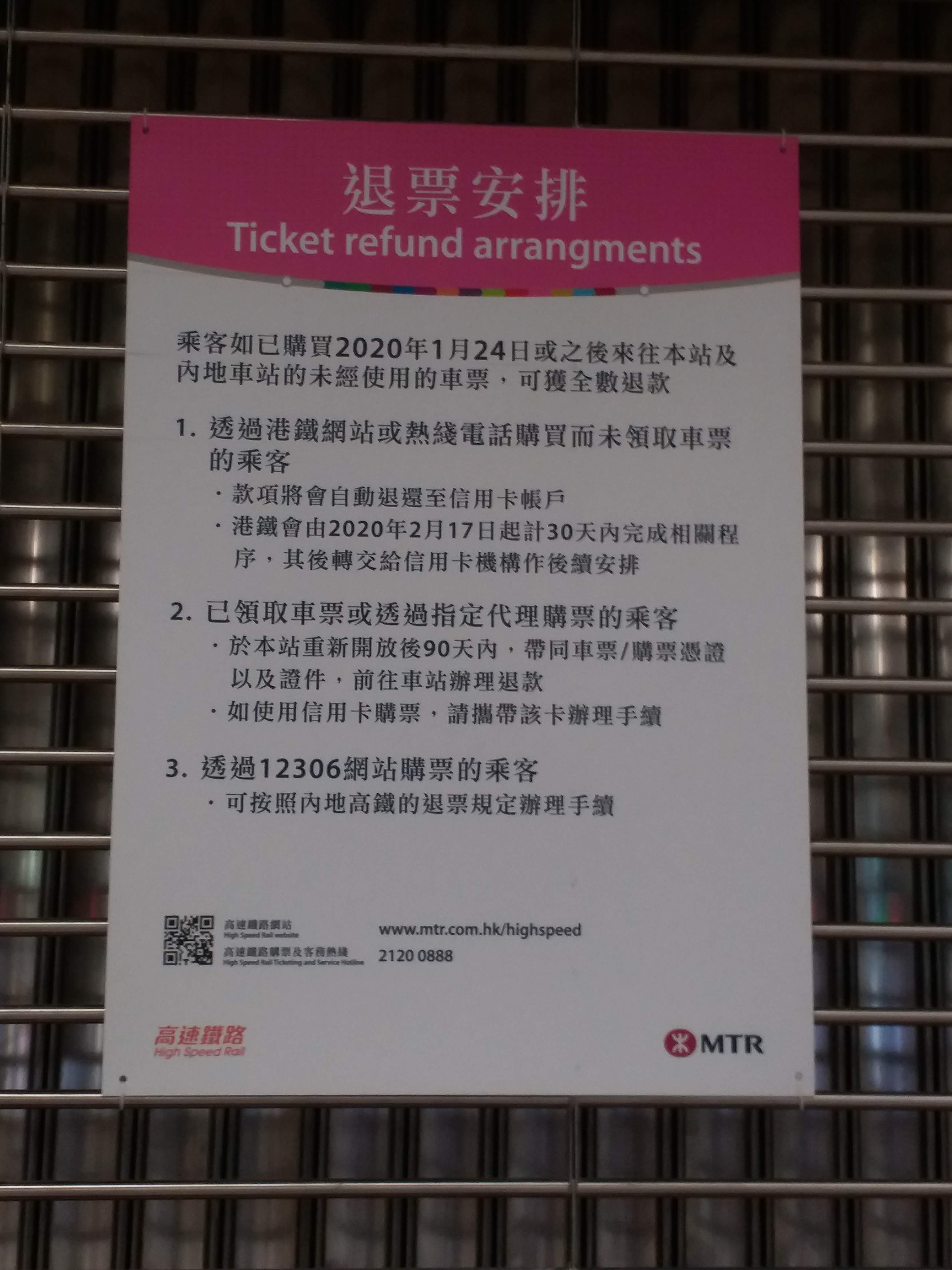
政府公布封站措施後，港鐵採取的退票安排的告示
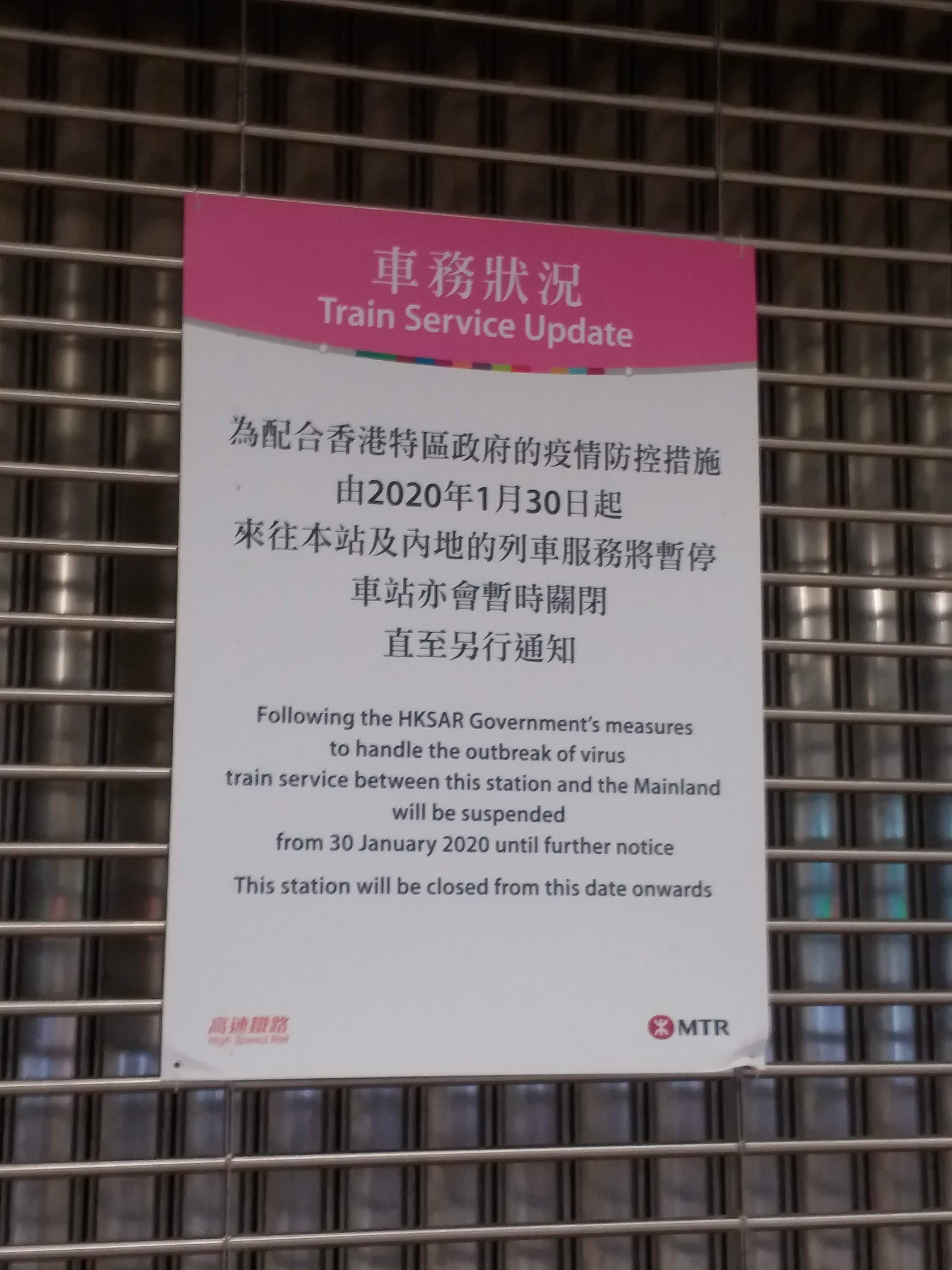
政府公布封站措施後，港鐵配合香港特區政府的疫情防控措施，將車站暫時關閉的告示

#### 关闭期间
2021年11月19日，香港特区政府保安局跨部門反恐專責組於本站舉行反恐演習，演習以話劇形式進行，分別於西九龍站綠化空間、離境大堂的出入境管制站和海關檢查站演出，除了懲教署人員外，其他執法部門、紀律部隊和少年警訊成員也有參與。
2021年12月22日港鐵表示，23日-27日高鐵西九龍站會對外開放予市民參觀。之后自2022年1月1日起逢周六、日及公眾假期皆会開放。開放期間會設有導賞團，亦有限定的免稅店销售免税商品，站內的停車場亦首度重新開放予公眾。但高鐵列車服務繼續暫停。因應香港第五波疫情影响，政府于2022年1月5日公佈於1月6日起封站。周六、日及公眾假期皆不会開放。
停車場於2021年12月23日起全日重開，以解決附近一帶停車位不足問題，但2022年1月8日起因應香港新型冠狀病毒惡化暫停開放。

#### 因應國家領導人視察香港重開

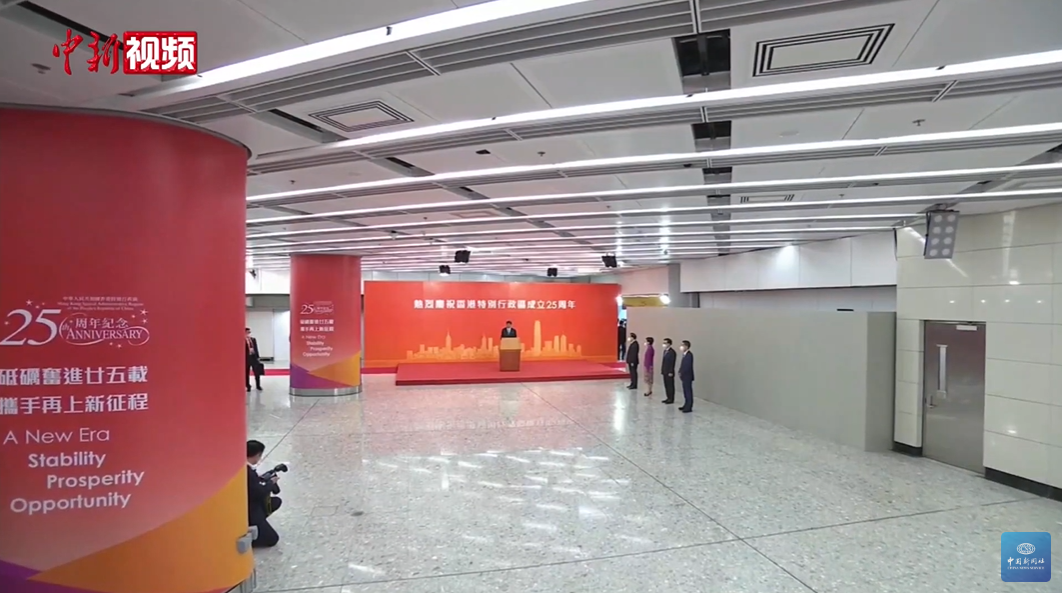
中共中央总书记习近平在大堂發表講話，現場講台與傳媒相距至少15米

2022年6月30日下午3時，中共中央總書記、中國國家主席、中央軍委主席習近平及夫人彭麗媛由深圳乘高鐵抵港，出席慶回歸大會暨第六屆政府就職典禮，時任行政長官林鄭月娥、候任行政長官李家超與香港政府主要官員到場迎接。

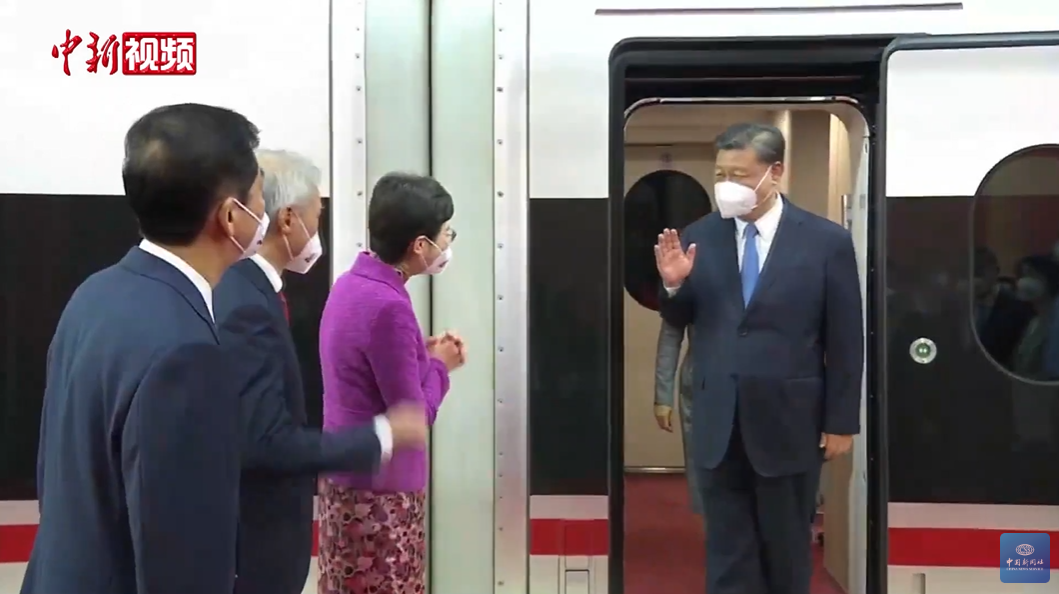
特首林鄭月娥，其丈夫林兆波和香港中聯辦主任駱惠寧在月台迎接中共中央总书记习近平
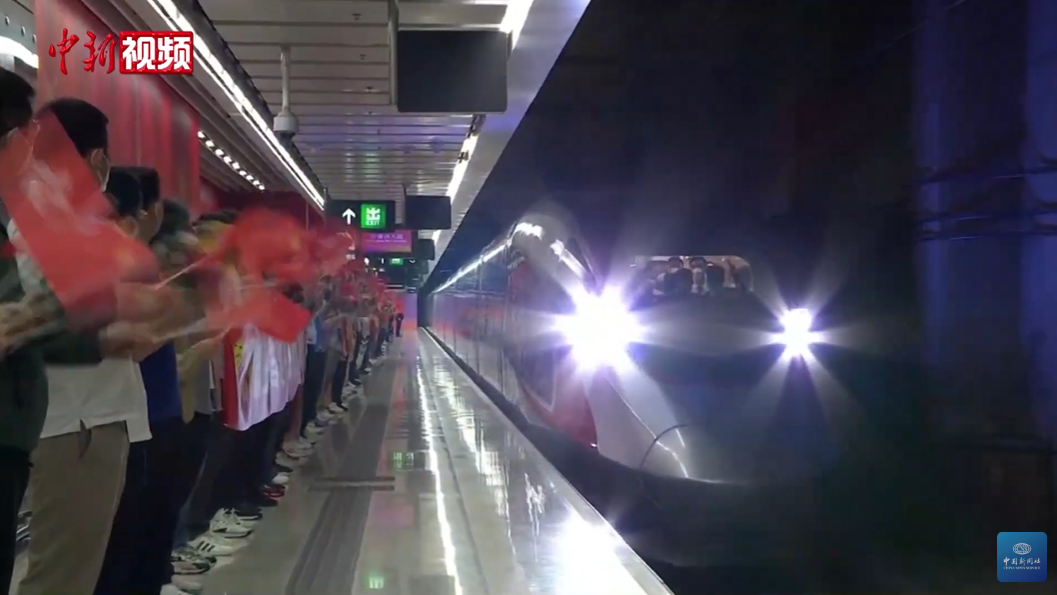
CR400AF-2271專列進站，月台有手持國旗的人士到場迎接
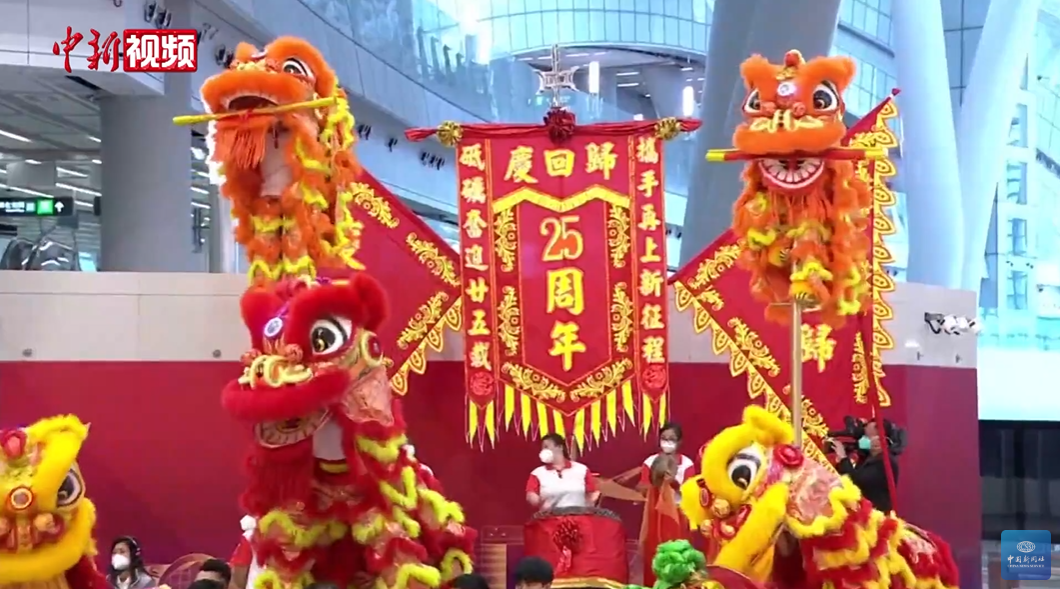
大堂有醒獅隊表演
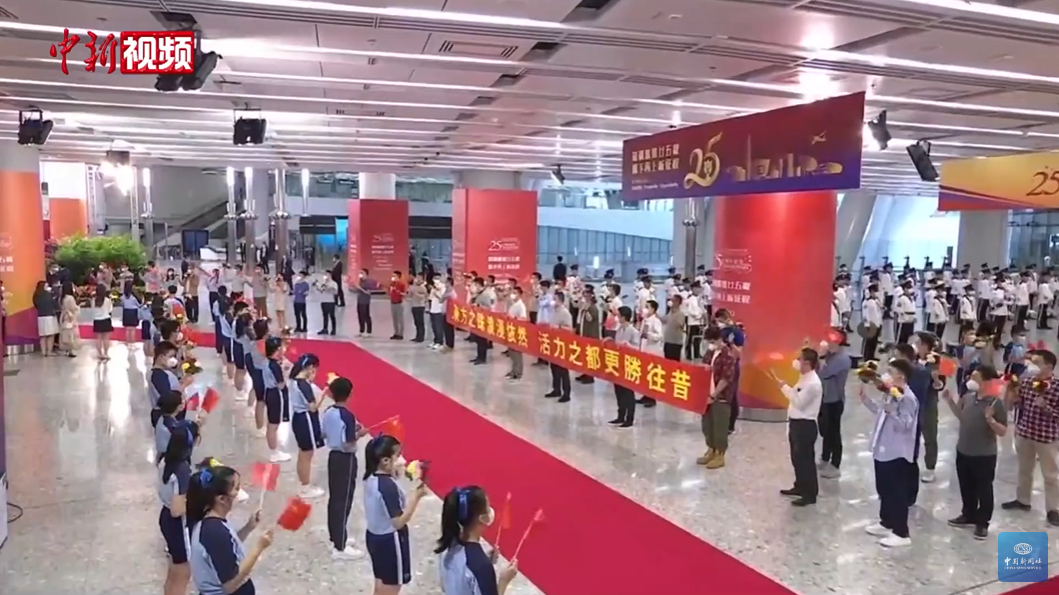
大堂鋪上紅地毯，迎接學生和人士高声呼喊「歡迎歡迎，热烈欢迎」口号

#### 重启

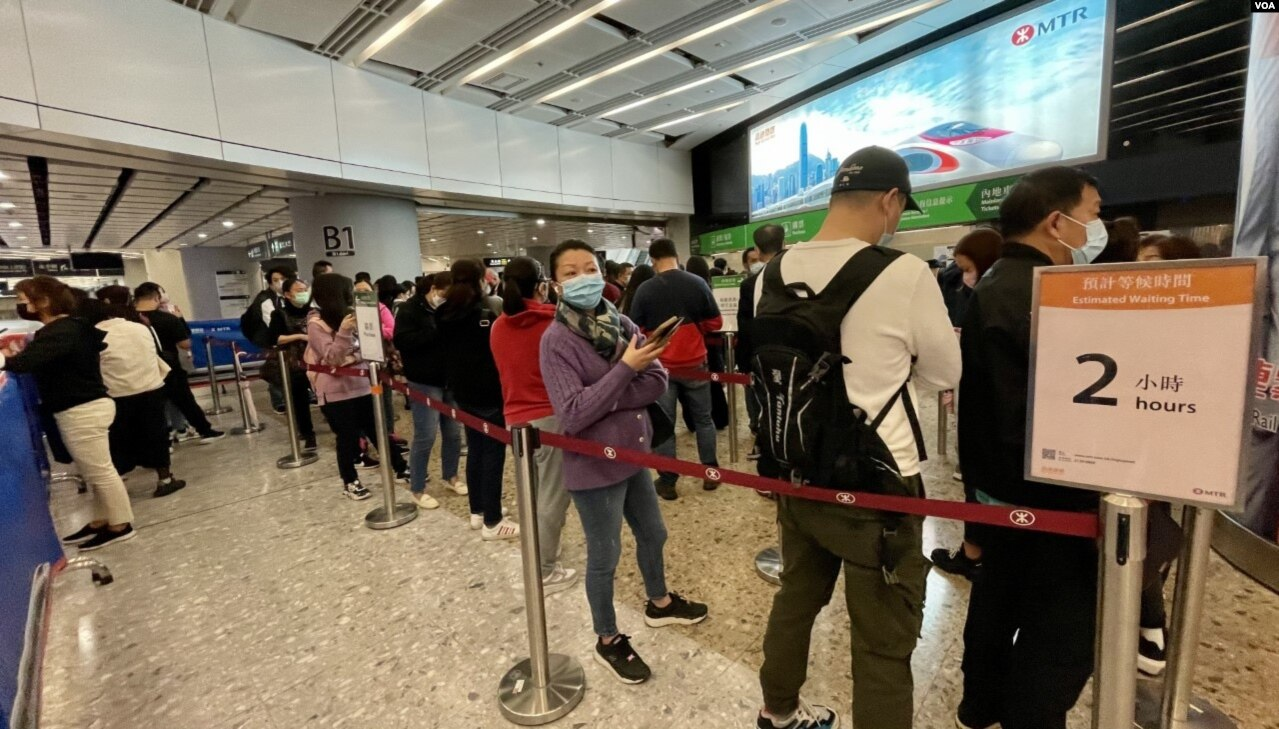
售票大堂在1月13日中午仍有大批旅客排队购票，车站指示牌显示等候时间约两小时

2021年11月20日，因香港疫情缓和，加上媒体传出香港及中国內地最快12月初有望免檢疫、有限度通關，国铁集团12306网站及部分旅行网站出现了11月30日由上海虹橋經深圳北，並以香港西九龍為終站的列車車次資料，有媒体报道称将为12月的免檢疫通关作準備。有旅遊界人士认为，尽管12月有望通關，但通關人次應有一定限額，而重開的關口亦以陸路為主，高铁可能最快2022年初或第三季才恢復服务。運輸及房屋局表示沒有恢復香港西九龍站高鐵服務的時間表。港鐵則回覆指，車站何時恢復服務，要視乎疫情最新進展，以及政府相關措施的安排。之后旅遊業界又轉述內地鐵路部門人員稱，高鐵没有11月底恢复的可能，相關網頁應為顯示錯誤，現已移除。
2022年12月7日，随着新十条的发布，中国内地结束了执行近三年的清零政策，同时也为西九龙站恢复高铁服务扫清了障碍。2022年12月26日，国务院联防联控机制宣布自2023年1月8日起实施乙类乙管。2022年12月27日，中華人民共和國外交部發佈《关于中外人员往来暂行措施的通知》，指出自2023年1月8日起，不再對入境人員實施核酸檢測和集中隔離。2023年1月5日，香港政府通告与内地实施首阶段通关举行记者会，香港特区政府运输及物流局局长林世雄表示，高铁停运三年，复运需时准备，将不迟于1月15日恢复高铁运作，换言之高铁及本站未能于首阶段通关重投服务。
随后，政府于2023年1月11日宣布高铁香港段将由当月15日起恢复服务，初期將會開行前往廣州、深圳等地的短途列車，另外亦将開行由廣州東站始發，并新增加东莞南站及東莞站的列车。车票于1月12日中午12時正式發售，乘客可於12306網站、指定旅行社購票，但過往原有的港鐵售票網站則不會再售票。
到2023年1月12日下午2時，西九龍站再次提供購票服務，在購票開始前，已經有100多人在站外排隊購票。不過不少市民等候約3小時才購得心儀時段的車票，認為安排混亂，並引起不少人鼓譟。而購票人龍到晚上7時仍有約400人排隊。
2023年1月15日，香港西九龍站恢复运营，首班到达列车G5607次由深圳北站始发，于7點42分到達，文化體育及旅遊局局長楊潤雄及港鐵高層到場迎接，并为到达旅客赠送港鐵及旅發局的禮品。而首班出发列车为开往深圳北站的G5624次，有不少旅客提前到达车站等候进站。
而在同年3月3日，特區政府發言人指出，自3月11日起，前往肇慶、潮汕、汕頭等地的省内跨綫列車服務將會恢復，部分列車時刻亦有所調整。自4月1日起，高鐵香港段的長途服務將全面恢復，接通香港與廣東省以外的，如北京、上海、重慶等長途站點。由于正值清明假期，旅客出行需求旺盛。4月1日上午7时有大批旅客抵达离港大堂，为此港铁公司于车站内安排高铁吉祥物“高铁队长”到场，不少旅客上前合影，并有工作人员向旅客派发行李牌等纪念品。唯即使是2023年的中國國慶長假期，西九龍站的客量仍然低於預期，近5年來虧損近35億元，與港府在2018年宣稱50年不會虧本相差甚遠。

#### 高鐵專列
2024年11月7日至9日，香港社福界心連心大行動舉辦韶關交流團，2024年11月7日於本站舉行啟動禮，為此加開的G9698次高鐵專列隨後獲安排於當日早上9時07分由本站出發，約11時到達韶關；2024年11月9日則加開G9697次高鐵專列從韶關返回本站。是次活動之高鐵專列由CRH380A型列車擔當。

## 備註
1. ↑  目前启用的月台数目为14個，远期为22个。
2. ↑  待远期开放其余的月台后为15條。
3. ↑  此並非港鐵車站藝術[17]
4. 1 2  不屬內地口岸區範圍。
5. ↑  詳情请見条目下方运营状况之票务段落
6. ↑  范围根據《廣深港高鐵（一地兩檢）條例》（香港法例第632章）附表2中的平面圖編號1及平面圖編號1附件1上所填上橙色的範圍劃定，具體範圍以界線點座標列出。
7. ↑  包括《合作安排》中称作“內地監管查驗區”以及“内地辦公備勤區”的区域。但“內地派駐機構使用區域”中的广州铁路公安局深圳公安处西九龙站派出所不属于口岸限定区域，因此不计入口岸面积。
8. ↑  现时出入境记录凭证的出入境口岸均显示「西九龙」
9. ↑  港铁官方提供的站內位置圖则将商务候车室划为B3层
10. ↑  通过此窗口售取票，所制车票与内地车票相同，其TMIS码同深圳站，但会写“香港西九龙售”或者“深A 售”。
11. ↑  通过12306取票机取票的车票属内地车票板式，票面显示“深圳售”且TMIS码与深圳站相同
12. ↑  只計K2出口步行距離，如從抵港層或離港層計算，需要更多時間
13. ↑  原定2018年9月16日啟用，惟當日適逢超強颱風山竹襲港，所有巴士服務暫停，要到翌日才正式啟用。
14. ↑  報導11月7日[238]及11月9日[236]情況之新聞稿內均有照片展示是次活動所使用之列車；11月9日之列車按新聞稿[236]內照片所示該列車的編號含"79603"，且03車是商務座車。

## 車站街道圖及站內位置圖
- 車站街道圖（页面存档备份，存于）
- 車站出口告示牌（官網電子版） （页面存档备份，存于）
- L2及L1層位置圖（页面存档备份，存于）
- G層位置圖（页面存档备份，存于）
- B1M及B1層位置圖（页面存档备份，存于）
- B2層位置圖（页面存档备份，存于）
- B3、B3M及B4層位置圖（页面存档备份，存于）

## 外部連結
- 香港高速鐵路官方網站（页面存档备份，存于）（繁體中文）
- 廣深港高速鐵路跨境旅客運輸組織規則（页面存档备份，存于）
- 短途列車行車時間表（页面存档备份，存于）（西九龍往來深圳及廣州）
- 長途列車行車時間表（页面存档备份，存于）（西九龍往來深圳及廣州以外之車次）
- 香港鐵路大典上的相关条目：香港西九龍站